# Taylor Swift
Pour les articles homonymes, voir Taylor et Swift.
Cet article concerne La musicienne. Pour l'album homonyme, voir Taylor Swift (album).
Taylor Swift [ˈteɪlɚ swɪft], née le 13 décembre 1989 à Reading (Pennsylvanie), est une auteure-compositrice-interprète, actrice et réalisatrice de clips musicaux américaine.
La sortie de son premier album intitulé Taylor Swift (2006), lance sa carrière en Amérique du Nord dans le genre country alors qu'elle n'a que seize ans. Son deuxième album, Fearless (2008), devient l'album le plus vendu des États-Unis en 2009 et l'artiste lance sa première tournée internationale, le Fearless Tour. L'album remporte quatre Grammy Awards, dont celui de l'Album de l'année, ce qui fait de Taylor Swift la plus jeune artiste à avoir remporté ce prix jusqu’à ce que Billie Eilish le remporte en 2020 à l’âge de 18 ans. Son troisième album, Speak Now (2010), est également un succès et le prélude d'une tournée mondiale de plus de cent concerts.
En 2012, son quatrième album, intitulé Red, s'écoule dans son pays à 1,2 million d'exemplaires, dès sa sortie. Il s'éloigne des sonorités country pour plaire à un public plus large et international. Son cinquième album 1989 (2014) se place à la tête des ventes dans 78 pays et devient même dans son pays l'album le plus vendu en une semaine depuis celui d'Eminem en juin 2002, The Eminem Show. Les deux gros tubes de l'album sont Shake it Off et Blank Space. Son sixième album, Reputation (2017), fait de Taylor Swift la seule artiste de l'histoire à vendre consécutivement quatre albums à plus d'un million de copies, la semaine de leur sortie, dans son pays. En 2019, son septième album, Lover, se hisse lui aussi en tête des classements américains et lui permet de devenir l'artiste la plus récompensée de l'histoire des American Music Awards, battant le record de Michael Jackson.
Après avoir sorti en 2020 avec succès deux albums de style folk, Folklore et Evermore, Taylor Swift entreprend, à partir de 2021, le réenregistrement de ses six premiers albums pour en récupérer les droits auprès de Scooter Braun. Elle débute par Fearless puis Red en 2021, suivis par Speak Now et 1989 en 2023. Le 30 mai 2025, Taylor Swift annonce sur son site web avoir racheté les droits de ses six premiers albums studios, mettant fin à plusieurs années de conflits sur la possession de son catalogue musical et marquant un point final à l'un des événements les plus importants de sa carrière. Elle annonce également avoir terminé le réenregistrement de son premier album Taylor Swift mais ne pas avoir entièrement achevé le réenregistrement de son sixième album reputation, seulement ses vault tracks (nouvelles pistes des albums réenregistrés). Elle évoque la possibilité de les sortir malgré tout, en l'honneur du soutien de ses fans.
En octobre 2022, elle sort son dixième album, Midnights, qui bat de nombreux records d'écoute sur Spotify et signe son grand retour dans l'univers pop, avec notamment le hit Anti-Hero. Elle est alors la première artiste de l'histoire à occuper les dix premières places du Billboard Hot 100. En 2023, elle entame une tournée mondiale des stades, The Eras Tour, qui rencontre un immense succès et relance la vente de ses anciens albums grâce au streaming mais aussi en termes de ventes réelles (physiques et numériques). Elle est la seule artiste vivante à voir cinq de ses albums figurer dans le top 10 du Billboard 200 cette année-là. Cruel Summer, de l'album Lover, devient un hit plusieurs années après sa sortie et sa chanson la plus écoutée sur Spotify. En février 2024, elle obtient pour la quatrième fois le Grammy Award de l'album de l'année pour son album Midnights, ce qui constitue un autre record. En 2024, son album The Tortured Poets Department connaît un succès encore plus massif lors de sa sortie et plus de 5 600 000 ventes en date d'aout 2025. 
En 2025, Taylor Swift met fin au conflit l'opposant depuis plusieurs années à Scooter Braun et Shamrock Holdings en rachetant l'intégralité des masters originaux de ses 6 premiers albums, lui permettant de redevenir propriétaire de l'entièreté de son œuvre musicale depuis ses débuts jusqu'à ce jour. La même année, elle annonce la sortie de son 12e album studio intitulé The Life of a Showgirl. 
En une quinzaine d'années, Taylor Swift est passée de vedette de la country aux États-Unis à l'une des plus influentes popstars mondiales, au succès grandissant grâce notamment à une stratégie marketing maîtrisée. Son impact culturel, mais également économique et politique, est reconnu et commenté par les médias, au point qu'elle devient la première artiste à être désignée « personnalité de l'année » par le magazine américain Time en 2023. En plus de sa carrière musicale, Taylor Swift mène une carrière d'actrice dans diverses productions pour le cinéma et la télévision. Son patrimoine est estimé en 2024 à plus d'un milliard de dollars.
Elle bénéficie d'une large communauté de fans, appelés les « Swifties », qui la soutient.

## Biographie

### Jeunesse (1989–2004)

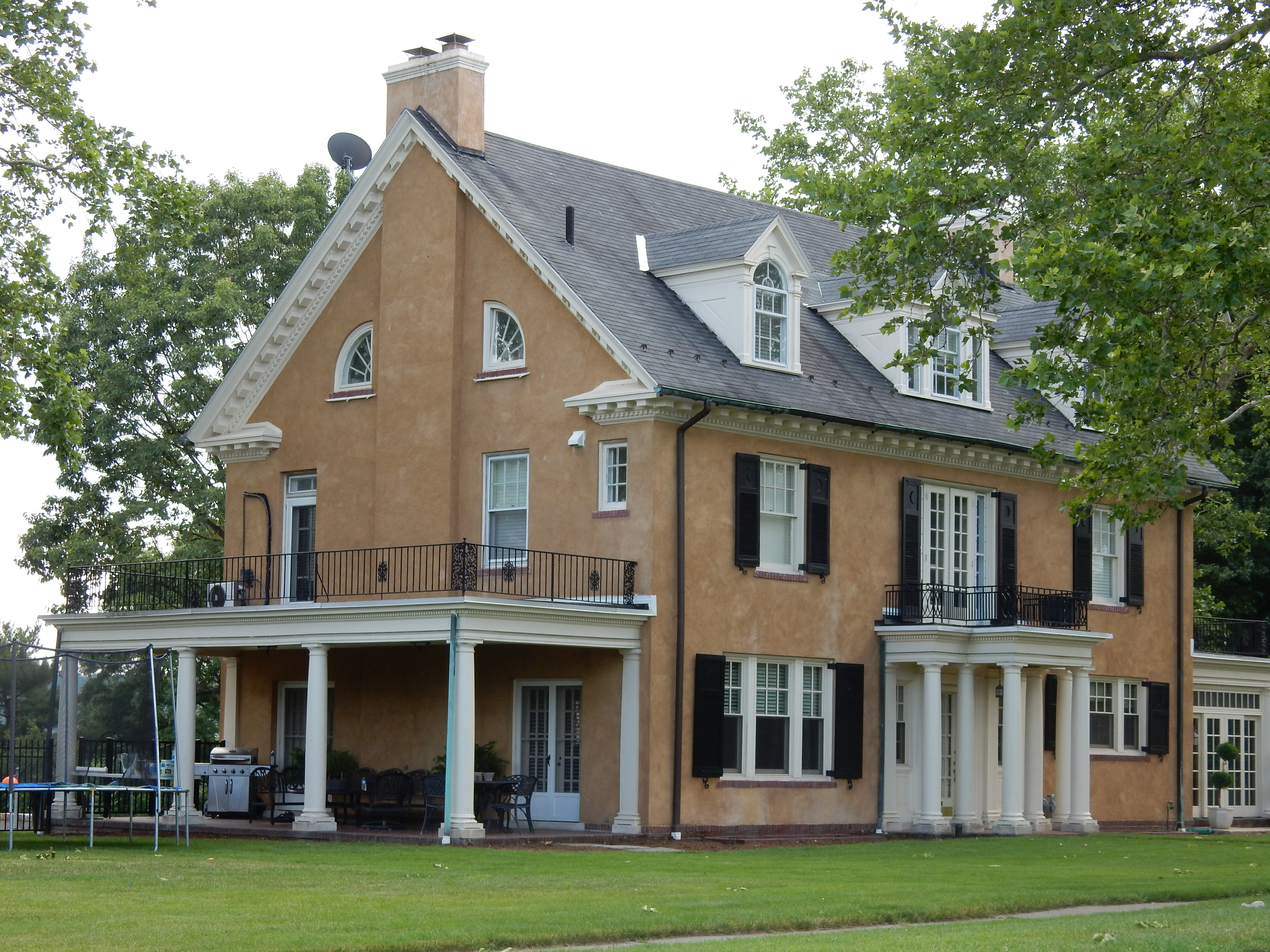
Maison d'enfance de Taylor Swift, à Wyomissing en Pennsylvanie.

Taylor Alison Swift [ˈteɪlɚ ˈælɪsən swɪft] est née le 13 décembre 1989 à Reading, en Pennsylvanie. Son père, Scott Kingsley Swift (né le 5 mars 1952), est conseiller financier chez Merrill Lynch,. Sa mère, Andrea Gardner Swift (née Finlay, le 10 janvier 1958), est femme au foyer et travaillait auparavant comme directrice de marketing des fonds mutuels. Andrea Swift passe les dix premières années de sa vie à Singapour, où son père, originaire de Pennsylvanie, est ingénieur et l'héritier de trois générations de présidents de banque, avant de s'installer au Texas. Le 20 février 1988, Andrea Swift épouse Scott Swift dans le comté de Harris. Swift tient son prénom du chanteur américain James Taylor ; sa mère pensait qu'un nom neutre l'aiderait à forger une carrière réussie. Elle a un frère cadet, Austin Kingsley Swift (né le 11 mars 1992), qui est diplômé de l'université Notre-Dame-du-Lac.
Taylor Swift a grandi dans une famille chrétienne, de confession catholique, dévouée et pratiquante,,. Dans sa jeunesse, elle assiste chaque dimanche aux offices religieux de sa paroisse, et participe à des retraites spirituelles pour étudier la Bible dans les campagnes rurales de Pennsylvanie. Elle chante chaque semaine dans la chorale de l'église en compagnie de sa grand-mère, Marjorie Finlay, ancienne artiste lyrique d'opéra classique. Swift se remémore ces moments partagés ensemble à l'église : « Je me souviens de [ma grand-mère] qui chantait, du frisson ressenti. Elle a été une de mes premières inspirations. »
Taylor Swift est préscolarisée à l'école privée catholique Alvernia Montessori School dirigée par les sœurs franciscaines, où elle développe un intérêt précoce pour la musique et le chant,. La maîtresse principale de l'école, sœur Ann Marie Coll, se souvient : « Elle était un peu timide mais pas trop, et aimait toujours chanter. Taylor n'était pas têtue, mais c'était une petite fille déterminée. Quand elle se concentrait sur quelque chose, elle était très résolue ». Elle rejoint ensuite l'école privée Wyndcroft School. À l'âge de neuf ans, Swift part s'installer avec sa famille à Wyomissing, où elle poursuit sa scolarité à l'école West Reading Elementary Center ainsi qu'au Wyomissing Area Junior/Senior High School.
Taylor Swift passe une partie de son enfance dans une ferme de sapins de Noël de onze hectares située dans le comté de Montgomery, en Pennsylvanie. Elle passe ses vacances d'été dans la maison de sa famille à Stone Harbor, dans le New Jersey, et décrit l'endroit comme étant « là où la plupart de ses souvenirs d'enfance se sont créés. ». Une des premières passions de Swift était l'équitation classique, sa mère l'ayant mise en selle à neuf mois ; par la suite, Swift participait à des concours hippiques. Ses parents possédaient plusieurs Quarter Horses ainsi qu'un poney shetland. En quatrième année, elle remporte un concours national de poésie avec son poème A Monster In My Closet.
À l'âge de neuf ans, Taylor Swift commence à s'intéresser aux comédies musicales et à participer à des productions telles que Grease, Annie, Bye Bye Birdie et La Mélodie du bonheur[source insuffisante]. Elle se rendait régulièrement à Broadway pour prendre des cours de chant et de comédie. Cependant, après avoir passé plusieurs années à auditionner à New York sans rien obtenir, Swift commence à s'intéresser à la musique country. Elle passait ses fins de semaine à chanter lors de festivals locaux, foires, cafés, concours de karaoké, clubs et hôpitaux. À l'âge de onze ans, après plusieurs tentatives, Swift remporte une compétition locale de révélation de talents après avoir chanté Big Deal de LeAnn Rimes et a l'occasion de participer à un concert de Charlie Daniels dans un amphithéâtre à Strausstown, en Pennsylvanie. Son ambition et son intérêt pour la musique country commencent alors à isoler Swift de ses camarades de classe.
Après avoir regardé un épisode de Behind the Music (une émission documentaire dont chaque épisode se concentre sur un musicien ou groupe populaire) avec Faith Hill, Swift veut déménager à Nashville, au Tennessee, pour sa carrière musicale. Elle y va alors avec sa mère pendant sa semaine de relâche afin de proposer aux labels du quartier de Music Row des enregistrements d'elle chantant des chansons de Dolly Parton et des Dixie Chicks, dans l'espoir de signer un contrat auprès de l'une d'entres elles. Elle est refusée à de nombreuses reprises, et réalise que « tout le monde dans cette ville voulait faire ce que je voulais faire. Alors je me disais tout le temps qu'il fallait que je trouve un moyen de me différencier. ». À l'âge de onze ans, elle interprète l'hymne national américain lors d'un match des Sixers de Philadelphie devant une foule de 20 000 personnes, un rêve qu'elle réalise sans avoir de label. Quand Swift a douze ans, un réparateur informatique lui apprend à jouer de la guitare et elle s'inspire des trois accords qu'il lui enseigne pour écrire sa première chanson, Lucky You. En 2003, Swift et ses parents s'associent avec un manager de New York, Dan Dymtrow, à l'aide duquel Swift devient mannequin pour la campagne Rising Stars de Abercrombie & Fitch et fait la rencontre de plusieurs labels. Après avoir chanté lors d'un concert organisé par RCA Records, elle fait de nombreux allers-retours de Wyomissing à Nashville.
À quatorze ans, son père quitte la banque Merrill Lynch de Pennsylvanie pour celle de Nashville ; la famille s'installe dans une maison près d'un lac à Hendersonville, au Tennessee. Plus tard, Swift décrit cela comme un sacrifice incroyable fait par sa famille: « Mes parents ont vu que c'était vraiment une obsession, que je n'allais pas lâcher l'affaire et que ce n'était pas un caprice d'adolescente. Ils ont été jetés là-dedans […] Nous n'avions aucune idée de ce que nous faisions. Mes parents m'ont acheté un livre sur l'industrie de la musique. »,. Dans le Tennessee, Taylor Swift étudie au Hendersonville High School pour sa première et deuxième année. Pour sa troisième et quatrième année, elle intègre l'Aaron Academy, une école privée chrétienne offrant des cours à domicile. En 2008, elle est diplômée,.

### Débuts etTaylor Swift(2004–2006)

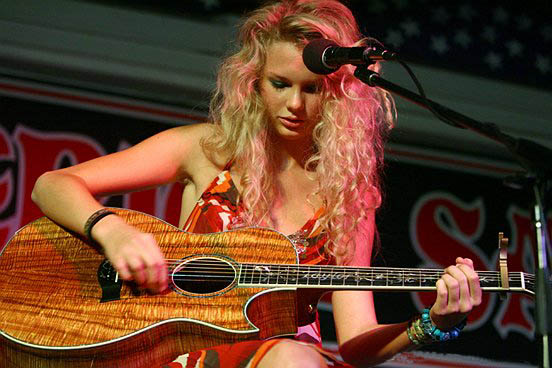
Taylor Swift joue au Maverick Saloon & Grill, le 16 juin 2006.

Dans le cadre de son développement artistique avec RCA Records, Swift participe à des séances d'écriture aux côtés d'auteurs expérimentés tels que Troy Verges, Brett Beavers, Brett James, Mac McAnally et The Warren Brothers,. Elle forme finalement une relation durable avec Liz Rose, qu'elle assiste lors d'un évènement pour les auteurs-compositeurs, et avec qui elle écrit plusieurs chansons. Elles se rencontrent chaque mardi, après l'école, pour des séances d'écriture. Rose explique que ces séances avec Swift étaient « les plus faciles que j'aie pu faire. En gros, j'étais juste son éditrice. Elle écrivait sur ce qui lui était arrivé à l'école le jour même. Elle avait une vision très claire sur ce qu'elle essayait de dire. Et elle débarquait avec des accroches incroyables. » Elle enregistre également quelques démos avec le producteur Nathan Chapman.
Après avoir joué lors d'un showcase pour BMI à New York, Taylor Swift devient la plus jeune artiste embauchée par la maison d'édition de musique, Sony/ATV Music Publishing. À quinze ans, elle quitte RCA Records ; le label souhaitant attendre sa majorité (21 ans) pour sortir son premier album, elle se sent désormais prête à lancer elle-même sa propre carrière,. Elle se sépare également de son manager Dan Dymtrow, qui, par la suite, porte plainte contre elle et ses parents. « J'ai vraiment senti que je manquais de temps. » Swift déclare plus tard : « Je voulais saisir l'opportunité d'enregistrer ce que je traversais dans un album. ». Lors d'un show case au café Blue Bird en 2005, Swift attire l'attention de Scott Borchetta (en), un producteur exécutif de DreamWorks Records sur le point de fonder son propre label, Big Machine Records. Elle devient alors l'une de ses premières artistes et son père touche l'achat d'une participation de 3 % de la jeune entreprise. Pour sa première fois dans l'univers de la country, Scott Borchetta s'arrange pour que Taylor Swift fasse un stage au CMA Music Festival (en).

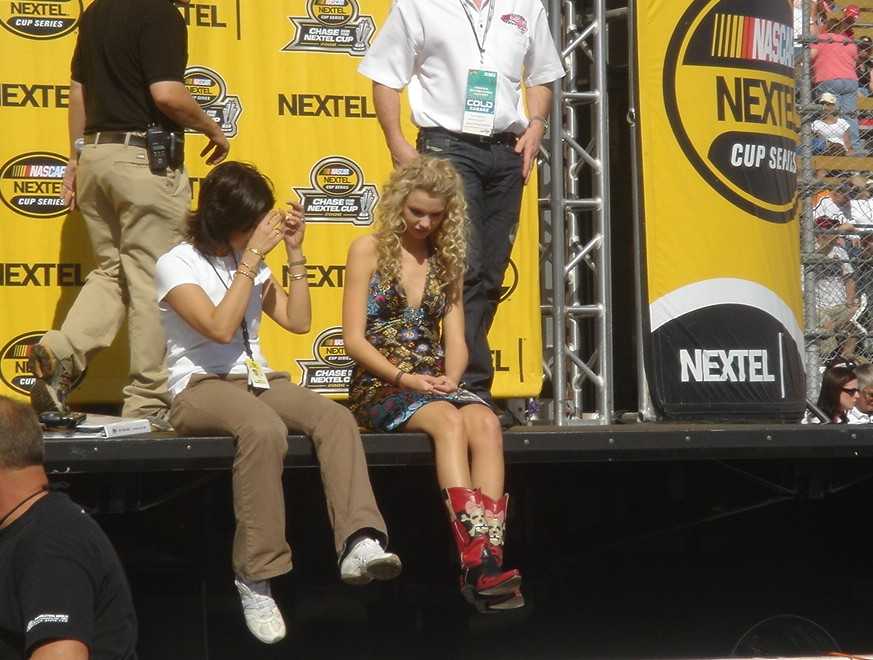
Taylor Swift à Phoenix en novembre 2006.

Taylor Swift se lance dans son premier album à son nom peu de temps après. Ayant écrit aux côtés d'auteurs expérimentés, Taylor Swift convainc Big Machine Records de prendre la démo qu'elle avait enregistrée pour le producteur Nathan Chapman (en). Ce fut le premier enregistrement d'un album studio pour Scott Borchetta, mais Taylor Swift sentait qu'ils avaient le bon « feeling ». Finalement, Nathan Chapman produit toutes les chansons, à l'exception d'une, sur son premier album. Elle décrit cet album comme son « journal intime » révélant toute sa jeunesse. Elle déclare : « même si on dirait que j'ai eu 500 petits amis », beaucoup de chansons sont observatrices. Swift écrit d'elle-même trois chansons dont deux singles, et coécrit le reste de l'album aux côtés d'auteurs comme Liz Rose, Robert Ellis Orralln et Angelo Petraglia. Musicalement, l'album Taylor Swift sorti en octobre 2006, est décrit comme « un mélange entre la country traditionnelle et des guitares rock. ». PopMatters déclare espérer que Taylor Swift « sera capable de trouver un compromis entre la country traditionnelle et ses évidentes sensibilités pop, parce que Taylor Swift suggère qu'elle peut faire mieux. ». Sasha Frere-Jones du New Yorker décrit Taylor Swift comme une « prodige ». Il complimente aussi les paroles du single Our Song : « Il avait une main sur le volant, l'autre sur mon cœur. ». Country Weekly sentait que « le matériau le plus réfléchi suggère un talent prêt à durer bien au-delà du niveau secondaire. ». Rolling Stone décrit Taylor Swift « aux yeux brillants mais remarquablement expérimentée » et admire Our Song pour sa chantante mélodie qui rappelle Britney Spears et Patsy Cline[réf. nécessaire].

### Singles et tournée promotionnelle (2007–2008)

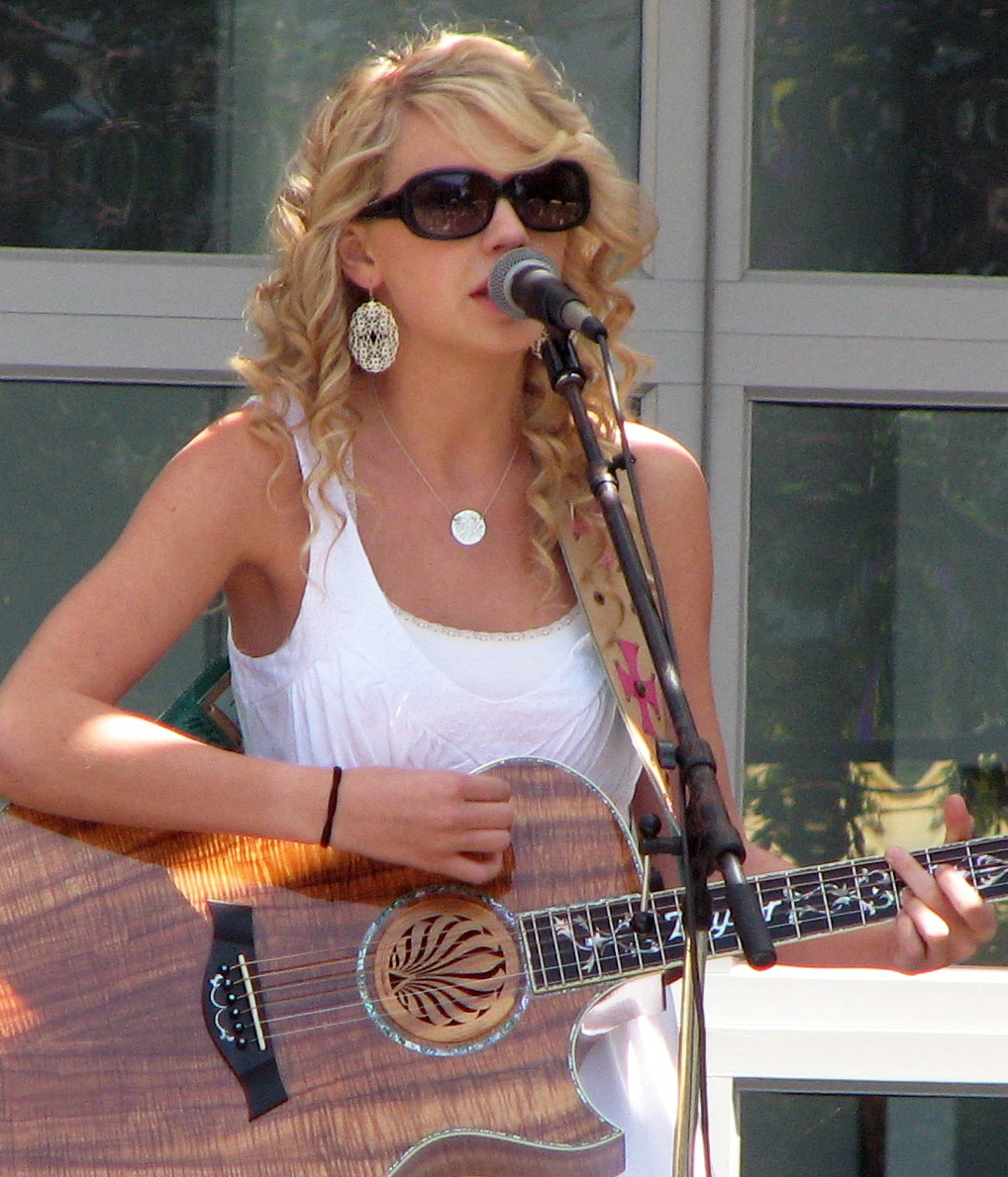
Taylor Swift joue au Yahoo headquarters en mai 2007.

Big Machine Records est encore à ses débuts lorsque Taylor Swift sort son premier single intitulé Tim McGraw en juin 2006. Avec l'aide de sa mère, Taylor Swift envoyait des maquettes du single à plusieurs stations de radio. Elle passe l'année 2006 à faire la promotion de l'album Taylor Swift avec une tournée radio et commente plus tard : « Les tournées radio, pour la plupart des artistes, durent six semaines. En ce qui me concerne, la mienne a duré six mois. ». Swift cuisinait des cookies et peignait des toiles pour tous ceux qui s'occupaient de sa tournée. Elle est apparue sur plusieurs plateaux télé tels que Grand Ole Opry, Good Morning America, Total Request Live. Elle signe également pour être porte-parole de la marque de vêtements L.e.i,. Taylor Swift se décrit comme « une enfant d'Internet » utilisant Myspace pour avoir des fans. Elle écrivait ses propres messages, laissait des commentaires sur les comptes de ses fans et répondait personnellement à ses fans. À cette période, c'était « révolutionnaire dans la musique country. ». Scott Borchetta déclare que sa décision de signer avec une adolescente de 16 ans, auteure-compositrice-interprète, avait initialement choqué ses connaissances dans l'industrie de la musique, mais Taylor Swift puisait dans un marché jusque-là inconnu : les adolescentes qui écoutent de la musique country. Après la sortie de Tim McGraw, quatre autres singles sortent entre 2007 et 2008 : Teardrops on My Guitar, Our Song, Picture to Burn et Should've Said No. Ils ont tous eu du succès dans le Hot Country Songs avec Our Song et Should've Said No en tête des charts. Our Song fait de Swift l'artiste la plus jeune à avoir un single écrit par elle-même, en tête des charts et Teardrops on My Guitar récolte un petit succès comparé aux autres singles ; elle atteint la treizième place du Billboard Hot 100. L'album recense plus de 39 000 exemplaires vendus dès la première semaine ; en mars 2011, il se vend à plus de 5,5 millions d'exemplaires à l'international. En octobre 2007, elle fait paraître un album de Noël intitulé Sounds of the Season: The Taylor Swift Holiday Collection, ainsi qu'un EP, Beautiful Eyes, sorti en juillet 2008,.

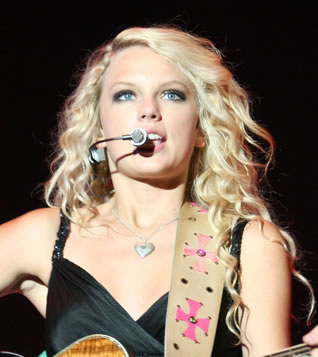
Taylor Swift en concert en août 2007.

Taylor Swift fait de nombreuses tournées afin de promouvoir son album. En plus des dates de festivals et de théâtres, elle fait les premières parties de plusieurs artistes de musique country. Fin 2006, elle fait la première partie de Rascal Flatts pour la dernière date de leur tournée Me & My Gang Tour, après le renvoi de l'artiste précédent qui devait assurer la première partie de cette date, Eric Church. En 2007, elle effectue la première partie des vingt dates de la tournée de George Strait, plusieurs dates de Kenny Chesney, quelques dates de Brad Paisley puis plusieurs dates pour la tournée de Faith Hill et son époux Tim McGraw. En 2008, elle repart en tournée avec le groupe Rascal Flatts pour leur tournée Still Feels Good Tour. En plus d'interpréter ses propres chansons, Swift fait plusieurs reprises de Beyoncé, Rihanna, John Waite, Lynyrd Skynyrd et Eminem,,. Elle effectue plusieurs séances de rencontres avec ses fans après ses concerts pendant quatre heures. En 2007, Swift et Alan Jackson sont nommés « Artistes de l'année » lors des Nashville Songwriters Association International ; elle est la plus jeune artiste à avoir eu ce titre. Elle est également récompensée dans la catégorie « Meilleure nouvelle artiste » lors des Country Music Association Awards. En 2008, elle est nommée « Nouvelle artiste féminine » lors des Academy of Country Music Awards ainsi que l'« artiste féminine préférée de la country » lors des American Music Awards. Elle reçoit sept BMI Awards pour les singles de son album Taylor Swift. Elle est également nommée lors des Grammy Awards 2008 dans la catégorie « Meilleur nouvel artiste », mais c'est Amy Winehouse qui est récompensée.

### Fearlesset collaborations (2008–2009)

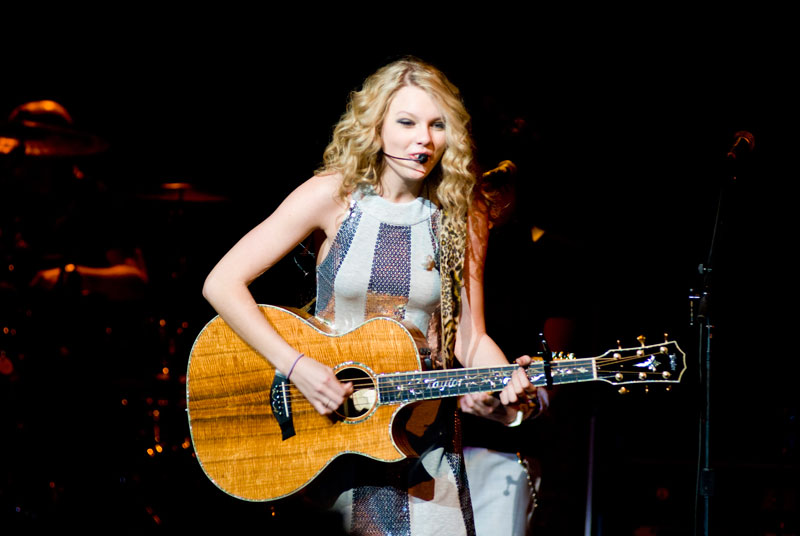
Taylor Swift en concert à Joliet (Illinois), en février 2008.

En novembre 2008, Taylor Swift fait paraître son deuxième album, Fearless. Elle écrit à elle seule sept chansons, dont deux singles, et coécrit les six autres avec Liz Rose (en), John Rich, Colbie Caillat et Hillary Lindsey (en). Elle coproduit également l'album avec Nathan Chapman.

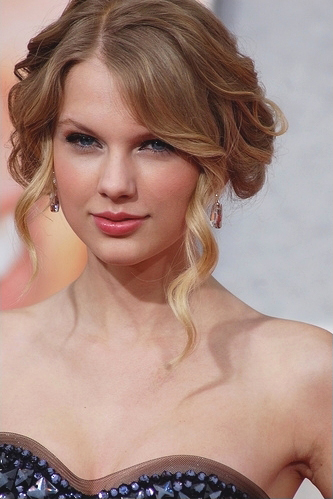
Taylor Swift à l'avant-première dHannah Montana, le film en avril 2009.

Taylor Swift organise par la suite la tournée promotionnelle de Fearless. Un épisode de The Ellen DeGeneres Show est d'ailleurs dédié pour le lancement de l'album et Swift apparaît dans plusieurs talk show. Elle communique avec ses fans via Twitter et Skype. Elle lance une ligne de robes d'été avec la marque L.e.i. pour Walmart, des cartes de vœux, et des poupées,. Elle devient également porte-parole pour les Predators de Nashville ainsi que pour Sony Cyber-shot, et participe à la publicité du jeu vidéo Band Hero. Swift rend hommage à de nombreux artistes lors de ses prestations télévisées : Drive (For Daddy Gene) d'Alan Jackson pour l'évènement CMT Giants, Run de George Strait, et elle participe au concert télévisé du groupe Def Leppard à Nashville. En 2009, elle joue sa chanson Fifteen aux côtés de Miley Cyrus lors des Grammy Awards, rappe aux côtés de T-Pain lors des CMT Awards, puis présente le Saturday Night Live. Le premier single de l'album intitulé Love Story sort en septembre 2008, devient le deuxième single le plus vendu de tous les temps, et se classe à la quatrième place au Billboard Hot 100. Entre 2008 et 2009, elle fait paraître quatre singles : White Horse, You Belong with Me, Fifteen et Fearless. You Belong with Me est le mieux vendu, classé à la seconde place au Billboard Hot 100. L'album atteint la première place du Billboard 200 après s'être vendu à plus de 592 304 d'exemplaires la première semaine. Fearless est resté au total 11 semaines non-consécutives en tête du Billboard 200, il recense depuis plus de 8,6 millions d'exemplaires vendus dans le monde en 2008 et devient l'album le mieux vendu de 2009.

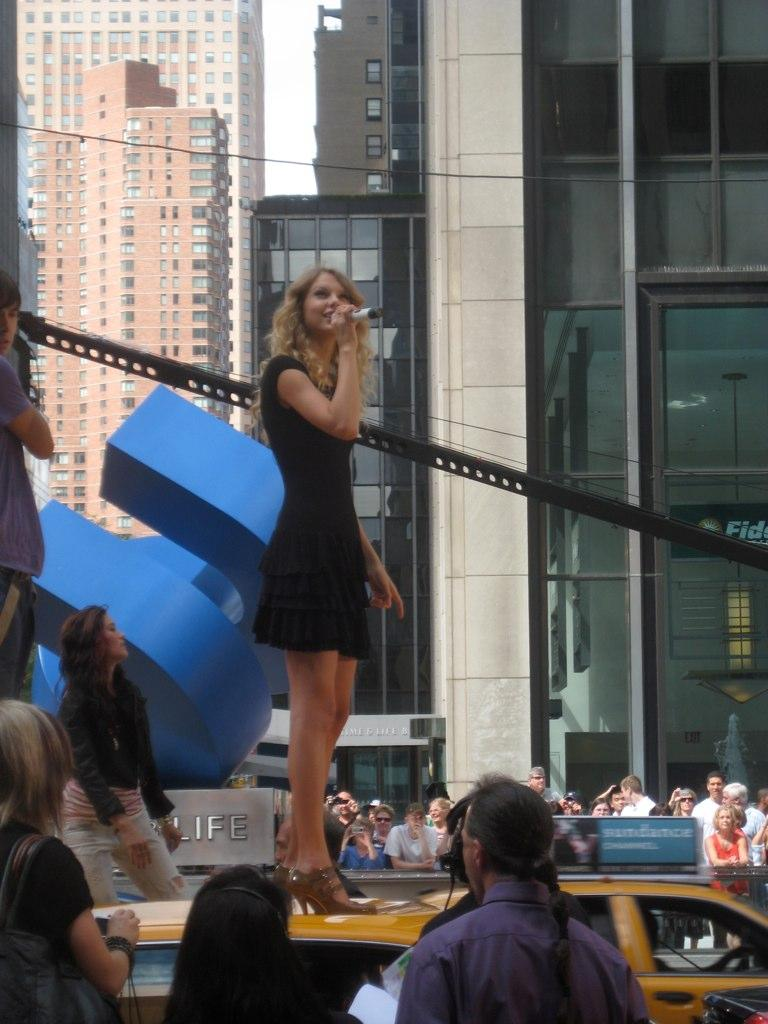
Taylor Swift en live sur MTV en septembre 2009.

Taylor Swift effectue sa première tournée en tête d'affiche entre avril 2009 et juin 2010. Parmi les 105 dates de sa tournée Fearless Tour, elle effectue 90 dates en Amérique du Nord, 6 en Europe, 8 en Australie, et une en Asie. La mise en scène élaborée comprend un château de conte de fées et un kiosque d'école secondaire ; elle reprend également la chanson What Goes Around… Comes Around de Justin Timberlake en la mélangeant avec sa chanson You're Not Sorry. Durant sa tournée nord-américaine, elle est rejointe par Katy Perry, Faith Hill et John Mayer,,. Justin Bieber, Kellie Pickler et Gloriana assurent la première partie de ses concerts. En tout, la tournée rassemble plus de 1,1 million de fans et rapporte 63 millions $. Un documentaire sur sa tournée est ensuite diffusé à la télévision américaine sous le titre de Journey to Fearless puis paraît en format Blu-Ray. Entretemps, elle assure la première partie de Keith Urban pour sa tournée Escape Together World Tour. En juin 2009, elle enregistre une nouvelle version du titre American Girl de Tom Petty et continue de faire son entrée en scène avec cette reprise.
Fearless remporte plusieurs récompenses et devient l'album le plus récompensé dans toute l'histoire de la musique country. Swift devient la plus jeune artiste, et l'une des six femmes nommées « Artiste de l'année » par la Country Music Association. Fearless remporte également le prix de l'« Album de l'année. » Les American Music Awards récompensent Swift dans les catégories « Artiste de l'année » et « Album country préféré. » Elle remporte également quatre BMI Awards. Billboard la nomme Artiste de l'année 2009. Elle fait aussi partie de la liste des 100 personnes les plus influentes en 2010.
Elle participe au quatrième album de John Mayer en faisant les chœurs sur son single, Half of My Heart en novembre 2009. John Mayer écrit la chanson en hommage à Tom Petty et Fleetwood Mac : « J'ai pensé : Eh bien, si cela était ma lettre d'amour pour ce genre de musique, qui serait la Stevie Nicks dans cette équation ? Et j'ai pensé : Cette Taylor Swift va être là pendant longtemps. ». Entre 2008 et 2009, Taylor Swift collabore avec de nombreux artistes. Elle coécrit un single de Kellie Pickler, Best Days of Your Life (2008), sur lequel elle fait les chœurs. Elle coécrit deux chansons pour le film Hannah Montana, le film (2009) - You'll Always Find Your Way Back Home et Crazier - avec Martin Johnson et Robert Ellis Orrall (en). Elle chante également en duo avec le groupe Boys Like Girls intitulé Two Is Better Than One (2009), écrit par Martin Johnson. En janvier 2010, elle enregistre deux chansons : Today Was a Fairytale pour la bande originale du film Valentine's Day puis une reprise de Breathless de Better Than Ezra pour l'album Hope for Haiti Now.

### MTV Awardset polémique aux VMA (2009–2010)

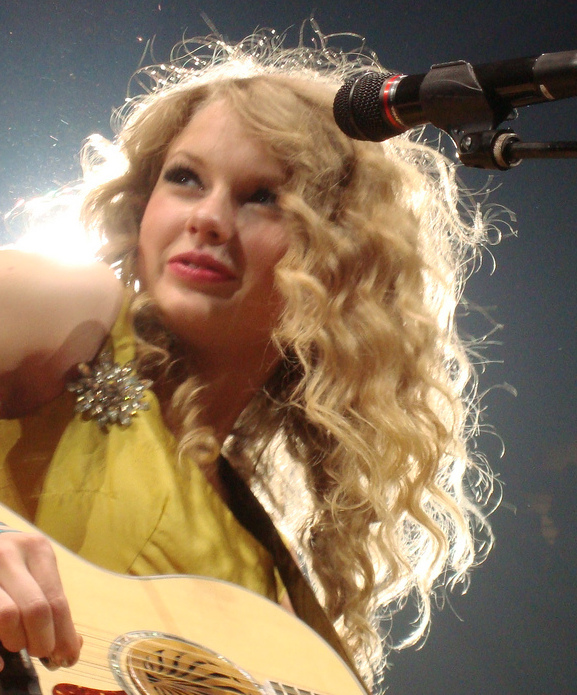
Taylor Swift en concert à North Charleston en avril 2010 pour le Fearless Tour.

En septembre 2009, Swift devient la première artiste de country à remporter un MTV Video Music Awards à la nomination du single You Belong with Me dans la catégorie « Meilleur clip de l'année d'une artiste féminine. ». Son discours de remerciements est interrompu par le rappeur Kanye West, déjà impliqué dans plusieurs scandales pendant des cérémonies de remise de prix. Kanye West déclare que Beyoncé méritait de remporter ce MTV Video Music Awards pour le « Meilleur clip de l'année d'une artiste féminine » car, selon lui, son clip Single Ladies (Put a Ring on It) est « le meilleur clip de tous les temps. » La foule hue Kanye West, incitant ce dernier à leur faire un doigt d'honneur. Il redonne ensuite le micro à Swift, alors bouche bée. Dans les coulisses, Swift est en pleurs. Selon Rolling Stone, lors d'une confrontation entre la mère de Swift et Kanye West, ce dernier a « présenté ses excuses du bout des lèvres et a ajouté qu'il pensait toujours que le clip de Beyoncé méritait de gagner. ». Kanye est donc renvoyé de la cérémonie. Plus tard, lorsque Beyoncé remporte le MTV Video Music Awards pour la « Vidéo de l'année », elle invite Swift à la rejoindre sur scène afin de terminer son discours de remerciements.

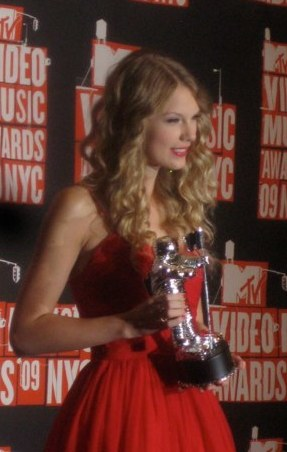
Taylor Swift lors des MTV VMA en septembre 2009.

Dans la salle de presse de la cérémonie, des journalistes demandent à Swift si elle éprouvait de la « rancune » envers Kanye West : « Je ne le connais pas et je ne l'ai jamais rencontré, donc… Je ne veux rien commencer parce que ce soir, je passe une bonne soirée. »,. L'incident de cette soirée attire l'attention des médias et inspire beaucoup de mèmes Internet. Le Président Barack Obama qualifie lui-même Kanye West de « crétin », et l'ancien Président Jimmy Carter déclare que l'interruption de Kanye était « totalement déplacée. ». Son comportement est ensuite critiqué par des célébrités telles que Eminem, Snoop Dogg et Madonna,. Kanye s'excuse pour son emportement verbal sur deux blogs et même lors de son passage sur le plateau du Jay Leno Show,. Il maintient, cependant, les propos qu'il a dit ce soir-là en disant que, même s'il trouve que Swift est « très talentueuse, le clip de Beyoncé était le meilleur de cette décennie. J'ai donné ma récompense à OutKast parce qu'il le méritait plus que moi… Je ne suis pas fou, je suis juste réaliste. ». Deux jours plus tard, Swift déclare que Kanye ne lui avait pas reparlé depuis l'incident. Kanye la contacte ensuite afin de lui proposer de s'excuser en personne, ce que Swift accepte : « Kanye m'a appelée et il était vraiment sincère lorsqu'il m'a présenté ses excuses. ». Elle refuse d'aborder l'incident lors des interviews pour que ça ne devienne pas un « plus gros problème » : « cela s'est passé à la télévision, alors tout le monde a vu ce qui s'est passé… Je ne ressens pas le besoin de continuer d'en parler. ». Il est dit que l'incident et l'attention des médias autour de cet incident fait de Swift « une célébrité de bonne foi. ».
En janvier 2010, Swift remporte quatre Grammy Awards sur un total de huit nominations. Fearless est nommé « L'album de l'année » et « Meilleur album country » tandis que White Horse est nommé la « Meilleure chanson country » et « Meilleure performance d'une artiste country féminine. ». Pendant la cérémonie, elle joue les chansons Rhiannon de Stevie Nicks et You Belong with Me avec cette dernière. Mais ses deux prestations sont négativement accueillies et suscitent une réaction très répandue des médias,. Sa voix est décrite comme étant « fortement fausse », « étonnamment mauvaise » et « incroyablement pitoyable. »,. Alors que The New York Times trouve cela « intéressant de voir quelqu'un d'aussi talentueux commettre une bourde occasionnelle » et décrit Swift comme étant « la nouvelle star pop la plus importante depuis ces dernières années », Bob Lefsetz (en), personnage important dans l'industrie musicale, prédit que sa carrière s'arrêtera du jour au lendemain. Il lance publiquement un appel au père de Swift afin qu'il embauche un « agent de publicité des crises » pour gérer l'histoire car « Taylor est trop jeune et stupide pour comprendre l'erreur qu'elle vient de faire. »,. En avril 2010, Stevie Nicks défend Swift en déclarant : « Taylor me fait penser à moi avec sa détermination et son caractère enfantin. C'est une naïveté qui est tellement spéciale et tellement rare. Cette fille écrit des chansons qui font chanter tout le monde, comme Neil Diamond ou encore Elton John… L'artiste féminine de rock-'n'-roll-country-pop est revenue et elle s'appelle Taylor Swift. Et ce sont des femmes comme elle qui vont sauver l'industrie musicale. ».

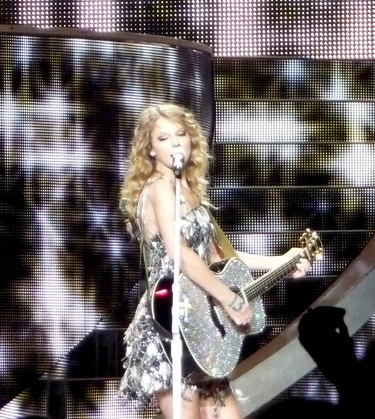
Taylor Swift en concert à Los Angeles en avril 2010 pour le Fearless Tour.

À la suite de l'incident aux MTV Awards en 2009, Kanye West utilise son compte Twitter en septembre 2010 pour présenter des excuses à Swift, la référant comme « une petite fille avec des rêves comme nous tous » : « J'ai écrit une chanson pour Taylor Swift, c'est si beau et je veux qu'elle l'ait. Si elle la refuse, alors je la chanterai pour elle. ». Plus tard, lors MTV Video Music Awards 2010, Swift joue la chanson Innocent, adressée à Kanye West et que The Washington Post décrit comme étant « un petit chef-d’œuvre d'agressivité passive, une vivisection déguisée en offrande de paix. ». Les critiques musicales trouvent sa performance trop sérieuse et « mesquine »,. En octobre 2010, Kanye West déclare que c'était une « erreur » d'avoir nommé l'album Fearless le meilleur album de l'année lors des Grammy Awards. En novembre 2010, Kanye déclare qu'il ne voyait pas en quoi son interruption lors des VMA 2009 était « si arrogante » et décrit ses actions comme étant « désintéressées ». Il ajoute aussi que c'était « irrespectueux » et « attardé » pour Swift d'avoir été nommé dans la même catégorie que Beyoncé. Il clame que, grâce à son intervention, Swift a « fait la Une d'une centaine de magazines et a vendu plus d'un million d'albums en une semaine ! ». Il clame également que « si je n'avais pas été saoul, j'aurais pu rester sur scène plus longtemps… Taylor n'a jamais pris ma défense dans aucune interview. Et elle montait les vagues, elle montait et montait... »,. Lors du Costume Institute Gala en mai 2011, Swift et Kanye se sont retrouvés face à face sur le tapis rouge ; ils se sont serrés la main.

### Speak Now(2010–2011)

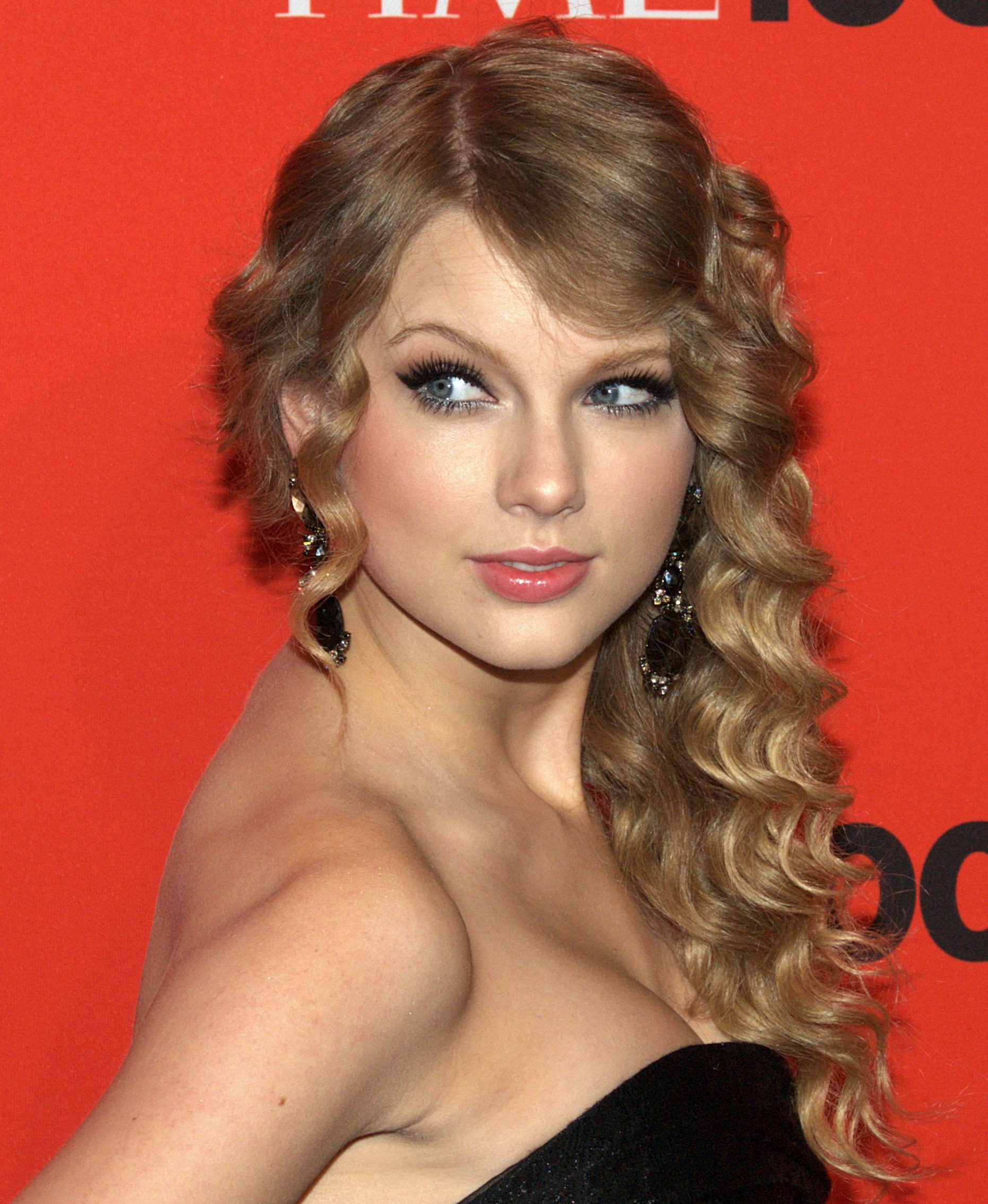
Taylor Swift en septembre 2010.

Swift fait paraître son troisième album intitulé Speak Now en octobre 2010. Elle écrit les douze chansons de l'album seule. Swift, qui coproduit l'album avec Nathan Chapman, le décrit comme étant « une collection de confessions - des choses que j'aurais voulu dire à un moment précis ». Au départ, elle voulait appeler l'album Enchanted mais Scott Borchetta lui a dit que ce titre ne reflétait pas les thèmes plus adultes de l'album.

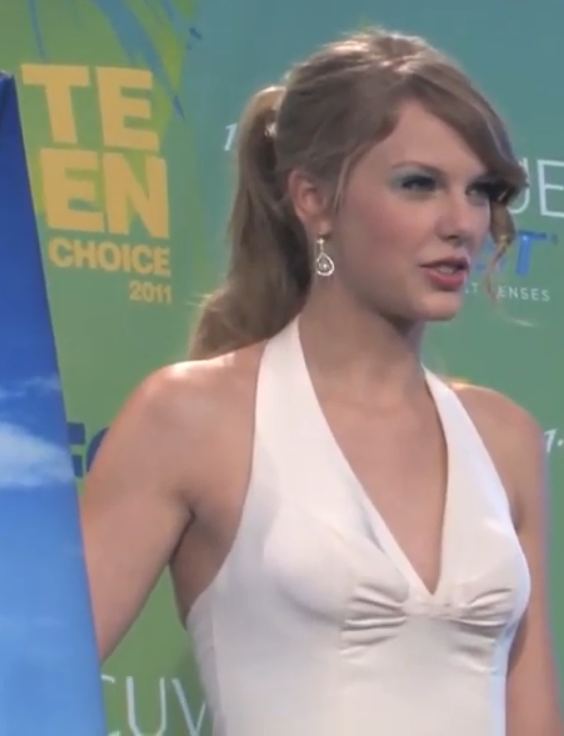
Taylor Swift lors des Teen Choice Awards en août 2011.

Avant la sortie de Speak Now, Swift effectue une vaste campagne promotionnelle. Elle apparaît dans plusieurs émissions télévisées et donne plusieurs mini-concerts gratuits dans des lieux insolites, y compris au Hollywood Boulevard et dans une salle d'attente à l'aéroport international John-F.-Kennedy. Elle participe à un « tirage de guitares » avec Kris Kristofferson, Emmylou Harris, Vince Gill et Lionel Richie au Club Nokia de Los Angeles ; les musiciens se partageaient la scène et chantaient à tour de rôle leurs chansons en version acoustique afin de récolter de l'argent pour le Country Music Hall of Fame. Par la suite, elle devient porte-parole pour la marque CoverGirl (en). Elle lance également son propre parfum baptisé Wonderstruck en collaboration avec la société Elizabeth Arden, puis elle sort une édition spéciale de Speak Now avec Target Corporation. En août 2010, elle sort le premier single de l'album Speak Now intitulé Mine et cinq autres singles sont sortis entre 2010 et 2011 : Back to December, Mean, The Story of Us, Sparks Fly, et Ours.
Speak Now est un succès commercial majeur dans son pays, et se place en tête du Billboard 200. Il se vend à plus de 1 047 000 d'exemplaires, faisant de lui le seizième album dans l'histoire des États-Unis vendu à plus d'un million d'exemplaires en une semaine. L'album reste à la première place durant six semaines. En février 2012, le nombre d'albums vendus s'élève à de 5,7 millions d'exemplaires dans le monde entier.

### Speak Now World TouretGrammy Awards(2011–2012)

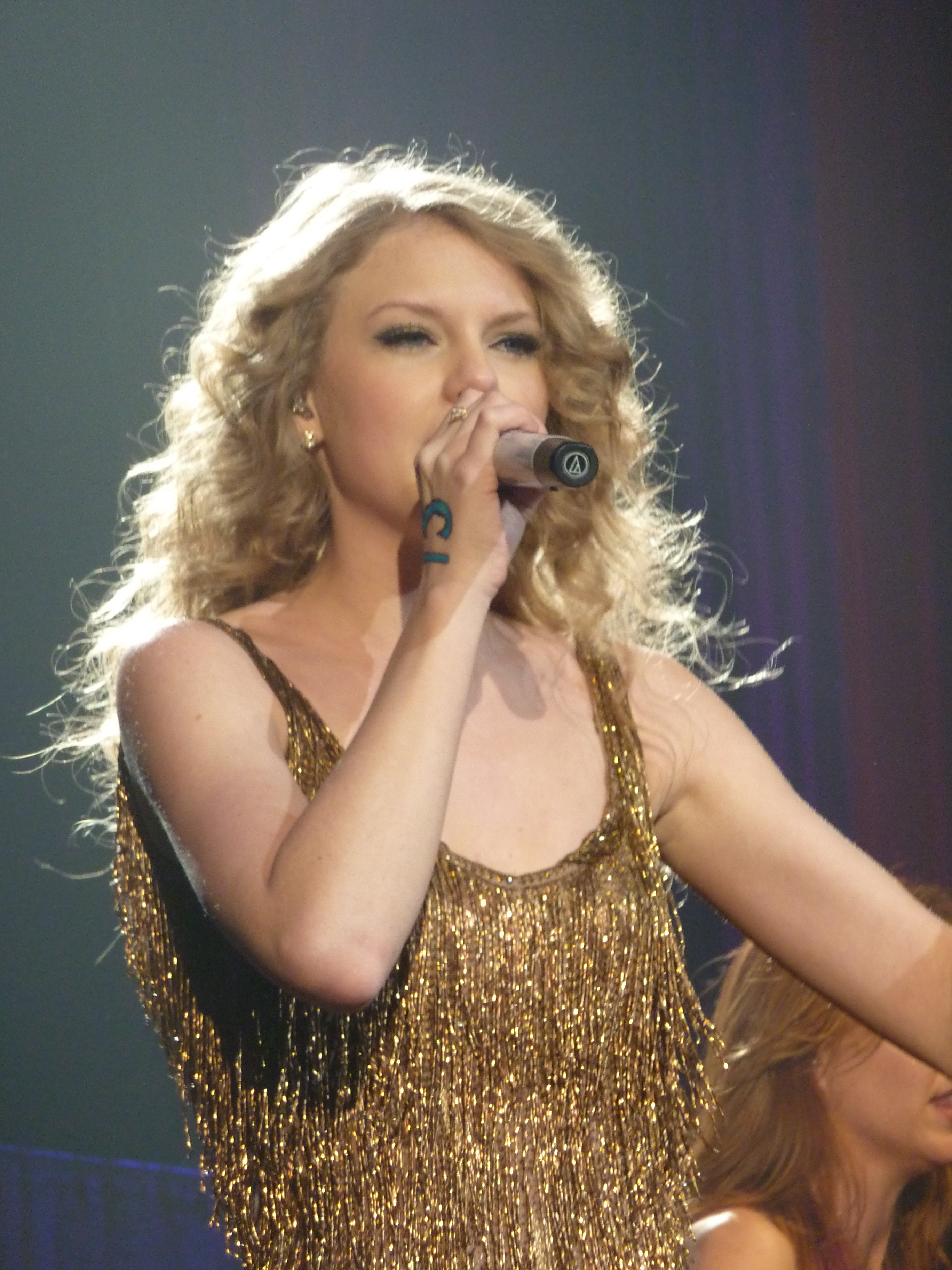
Taylor Swift en concert à Paris en mars 2011.

Pendant toute l'année 2011 jusqu'à début 2012, Swift assure une tournée mondiale le Speak Now World Tour. En treize mois, elle effectue 111 dates de tournée dont : sept en Asie, douze en Europe, quatre-vingt en Amérique du Nord, et douze en Australie. La mise en scène est inspirée d'une comédie musicale de Broadway avec des chorégraphies et de nombreux costumes,. Swift invite aussi de nombreuses célébrités pendant sa tournée en Amérique du Nord : James Vernon Taylor, Jason Mraz, Shawn Colvin, Johnny Rzeznik, Andy Grammer, Tal Bachman, Selena Gomez, Justin Bieber, Nicki Minaj, Nelly, B.o.B, Usher, Flo Rida, T.I., Jon Foreman, Jim Adkins, Hayley Williams, Hot Chelle Rae, Ronnie Dunn, Darius Rucker, Tim McGraw et Kenny Chesney,. Pendant sa tournée aux États-Unis, Swift écrit une phrase différente sur son bras gauche pour chaque concert et déclare plus tard que cette phrase représentait son état d'esprit. Elle joue également de nombreuses reprises en version acoustique, puis rend hommage à un artiste né dans chacune des villes qu'elle visite. Elle déclare que les reprises en version acoustique lui permettent d'être plus « spontanée ». La tournée rassemble plus de 1,6 million de fans et rapporte plus de 123 millions de dollars. Swift fait paraître son premier album live intitulé Speak Now World Tour : Live le 21 novembre 2011. En juillet 2012, James Taylor invite Swift à Tanglewood ; ils jouent les chansons Fire and Rain, Love Story et Ours ensemble. James Taylor, à la rencontre de Swift à l'âge de 18 ans, déclare que « nous avons sympathisé. J'aime beaucoup ses chansons et sa présence sur scène était géniale. »,.

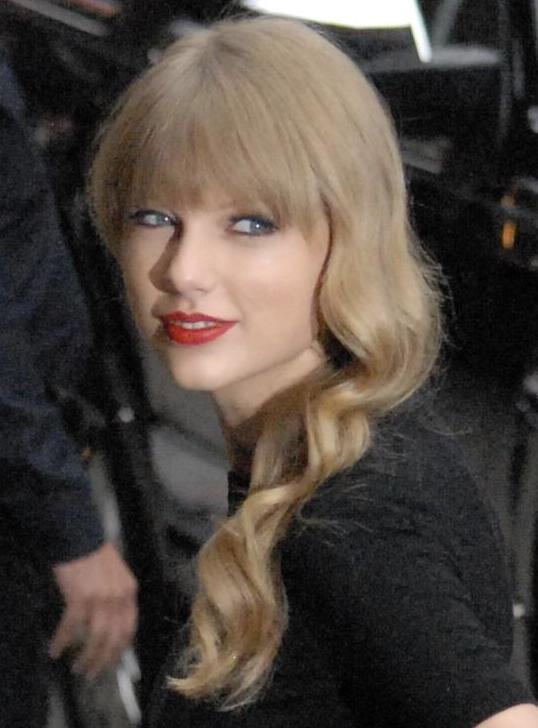
Taylor Swift en octobre 2012.

Lors des Grammy Awards en février 2012, le single Mean est sélectionné dans les catégories « Meilleure chanson de country » et « Meilleure performance solo ». Bob Lefsetz, un critique musical, qui l'a critiqué négativement pour sa performance lors des Grammy Awards 2010, pense alors que la chanson lui est dédiée. Bob Lefsetz avait précédemment encouragé Swift dans sa carrière et ils se parlaient fréquemment par téléphone ou par messages. Time sent qu'elle « a fait son comeback en chantant juste et qu'elle avait une revanche à prendre. », et USA Today remarque que toutes les mauvaises critiques qui ont été dites en 2010 « l'ont transformé en une meilleure auteure ainsi qu'en une meilleure interprète. ». En mars 2012, elle participe à la BO du film Hunger Games. Elle coécrit et interprète la chanson Safe and Sound en duo avec The Civil Wars et T-Bone Burnett. John Paul White déclare que travailler avec Swift a été « une révélation. Elle avait des idées géniales. Nous étions vraiment libres. C'était vraiment une collaboration. Nous avons apporté de la mélancolie et un angle plus sombre. Taylor apportait la mélodie et les accords. ». Rolling Stone décrit la chanson comme étant « sa plus belle ballade. ». En janvier 2012, Swift et The Civil Wars composent une version live de la chanson au Ryman Auditorium de Nashville. Safe and Sound est alors sorti et présenté comme le premier single de la bande originale du film et en juillet 2012, il s'est vendu à plus d'un million d'exemplaires aux États-Unis. Elle enregistre ensuite une autre chanson pour la BO du film intitulée Eyes Open, écrite et produite par Nathan Chapman. En mai 2012, elle enregistre un duo avec le rappeur B.o.B intitulé Both of Us pour le deuxième album de celui-ci, Strange Clouds.

### Red(2012–2013)

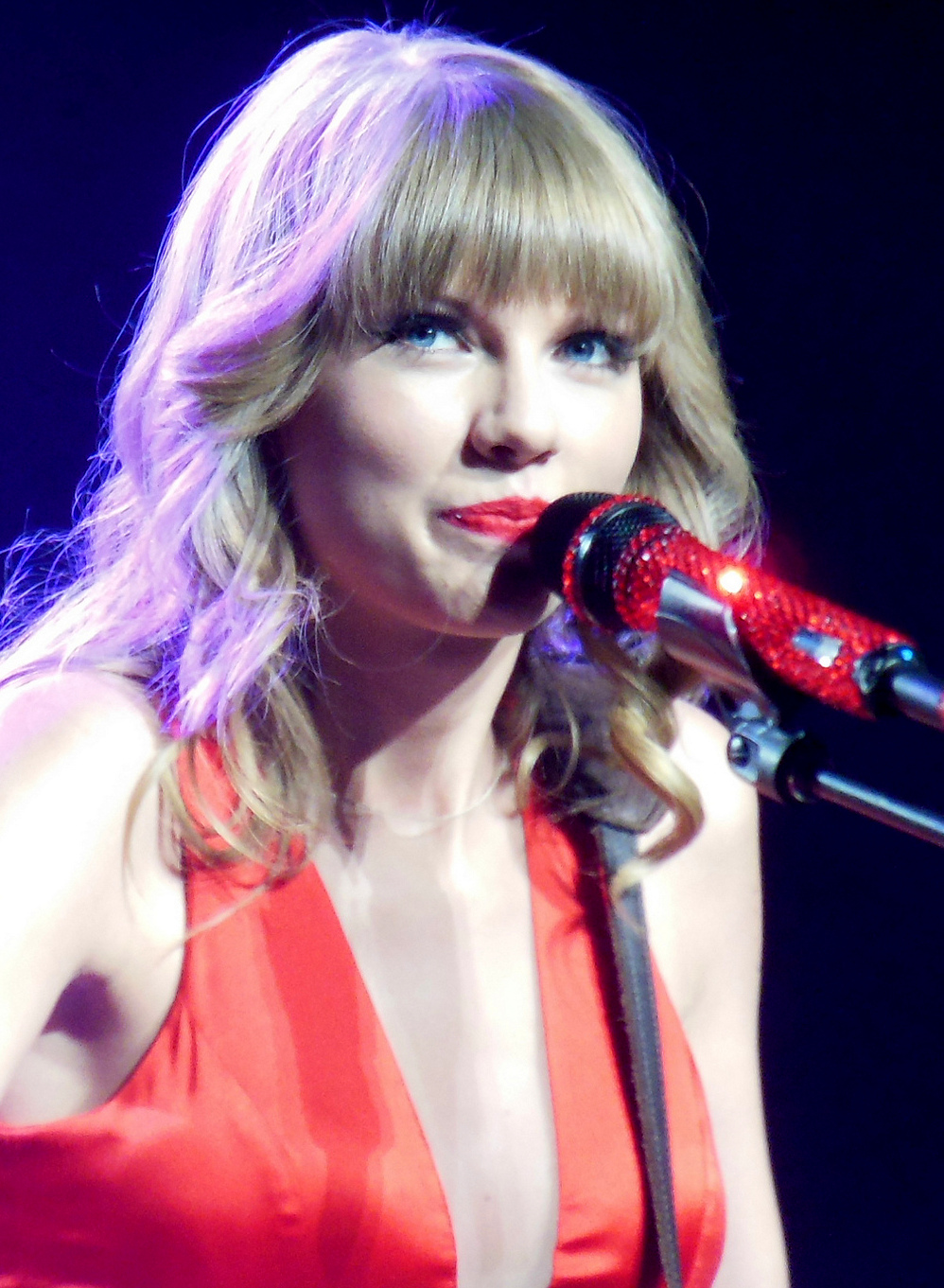
Taylor Swift en concert à Saint-Louis (Missouri) en mars 2013 pour le Red Tour.

En octobre 2012, Swift fait paraître son quatrième album intitulé Red. Elle écrit neuf chansons seule et coécrit les sept autres avec : Max Martin, Liz Rose, Dan Wilson, Ed Sheeran et Gary Lightbody. Nathan Chapman est le producteur principal de l'album mais Jeff Bhasker, Butch Walker, Jacknife Lee, Dann Huff et Shellback sont aussi producteurs. Nathan Chapman déclare avoir encouragé Swift « à se diversifier et de s'imaginer dans d'autres situations. ». Elle décrit le processus de collaboration comme « un apprentissage. », examine les relations amoureuses remplies de drame ; elle explique plus tard que, depuis l'écriture de l'album, de telles relations ne l'attirent plus. Musicalement, elle expérimente le heartland rock, le dubstep et la dance-pop,.
Dans le cadre de la campagne promotionnelle de Red, les représentants de 72 stations de radio - dans le monde entier - sont transportés à Nashville la semaine de sortie de l'album afin d'interviewer Swift. Elle apparaît sur plusieurs plateaux télé et participe à de nombreuses cérémonies de remise de prix aux États-Unis, mais aussi au Royaume-Uni, en Allemagne et en Australie. Elle offre une promotion exclusive via Target, Papa John's Pizza et Walgreens. Elle devient l'égérie de la marque de chaussures Keds, sort son deuxième parfum avec Elizabeth Arden, et continue d'être l'égérie de CoverGirl, Sony Electronics et American Greetings.

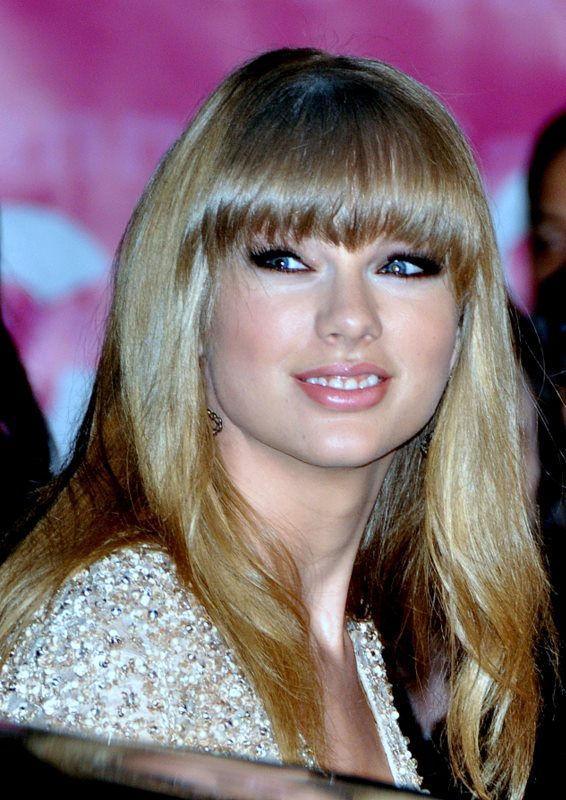
Taylor Swift lors des NRJ Music Awards en janvier 2013.

En août 2012, Swift fait paraître le premier single de Red intitulé We Are Never Ever Getting Back Together qui devient son premier tube à être en tête du Billboard Hot 100, le titre est téléchargé à 636 000 exemplaires lors de la première semaine, soit la plus importante semaine numérique pour une artiste féminine mais aussi la deuxième de l'histoire. Le titre est co-écrit et co-produit par Max Martin, responsable de multiples tubes pop pour Britney Spears, les Backstreet Boys, Pink, Kelly Clarkson ou Katy Perry.
Trois autres singles sortiront par la suite : I Knew You Were Trouble, autre tube co-écrit et co-produit par Max Martin, qui connaîtra un succès international, Begin Again, une ballade country destinée au marché américain, et 22, autre titre pop. Red atteint la première place du Billboard 200, après s'être vendu à plus de 1,21 million d'exemplaires dès la première semaine ; ce qui fait de Swift la première artiste féminine à avoir vendu près de 2 millions d'albums, une semaine seulement après sa sortie. Il demeure à la première place durant sept semaines.
L'album atteint également la première place des charts au Royaume-Uni, Irlande, Canada, Brésil, Argentine, Mexique, Japon, Malaisie, Australie, et Nouvelle-Zélande. En novembre 2012, le chiffre des ventes est annoncé à plus de 2,8 millions d'exemplaires dans le monde entier. Le même mois, il est annoncé que, pendant toute sa carrière, Swift a vendu plus de 26 millions d'albums et 75 millions de téléchargements de ses chansons dans le monde entier. En mars 2013, Swift commence sa tournée mondiale, le Red Tour, jusqu'à septembre 2013 dont 62 concerts sont prévus en Amérique du Nord.
Entretemps, Swift fait les chœurs avec Keith Urban sur la chanson Highway Don't Care de Tim McGraw qui apparaitra sur son douzième album studio Two Lanes of Freedom qui sortira le 5 février 2013. Elle écrit également une chanson avec Justin Bieber dont la date de sortie reste encore inconnue. Le manager de Justin, Scooter Braun, déclare que la chanson est créée avec un projet précis derrière ; il se pourrait qu'elle soit sur l'album de Justin, Believe Acoustic. Swift est nommée trois fois lors des Grammy Awards du 10 février 2013 ; We Are Never Ever Getting Back Together est nommé dans la catégorie « Single de l'année », et Safe and Sound dans les catégories « Meilleur duo country » et « Meilleure chanson écrite pour un film. ». Swift est présente lors des NRJ Music Awards 2013, dont cette 14e cérémonie s'est déroulée le 26 janvier 2013 en direct du Midem de Cannes. Elle joue son tube mondialement connu We Are Never Ever Getting Back Together. Swift débute l'écriture des chansons de son cinquième album en juillet 2013. Le 14 août 2013, Swift remporte deux prix aux Teen Choice Awards : celui de « Meilleure artiste féminine country » et de « Meilleur single country ». Le 25 août 2013, elle remporte le deuxième Video Music Award de sa carrière : celui de meilleur clip pour une artiste féminine avec la chanson I Knew You Were Trouble. En septembre 2013, Red dépasse les 6 millions d'exemplaires vendus.
En France, son succès reste modeste. L'album n'est certifié disque d'or qu'en 2019, sept ans après sa sortie.
Les vidéos des versions originales de We Are Never Ever Getting Back Together et de I Knew You Were Trouble dépassent chacune les 500 millions de vues sur YouTube en 2023.

### Transition vers la pop et1989(2014–2016)

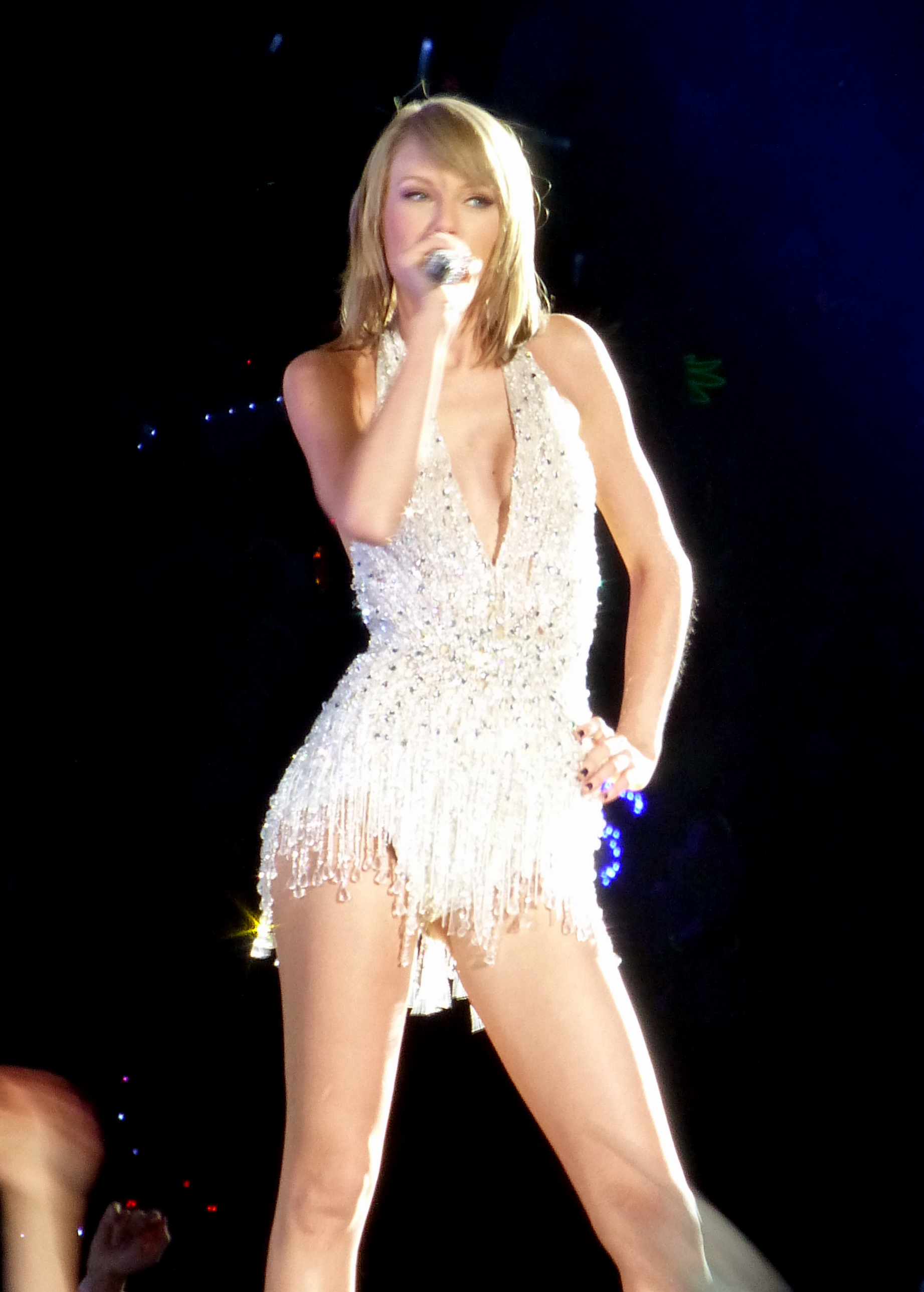
Taylor Swift en concert à Détroit (Michigan) en mai 2015 pour le 1989 World Tour.

En fin d'année 2013, Swift déclare travailler sur son cinquième album depuis juillet 2013, prévu pour une sortie en fin d'année 2014. En novembre 2013, elle révèle : « Il y a environ sept ou huit chansons de prêtes qui figureront sur mon prochain album. Le projet se dirige vers un tout nouveau son et c'est tout ce que je voulais. ». Taylor Swift déclare dans Miss Americana, que le fait que Red n’ai pas remporté le Grammy de l’album de l’année l’a décidée à changer de style. Elle compose également plus de trois chansons avec les producteurs Max Martin et Shellback. Les compositeurs Diane Warren et Ryan Tedder travaillent également sur ce nouvel album avec la chanteuse et déclarent : « Taylor compose ses propres chansons… Elle est sûrement l'auteur le plus rapide que nous n'ayons jamais rencontré de notre vie. ». Par la suite, Swift exprime son désir de travailler avec Sia Furler, Jack Antonoff et Imogen Heap sur son cinquième album,. En juillet 2014, Swift déclare que le premier single, intitulé Shake It Off, sortira le 18 août et que l'album suivra le 27 octobre 2014. Le mois suivant, Swift annonce qu'elle chantera en exclusivité le premier single de son cinquième album lors des MTV Video Music Awards du 24 août 2014.
Taylor Swift décrit ce nouvel opus comme son premier disque « officiel » de pop. Aux États-Unis, Shake It Off entre directement à la première place au Billboard Hot 100 et y restera durant quatre semaines non-consécutives ; il est le meilleur démarrage de l'année 2014 avec 544 000 téléchargements ; c'est aussi la quatrième meilleure semaine digitale de l'histoire. Le titre connaît un succès retentissant dans le monde, se classant à la première place dans de nombreux pays incluant le Canada et l'Australie,. Dans le cadre de la promotion de l'album, Swift invite des fans pour des sessions d'écoute qu'elle nomme « 1989 secret sessions », au cours du mois de septembre chez elle à Nashville, New York, Los Angeles ou encore dans le Rhode Island. Le 9 octobre 2014, Swift annonce via son compte Instagram qu'une deuxième chanson de son album, intitulée Out of the Woods, sortirait le 14 octobre 2014 ; le titre prend la tête du Hot Digital Songs avec 195 000 téléchargements. La semaine suivante, le 20 octobre 2014, elle sort le single promotionnel Welcome to New York ; l'ensemble des recettes de la vente du single est reversé au département de l'Éducation de New York.

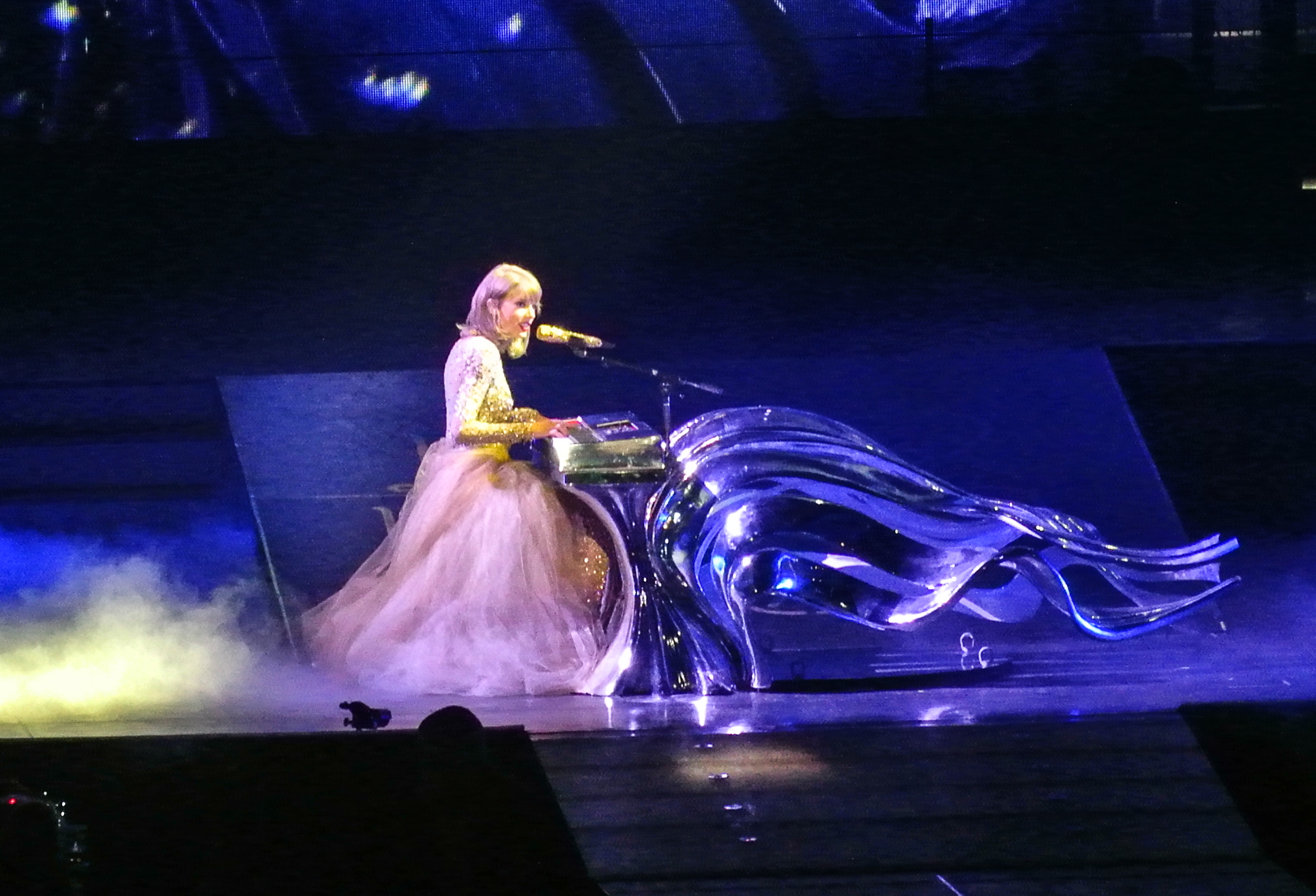
Taylor Swift en concert à Los Angeles en août 2015 pour le 1989 World Tour.

L'album 1989 sort le 27 octobre 2014, et s'écoule à plus de 600 000 exemplaires en 24 heures. Deux jours après sa sortie, plus de 751 000 exemplaires de l'album sont vendus. Une semaine plus tard les ventes s'élèvent à 1 287 000 millions de disques ; Taylor Swift devient la seule artiste de l'histoire à vendre consécutivement trois albums à plus d'un million de copies, aux États-Unis, la semaine de leur sortie,. L'album connaît un succès commercial et critique, il signe le meilleur démarrage pour une artiste féminine au Royaume-Uni en 2014 et se classe premier dans de nombreux pays, incluant l'Australie, la Belgique, le Canada, et la Norvège,,. Le 10 novembre 2014, elle fait paraître le second single officiel, Blank Space ; le titre atteint la première place du Billboard Hot 100, en détrônant Shake It Off. Taylor Swift devient la première femme en 56 ans d'histoire du Billboard Hot 100 à se succéder à la première place ; le titre restera sept semaines non-consécutives en tête du Hot 100 et devient la seconde meilleure semaine de l'année 2014 avec 503 000 exemplaires vendus lors de la semaine de Noël. Les deux titres sont co-écrits et co-produits par Max Martin avec Shellback. Blank Space a également été nommé pour le Grammy de la chanson de l’année, en 2016. Aux États-Unis, 1989 s'écoule à 3,66 millions en 2014, devenant l'album le plus vendu de l'année. L'album est également resté numéro un du Billboard 200 pendant 11 semaines non-consécutives, faisant de Taylor Swift la seconde femme après Whitney Houston (qui l'a fait avec trois albums) à être restée dix semaines en tête du Billboard 200 avec deux de ses albums (Fearless étant le premier). Le 5 mai 2015, elle commence sa quatrième tournée mondiale The 1989 World Tour au Japon. Il s'achèvera le 12 décembre en Australie. Vance Joy et Shawn Mendes assurent la première partie des concerts.

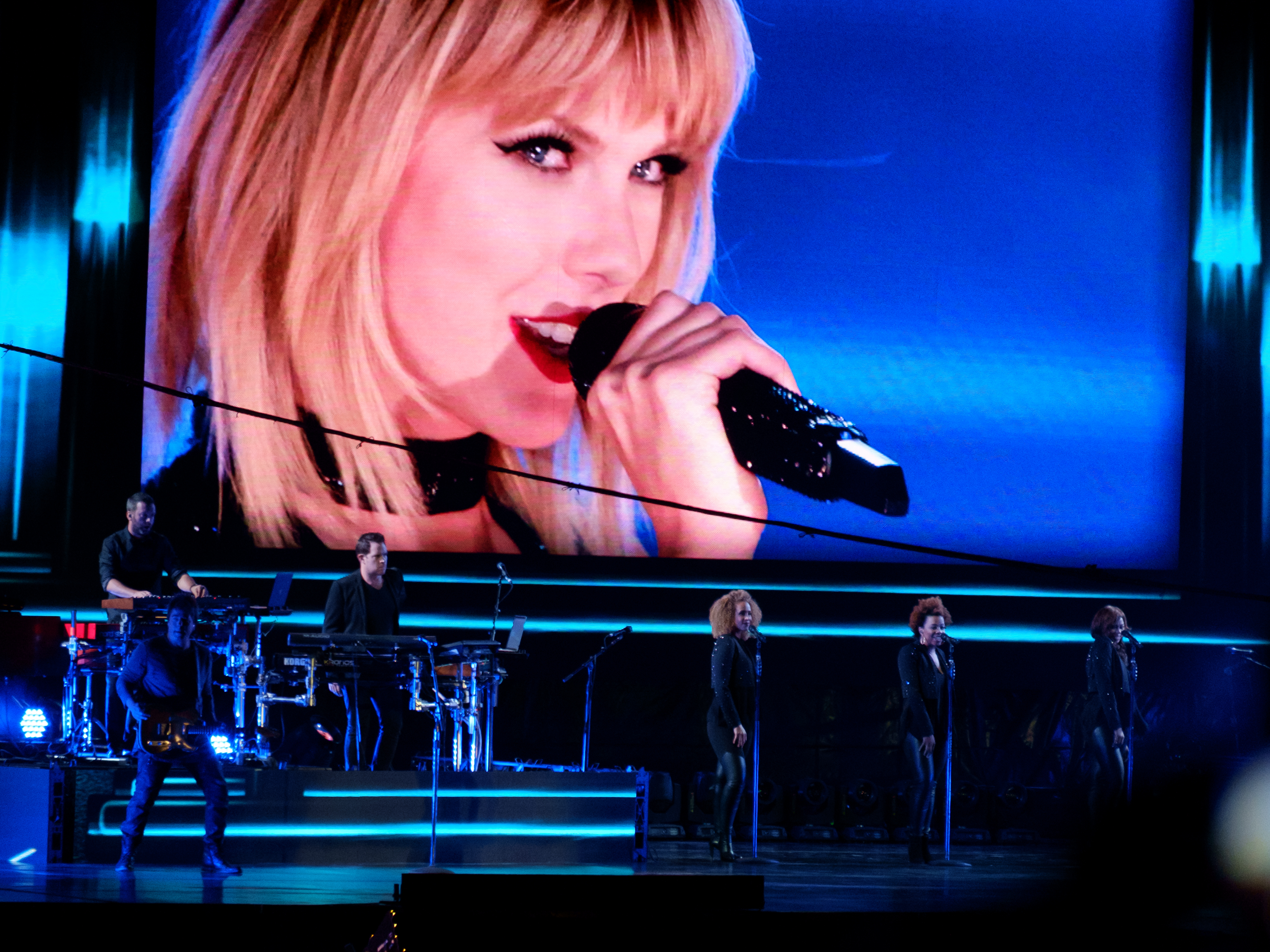
Taylor Swift en concert en 2016.

En février 2015, Taylor Swift est couronnée par la Fédération internationale de l'industrie phonographique (IFPI) comme l'artiste ayant le plus vendu de disques en 2014. Le 9 février 2015, elle sort le single Style, qui atteint la sixième position du Billboard Hot 100. Le quatrième single, Bad Blood, est dévoilé lors des Billboard Music Awards le 17 mai 2015, avec une version différente de celle présente dans l'album ayant ajouté le rappeur Kendrick Lamar et soutenu par un clip avec de nombreuses célébrités, celui-ci va battre le record de vues sur YouTube en 24 heures avec 20,1 millions de visionnages. Le titre va également se classer numéro un au Billboard Hot 100 pendant une semaine. Le cinquième single, Wildest Dreams suit le 31 août 2015 et atteint la cinquième place du Billboard Hot 100, puis le sixième single Out Of The Woods est dévoilé le 5 février 2016 et atteint la dix-huitième place. La même année, elle apparaît sur scène, à la guitare, accompagnant Madonna qui interprète Ghosttown pour la promotion de son album Rebel Heart.
Le 15 février 2016, lors de la 58e cérémonie des Grammy Awards, elle remporte le prix de l'album de l'année pour 1989 et devient la première artiste féminine de l'histoire à remporter ce prix deux fois. Elle remporte le prix du meilleur album pop et celui de meilleur clip pour Bad Blood. Elle n'a pas remporté le prix de l'enregistrement de l'année, de la chanson de l'année, de la meilleure chanson pop pour Blank Space et du meilleur duo pop pour Bad Blood.
Elle collabore avec le jeune chanteur britannique Zayn Malik pour un single issu de la bande originale du film Cinquante Nuances plus sombres, I Don't Wanna Live Forever, sorti en décembre 2016. C'est un succès ; le titre figure dans le top 10 en Amérique du Nord, en Europe et en Océanie. En France, le titre est certifié diamant en octobre 2017 pour 35 millions d'écoutes et reste longtemps son plus gros succès dans ce pays.
En juin 2017, les chansons de Taylor Swift font leur retour sur Spotify et les autres plateformes de streaming ; la chanteuse avait retiré ses titres du catalogue de Spotify en 2014, car elle reprochait à cette plateforme de léser financièrement les musiciens. « Je ne vais pas consacrer tout mon travail à une entreprise qui, selon moi, ne paie pas à sa juste valeur les paroliers, les producteurs, les artistes et les créateurs de musique », expliquait-elle. Taylor Swift annonce que le retour de ses chansons est une célèbration pour les 10 millions de ventes de 1989 dans le monde et les 100 millions de ventes de titres aux Etats-Unis. En juin 2015, la chanteuse avait protesté publiquement contre la nouvelle plateforme Apple Music qui souhaitait ne verser aucune commission aux artistes et maisons de disques sur les trois premiers mois gratuits offerts à ses utilisateurs ; elle avait menacé de ne pas autoriser l'écoute de ses chansons avant de trouver un accord avec Apple et un autre avec une autre plateforme, Tidal, montrant ainsi qu'elle entendait contrôler « avec maestria toute la chaîne commerciale et promotionnelle de son œuvre ».
Trois chansons de l'album 1989 dépassent le milliard d'écoutes sur Spotify en 2023 : Blank Space (1,6 milliard), Shake It Off (1,2) et Style (1). Sur Youtube, les vidéos de cinq chansons dans leur version originale dépassent chacune les 800 millions de vues en 2023 et deux dépassent les 3 milliards : 3,38 milliards de vues pour Shake it Off, 3,33 pour Blank Space, 1,5 pour Bad Blood, 911 millions pour Wildest Dreams et 822 millions pour Style. Cela sans compter les vues pour les « lyric videos » (paroles des chansons) ou les vidéos des chansons réenregistrées cette même année. Début 2025, Blank Space franchit le seuil des 2 milliards d'écoutes sur Spotify. C'est la deuxième chanson la plus écoutée de son répertoire.
Au Royaume-Uni, pour la période 2014 (début de la prise en compte du streaming pour les charts) - 2024, 1989 est la sixième meilleure vente d'albums.

### Le retour avecReputation(2017–2018)

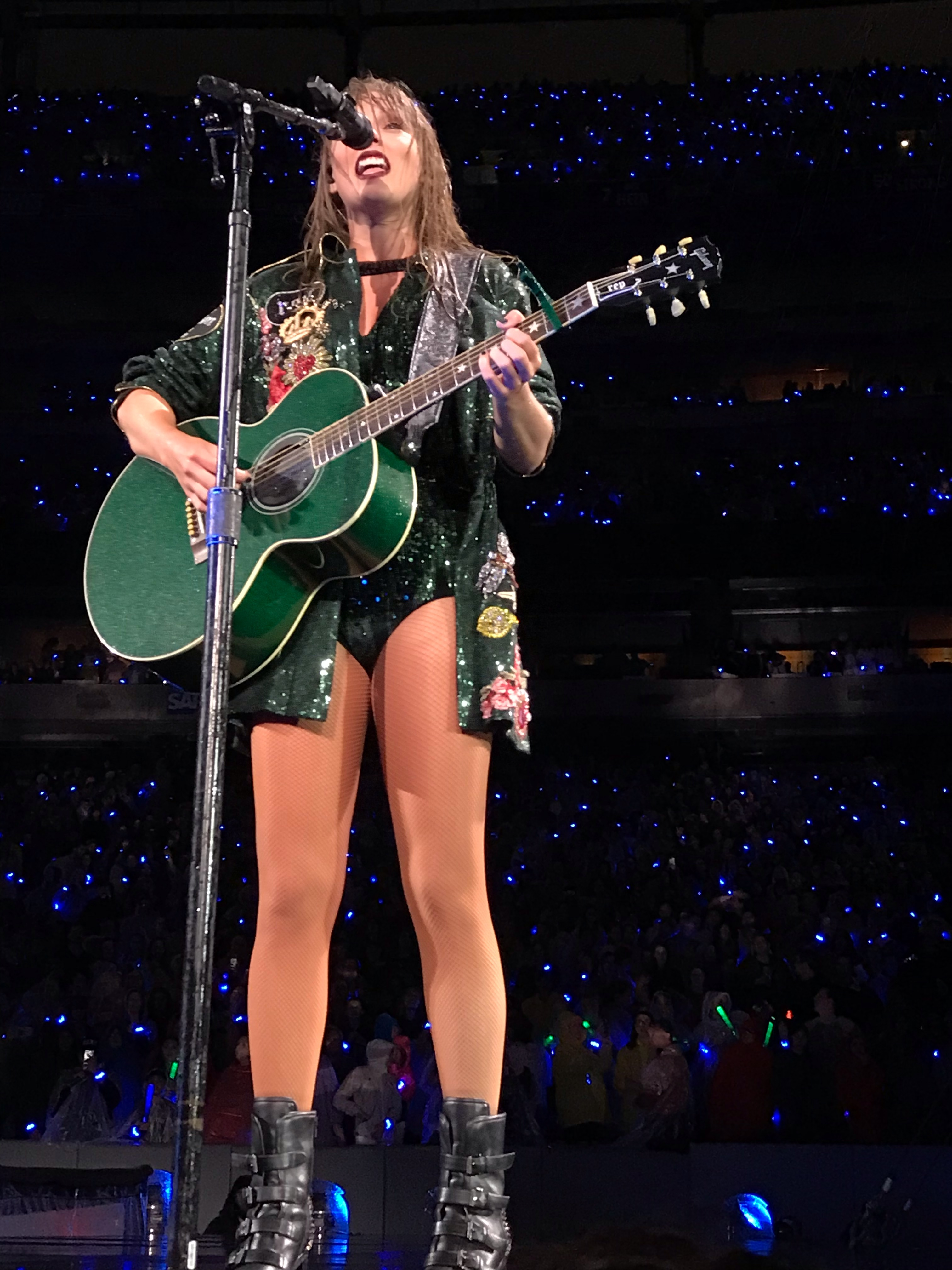
Taylor Swift en concert en 2018 pour le Reputation Stadium Tour.

Le 25 août 2017, Taylor Swift annonce le titre et la date de sortie de son prochain album, Reputation (stylisé « reputation »), dont la date de sortie est prévue pour le 10 novembre de la même année. Celui-ci a pour fil conducteur « la mort de la réputation » de la chanteuse et les réponses qu'elle veut y apporter. Le premier extrait, Look What You Made Me Do, est dévoilé le dimanche 25 août 2017, lors de la 34e édition des MTV Video Music Awards. Le titre est no 1 dans plusieurs pays anglophones : États-Unis, Australie, Canada, Royaume-Uni. Dans ce dernier pays, c'est son dixième top 10 et son premier no 1. Cette chanson cumule fin 2023 plus d'un milliard d'écoutes sur Spotify et sa vidéo plus d'1,4 milliard de vues sur YouTube.
Le 26 octobre 2017, Swift lance son deuxième single intitulé …Ready for It? Les titres Gorgeous (en) et Call It What You Want (en) surgissent peu de temps après.
La semaine de sa sortie aux États-Unis, Reputation s'écoule à plus de 1,2 million d'exemplaires, ce qui le place d'office en tête des ventes d'albums de 2017. Taylor Swift devient ainsi la première chanteuse à avoir passé quatre fois le cap du million de ventes en une semaine. L'album reste no 1 durant 4 semaines. Afin de maximiser les ventes, l'album n'est pas immédiatement disponible sur Spotify et les autres plateformes de streaming.
Le 12 janvier 2018, Taylor Swift dévoile le clip vidéo d’End Game, le troisième single de son album Reputation, en featuring avec le chanteur britannique Ed Sheeran et le rappeur américain Future. End Game est interprétée pour la première fois le 2 décembre 2017 au Jingle Ball de l’iHeartRadio et a alors reçu des critiques tièdes. Après s'être essayée à la science-fiction avec …Ready for It?, la chanteuse embarque, cette fois-ci, pour un tour du monde coloré et festif en illustrant ses escapades nocturnes à Miami, Tokyo et Londres. Réalisé par Joseph Kahn, avec qui Swift signe sa septième collaboration, la vidéo cumule 2 millions de vues en seulement quelques heures. Le quatrième single, Delicate, n'atteint que la 12e place du Billboard Hot 100 mais sa vidéo dépasse les 500 millions de vues sur YouTube en 2023, devançant les chiffres de vues de Ready fot It? (343 millions) et End Game (286 millions). De même, Delicate cumule plus d'écoutes sur Spotify (plus de 900 millions début 2024) que les deux autres singles (plus de 600 millions pour …Ready for It? et plus de 400 millions pour End Game). Une autre chanson cumule à cette date plus de streams alors qu'elle n'est pas sortie en single, Dont Blame Me (plus de 950 millions).
En décembre 2017, Reputation est certifié triple platine (3 millions d'exemplaires) aux États-Unis tandis que Fearless est certifié diamant (dix millions d'exemplaires), 1989 9 fois platine (9 millions), son premier album éponyme sept fois platine et Speak Now six fois platine. Red est aussi certifié sept fois platine, en 2018.
La tournée qu'elle entame à partir du 8 mai 2018, le Reputation Stadium Tour, devient la tournée la plus lucrative de l'histoire des États-Unis engrangeant plus de 266 millions de dollars.
En France, Look What You Made me Do est certifiée or en janvier 2018, cinq mois après sa sortie, mais l'album n'est certifié or qu'en 2021, près de quatre ans après sa sortie.

### Lover(2019–2020)

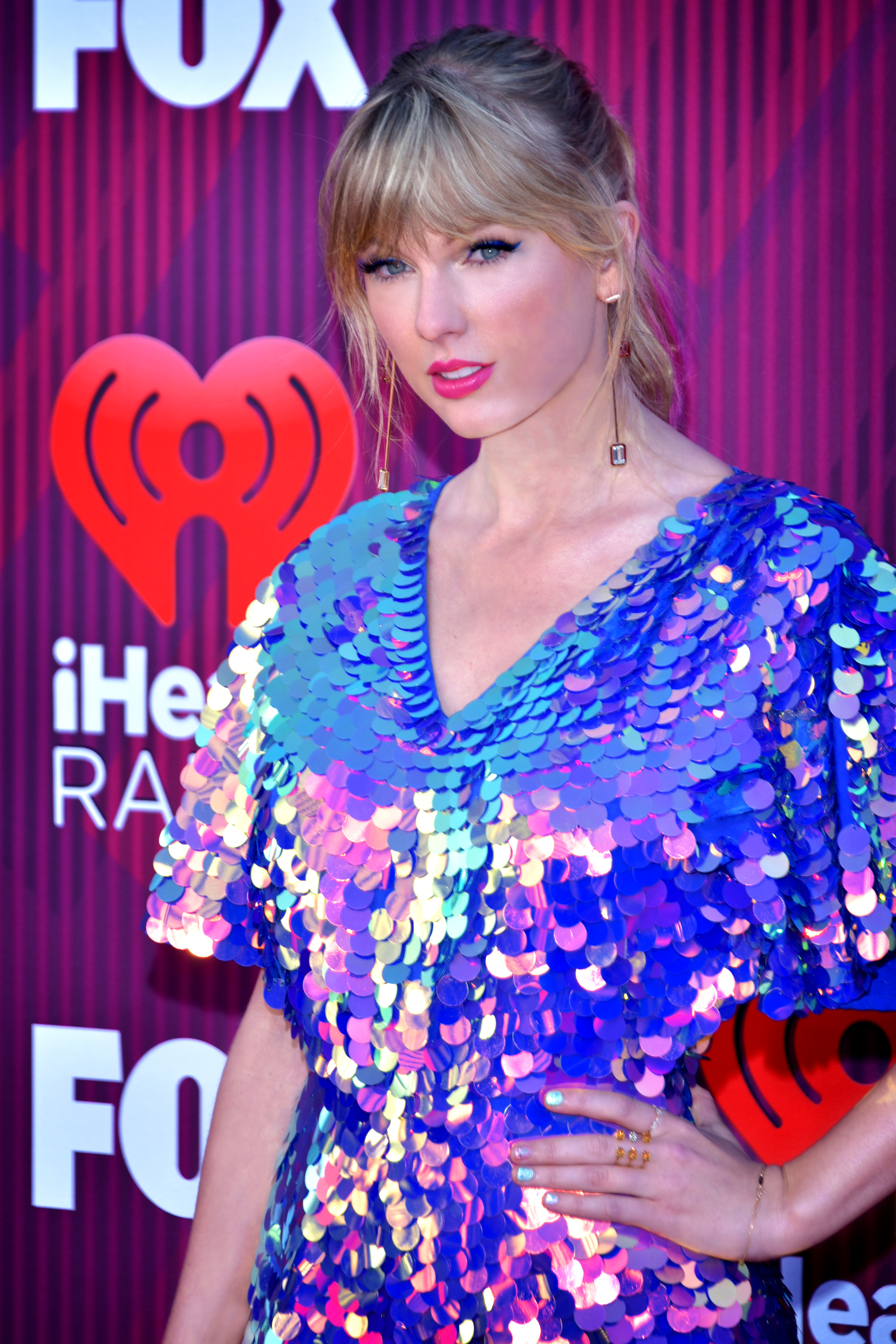
Taylor Swift lors des iHeartRadio Music Awards en 2019.

Début 2019, la palette utilisée par Taylor Swift sur Instagram change radicalement, délaissant les teintes sombres et les serpents de l'ère Reputation pour des teintes pastel plus gaies. Ce changement est interprété par les fans et les journalistes comme le signe de l'arrivée imminente d'un nouvel album.
Le 13 avril, Taylor Swift lance officiellement la promotion de son nouvel album avec un compte à rebours de treize jours. La veille de la fin, le 25 avril, elle pose à côté d'une fresque murale en forme de papillon à Nashville, Tennessee. Le 26 avril, Taylor Swift fait son retour avec son nouveau single Me!, en duo avec Brendon Urie du groupe Panic! at the Disco, qui passe de la 100e à la 2e place du Billboard 100 en une semaine. La vidéo de Me! dépasse les 430 millions de vues sur YouTube en 2023.
Le 14 juin, Swift lance son deuxième single You Need to Calm Down, qui atteint, lui aussi, la deuxième place du Billboard Hot 100 et dont le clip qui dénonce l'homophobie et défend les droits de la communauté LGBT, obtient le MTV VMA de la vidéo de l'année. Les vues de la vidéo sur YouTube dépassent les 330 millions en 2023.
Taylor Swift annonce la date de sortie de son septième album intitulé Lover le 23 août 2019. Lover est un album plutôt bien accueilli par la presse, mais il n'égale par ses précédents en termes de récompenses et de ventes, du moins dans un premier temps. Il débute à la première place du Billboard 200 mais ne reste qu'une semaine à la tête du classement. Cependant, il lui permet de devenir l'artiste la plus récompensée de l'histoire des American Music Awards, battant le record de Michael Jackson, en 2019, cérémonie durant laquelle elle est désignée « artiste de la décennie ». Dans un marché du disque en crise, elle est la seule à vendre son album à plus d'un million d'exemplaires en 2019 aux États-Unis (1,28 million d'exemplaires, sans prendre en compte le streaming).
L'album est aussi no 1 au Mexique, au Royaume-Uni, aux Pays-Bas, en Espagne, en Australie, en Nouvelle-Zélande, etc. Dans le monde, l'album se vend en 2019 à 3,2 millions d'exemplaires (ventes physiques et téléchargements) ; c'est la deuxième meilleure vente mondiale, derrière une compilation d'un groupe japonais, Arashi, selon la Fédération internationale de l'industrie phonographique.
Pendant la promotion de Lover, elle entre en conflit avec Scooter Braun en regard des droits de ses premiers albums qui appartiennent à ce dernier après qu'il a racheté sa maison de disque. Il lui offre la possibilité de les racheter à condition de sortir un nouvel album pour chaque ancien album racheté sous un nouveau contrat avec Big Machine Records, ce que la chanteuse refuse. Elle commence alors à réenregistrer ses anciens disques en novembre 2020.
La chanson Beautiful Ghosts (en), qu'elle a co-écrit avec Andrew Lloyd Webber pour la bande originale de Cats, est nommée au ''Golden Globe'' de la meilleure musique de film mais ne remporte pas la statuette. En 2020, un documentaire qui lui est consacré sort sur Netflix : Miss Americana.

### Changement de style avecFolkloreetEvermore(2020)
Pendant la pandémie de Covid-19, elle sort par surprise deux nouveaux albums en 2020 : Folklore le 24 juillet et Evermore le 11 décembre,.
En tant qu'album indie folk, rock alternatif, électro-folk et chamber pop, Folklore marque un départ du son pop optimiste des précédents albums studio de Swift pour des airs doux entraînés par le piano et la guitare, avec une production d'Aaron Dessner (en) et de Jack Antonoff. Joe Alwyn co-écrit quelques chansons sous le pseudonyme de William Bowery. L'album est accompagné d'un seul single, Cardigan. Avec Cardigan et Folklore, elle devient la première artiste à voir débuter un single et un album à la première place des charts américains au même moment. Le single n'occupe la première place qu'une semaine mais l'album est no 1 durant huit semaines dans son pays. Taylor Swift bat le record détenu jusqu'alors par Whitney Houston de la chanteuse cumulant le plus de semaines à la première place du Billboard 200 (46 semaines). Comme en 2019, elle est la seule à vendre son album à plus d'un million d'exemplaires en 2020 aux États-Unis (1,09 million d'exemplaires).
L'album reçoit également le ''Grammy Award'' de l'album de l'année en 2020, ce qui fait de Taylor Swift la seule artiste féminine à recevoir trois fois la distinction. Quelques semaines plus tard, elle obtient le prix de l'artiste de l'année aux American Music Awards 2020 pour la troisième année consécutive.
Le 25 novembre sort le documentaire Folklore : the long pond studio sessions (en) sur Disney+ dans lequel Taylor Swift interprète les titres de folklore en version acoustique dans les studios de Long Pond et explique chaque chanson avec Aaron Dessner et Jack Antonoff.
Seize heures avant sa sortie en streaming le 11 décembre, Swift annonce la sortie de son neuvième album studio intitulé Evermore, considéré comme la « petite sœur » de Folklore sorti quelques mois plus tôt. Avec Willow et Evermore, elle devient pour la seconde fois la première artiste à voir débuter au même moment un single et un album à la première place des charts américains. L'album reste au sommet du Billboard 200 durant quatre semaines.
Folkore est le quatrième album le plus vendu dans le monde en 2020 en termes de ventes physiques et numériques et le 9e album si l'on prend en compte également le streaming,.
En France, il n'est certifié platine qu'en décembre 2024, plus de quatre ans après sa sortie.

### Réenregistrements (2021)

#### Fearless (Taylor's Version)(avril 2021)
À la suite de la perte des droits de ses six premiers albums après le rachat de Big Machine Records, son ancien label, par Scooter Braun, qui a ensuite revendu ce catalogue à Shamrock Holdings, un fonds d’investissement, Taylor Swift annonce la sortie de la version réenregistrée de son single Love Story de 2008, intitulée Love Story (Taylor's Version) le 12 février 2021, ainsi que la sortie de la version réenregistrée de Fearless (2008), intitulé Fearless (Taylor's Version) pour le 9 avril 2021.
La chanteuse choisit de proposer en avant-première son morceau Love Story. Première grande réussite de la chanteuse, numéro un au Canada et en Australie, et quatrième au Billboard Hot 100, le titre s'est vendu à plus de 18 millions d'exemplaires, ce qui en a fait l'un des gros succès de l'année 2008. La chanson réenregistrée débute à la première place du classement Billboard Hot 100 Country Songs, près de treize ans après sa sortie, et à la 11e place du classement américain tous genres confondus.
Fearless (Taylor's Version) a été précédé de trois singles, tous entrés dans le top 10 du classement Billboard Hot Country Songs : Love Story a atteint la première place du classement, You All Over Me s'est classé à la sixième place, suivi par Mr. Perfectly Fine atteignant la deuxième place. L'album a atteint la première place en Australie, au Canada, en Irlande, en Nouvelle-Zélande, en Écosse, au Royaume-Uni et aux États-Unis, devenant ainsi le premier album réenregistré en tête du classement Billboard 200 et marquant le neuvième album numéro 1 de Taylor Swift.

#### Red (Taylor's Version)(novembre 2021)
Le 18 juin 2021, Taylor Swift publie sur les réseaux sociaux la pochette du réenregistrement suivant, Red (Taylor's Version), qui sortira le 12 novembre 2021 et qui sera composé de trente chansons, dont huit inédites (« From the Vault ») et une nouvelle version, de dix minutes, d'une chanson de l'album : All Too Well,. La liste des chansons de l'album est dévoilée le 6 août 2021.
À sa sortie, Red (Taylor's Version) bat des records d'écoute sur Spotify, devenant l'album le plus écouté en une journée de toute l'histoire de la plateforme pour une artiste féminine. Taylor Swift devient également l'artiste la plus écoutée en une journée, avec 122,9 millions de streams.
Malgré l'absence de promotion à la radio, All Too Well (Taylor's Version) atteint, une semaine après sa sortie, la première place du Billboard Hot 100, devenant son huitième hit numéro 1 aux États-Unis. Cela permet à Taylor Swift de battre un nouveau record, All Too Well est la chanson la plus longue de l'histoire du classement à atteindre la première place (10 min 13 s). En avril 2025, cette version devient la première chanson issue de ses albums réenregistrés à passer la barre du milliard d'écoutes sur Spotify.

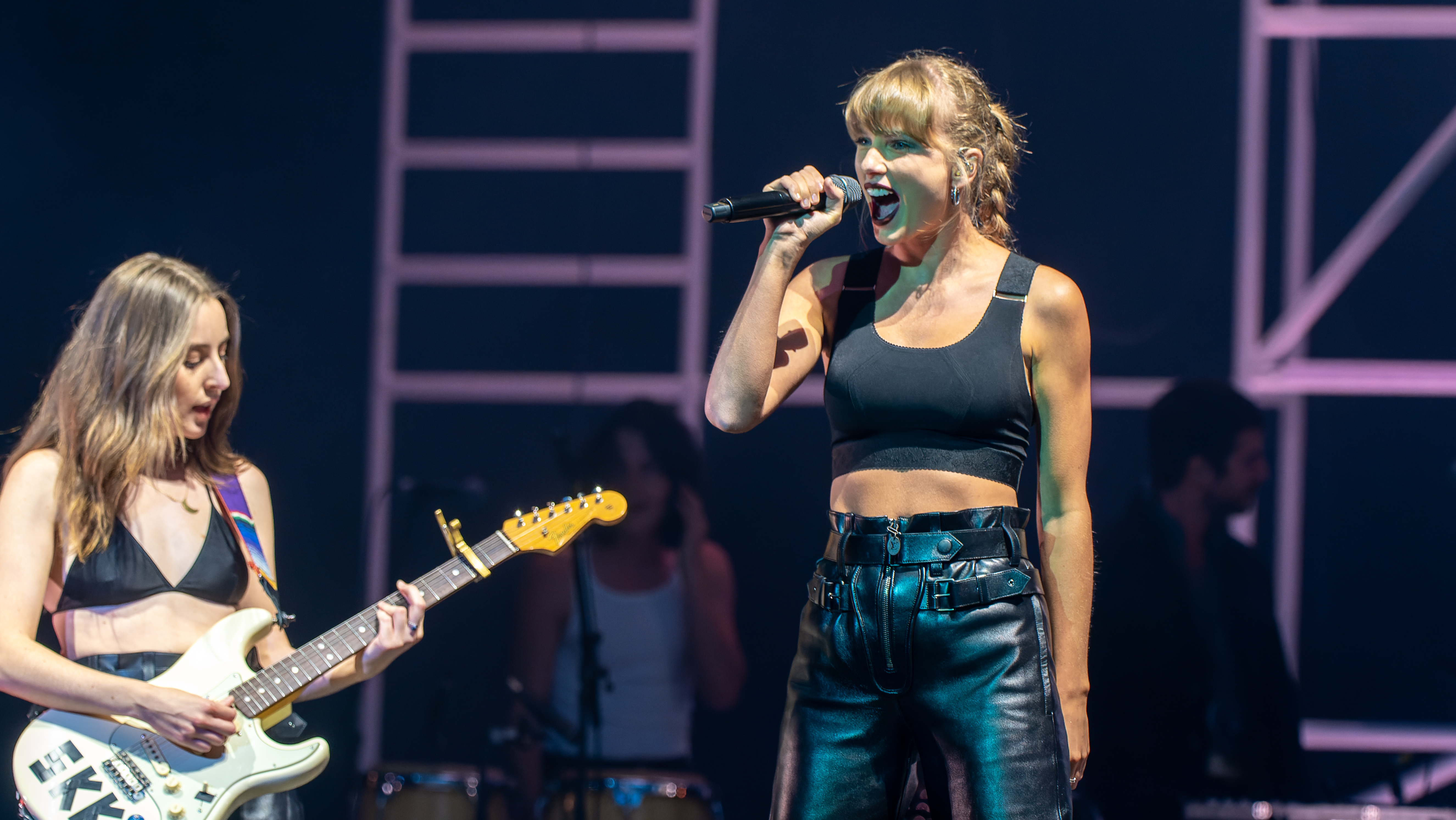
Taylor Swift lors d'un concert en juillet 2022.

En 2021, aucun de ses albums ne figure dans le top dix annuel du Billboard 200 (fondé sur les équivalents-ventes) mais Taylor Swift classe quatre de ses albums dans les dix meilleures ventes annuelles dites « pures » (CD, vinyle et téléchargements) aux États-Unis : ses deux albums folk sortis en 2020 et ses deux albums réenregistrés. C'est un record. Elle est l'artiste qui a vendu le plus d'albums dans cette catégorie : 2,36 millions dont plus d'un million d'albums en vinyle, ce qui est une première depuis de nombreuses années. De même, aucun de ses albums ne figure dans les dix meilleures ventes annuelles mondiales, tous formats confondus, mais deux d'entre eux prennent place dans les 10 meilleures ventes physiques et numériques : Red (Taylor's Version) à la 7e place et Fearless (Taylor's Version) à la 10e. Elle est la seule à classer deux albums dans les dix premiers.
La même année, elle apparaît sur quatre singles en collaboration avec d'autres artistes : Renegade (en) et Birch de Big Red Machine (en), un remix de la chanson Gasoline (en) du groupe Haim et ''The Joker and the Queen'' (en) d'Ed Sheeran. Malgré la popularité d'Ed Sheeran et de Taylor Swift, la chanson ne dépasse pas 170 millions d'écoutes sur Spotify et sa vidéo n'atteint pas les 50 millions de vues sur YouTube début 2024.
Elle sort également Carolina utilisée en tant que bande sonore du film Là où chantent les écrevisses.

### Retour à la pop avecMidnightset lancement deThe Eras Tour(2022–2024)

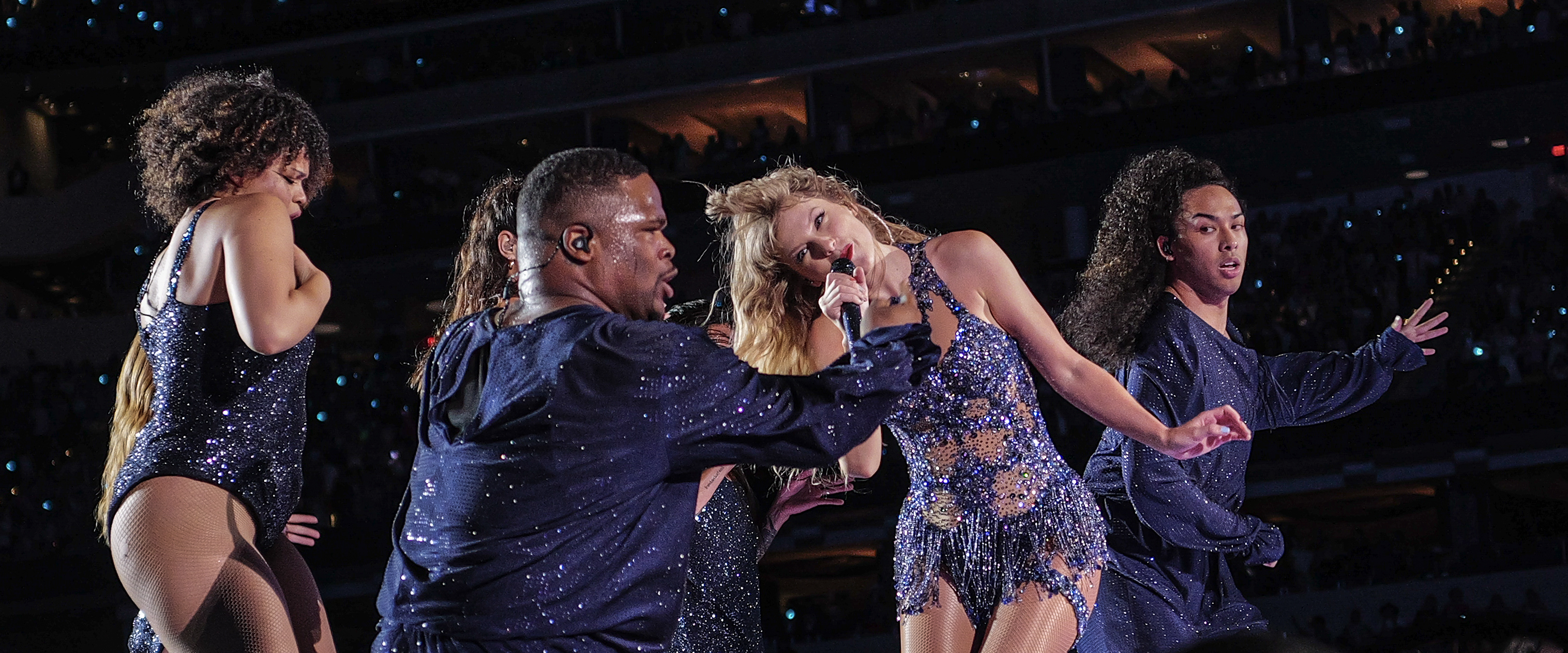
Taylor Swift en concert en mars 2023.

Dans son discours de remerciement lors des MTV Video Music Awards 2022, Taylor Swift annonce la sortie de son dixième album studio Midnights pour le 21 octobre suivant. Cet album marque son retour vers un son plus pop et bat des records dans plusieurs pays. L'album et son premier single Anti-Hero deviennent l'album et la chanson les plus écoutés sur la plateforme Spotify en une journée avec respectivement 185 et 17,4 millions de streams,. Elle devient la première artiste et reste la seule à ce jour à occuper toutes les places du top 10 du ''Billboard Hot'' 100 avec notamment Anti-Hero à la première place, Lavender Haze à la seconde et Snow on the beach (ft Lana del Rey) à la quatrième. L'album se vend à 1,57 million d'équivalents ventes aux États-Unis lors de sa première semaine, dans un contexte de chute des ventes et alors qu'aucun autre album depuis plus de trois ans n'avait atteint le million d'exemplaires, pas même l'album 30 d'Adele. Il occupe la première place durant six semaines. Anti-Hero est son 9e no 1 dans son pays et occupe la première place durant 8 semaines, ce qui est son record personnel. Deux autres chansons deviennent des singles : Lavender Haze et Karma, troisième single issu de l'album. Les vingt chansons de l'album totalisent 549,3 millions d'écoutes lors de sa première semaine, ce qui devient son record personnel.
Le quotidien français Le Monde la présente en 2022 comme « la dernière pop star planétaire » et souligne son succès et sa longévité exceptionnels grâce, notamment, à un « personnage méticuleusement sculpté au fil de ses paroles et de ses clips, entretenu sur ses réseaux sociaux […] (et) cultivant son image de « girl next door » restée accessible ». Elle a su s'entourer de professionnels tout en étant « la seule patronne de son empire, » et a su imposer ses décisions à l'industrie musicale, notamment en réenregistrant ses anciens albums. L'article note que la France est « longtemps restée hermétique à l’aura de la star, » mais que Taylor Swift commence à trouver son public : l'album est entré à la première place du classement des albums, soit « le meilleur démarrage pour l’artiste sur le marché national ».
Midnights est le deuxième album le plus vendu dans le monde en 2022, derrière Un verano sin ti de Bad Bunny. C'est la 4e meilleure vente annuelle en Allemagne en 2022.
Pour promouvoir son nouvel album ainsi que Lover (2019), Folklore, Evermore (2020) et les anciens titres de son répertoire, elle annonce une tournée des stades pour 2023 appelée The Eras Tour, au cours de laquelle elle chantera des chansons de tous ses albums ou « eras ».

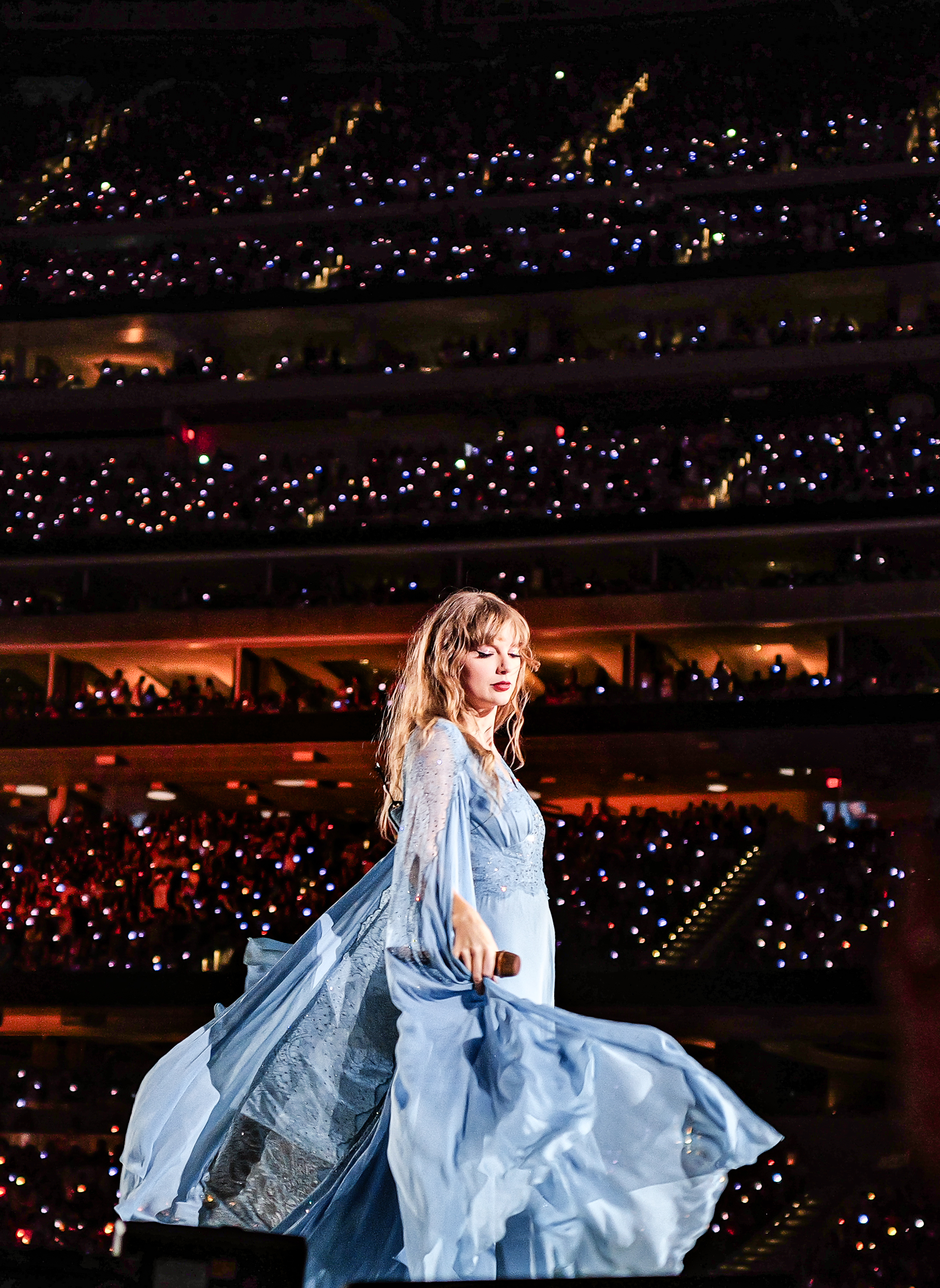
Taylor Swift en concert en août 2023.

Pour célébrer sa tournée, Taylor Swift annonce la sortie de quatre chansons : Eyes Open (Taylor's Version), Safe & Sound (feat Joy Williams et john boy) (Taylor's Version),If This Was A Movie (Taylor's Version) et All Of The Girls You Loved Before.
La tournée est un triomphe aux États-Unis, avec souvent deux ou trois dates dans plusieurs villes et jusqu'à six dates à Los Angeles au SoFi Stadium. Sa tournée des stades se poursuit à partir d'août 2023 au Mexique (4 dates à Mexico) et en Amérique du Sud, en Argentine (3 dates à Buenos Aires) puis au Brésil (3 dates à Rio de Janeiro et 3 dates à Sao Paulo). Les recettes de la billetterie pour sa tournée sont estimées en décembre 2023 à plus d'un milliard de dollars pour 4,35 millions de tickets vendus, ce qui constitue un record écrasant les précédents. C'est la première fois qu'une tournée récolte plus d'un milliard de dollars pour les seules ventes de billets. Et l'estimation ne vaut que pour les soixante premiers concerts, jusqu'au 15 novembre 2023.
Des médias ont affirmé que sa tournée a eu une effet économique positif sur l'économie américaine grâce à ses retombées (déplacements, achats des billets, logements, frais annexes dépensés par les «'' swifties ''», ses fans, très dépensiers). Cet effet est en réalité surestimé.
Une version cinématographique de ses concerts sort dans les cinémas de nombreux pays à partir du 13 octobre 2023. Les préventes du film dépassent les cent millions de dollars début octobre. Aux États-Unis, dès son premier week-end, le film du concert bat largement le précédent record détenu depuis 2011 par le chanteur canadien Justin Bieber (Justin Bieber: Never Say Never) qui avait cumulé au cours de sa carrière 73 millions de dollars. Au bout de sept semaines, le film dépasse les 250 millions de dollars de recettes mondiales : plus de 178 millions de dollars en Amérique du Nord et plus de 71 millions dans les autres pays. Selon Box Office Mojo, les recettes s'élèvent à plus de 261 millions de dollars : 180 millions de dollars en Amérique du Nord et près de 81 millions de dollars dans les autres pays, dont plus de 15 millions au Royaume-Uni, plus de 8 millions en Chine, près de 6 millions en Australie et près de 4 millions en Allemagne. En France, les résultats sont modestes : le film ne rassemble que 28 941 spectateurs lors de son premier week-end. Productrice du film, Taylor Swift aurait vendu les droits de diffusion à la plate-forme Disney+ pour 75 millions de dollars.
Ses anciens albums, surtout Lover et Folklore, remontent dans les top 10 des charts dans les pays anglophones et, dans une moindre mesure, dans d'autres pays, à la suite du succès de la tournée. Cruel Summer, sortie en single, devient en 2023 le plus gros succès de l'album Lover plusieurs années après sa sortie, grâce en partie à sa popularité sur l'application TikTok : la chanson est no 1 aux États-Unis en octobre durant quatre semaines. C'est son 10e no 1 et le plus gros succès de la chanteuse à la radio dans ce pays. Le titre est en effet no 1 durant douze semaines au « all-format radio songs chart », contre six semaines pour Blank Space, cinq semaines pour Bad Blood et Anti-Hero, 4 semaines pour Shake it Off et I Knew You Were Trouble et 2 semaines pour You Belong with Me et Wildest Dreams. C'est aussi son titre resté le plus longtemps classé dans le ''Billboard Hot'' 100, devant Anti-Hero, et dans le top 10 de ce classement (34 semaines), en 2023-2024.

#### Speak Now (Taylor's Version)
En juillet 2023, elle sort son troisième album réenregistré, Speak Now (Taylor's Version), nouvelle version de son album Speak Now de 2010. Six jours après sa sortie, il totalise déjà plus de 640 000 équivalents ventes aux États-Unis (dont 450 000 ventes physiques et numériques), ce qui en fait le plus fort démarrage de l'année, du moins à cette date. Il atteint la première place du Billboard 200.

#### 1989 (Taylor's Version)
Deux chansons originellement présentes dans l'album 1989 ont été réenregistrées et sont disponibles, Wildest Dreams (Taylor's Version) depuis le 17 septembre 2021 et This Love (Taylor's Version) depuis le 6 mai 2022. La sortie du réenregistrement de 1989 est annoncée lors du dernier concert de la partie américaine de sa tournée en août 2023 et est prévue pour le 27 octobre. La nouvelle version de l'album comporte cinq nouvelles chansons, dont l'une d'elles, Is It Over Now?, atteint la première place du Billboard Hot 100 en novembre 2023, devenant son 11e no 1. Ce titre remplace sa propre chanson, Cruel Summer, devenue numéro un quatre ans après la sortie de l'album Lover. Avec Is it Over Now ?, elle dépasse des artistes comme Stevie Wonder, Katy Perry (9 no 1) ou Janet Jackson (dix no 1) et devient l'égale de Whitney Houston. Un an après avoir occupé les 10 premières place du top, Taylor Swift reproduit presque l'exploit en occupant huit places du top, avec les cinq nouvelles chansons, Cruel Summer, et les réenregistrements de Style et Bad Blood. L'album est son 13e numéro un et se vend lors de sa première semaine aux États-Unis à plus d'1,6 million d'équivalents ventes, dont 1,3 million de ventes réelles (physiques et numériques), ce qui constitue les plus grosses ventes de sa carrière commencée plus de quinze ans plus tôt et qui semblait avoir atteint son apogée en 2014-2015 avec l'album 1989. C'est son 6e album qui dépasse le million d'albums vendus en première semaine, ce qui constitue un nouveau record.
L'album est aussi un succès dans d'autres pays comme au Royaume-Uni où il obtient la plus grosse vente d'albums en première semaine de l'année, avec 184 000 équivalents ventes, soit plus du double des ventes atteintes par l'album original en première semaine. C'est son 11e album numéro un dans ce pays. Une seule autre chanteuse en a obtenu davantage, Madonna (12).
En France, l'album se vend à 35 621 exemplaires pour sa première semaine : c'est son meilleur démarrage et son deuxième numéro un quelques mois après Midnights, entré premier en octobre 2022 avec 19 400 équivalents ventes.

#### Bilan: succès en termes de ventes et destreamingpour son répertoire, 2023-2024
Fin décembre 2023, Taylor Swift cumule dans son pays 68 semaines à la première place du classement des albums (Billboard 200), dépassant Elvis Presley et se situant à la seconde place du classement des artistes ayant occupé durant le plus de semaines la place de no 1, derrière les Beatles (132 semaines),. Dans la semaine précédant Noël 2023, elle occupe aux États-Unis les quatre plus grosses ventes d'albums dans le classement des ventes dites « pures » (physiques et numériques), ce qui constitue un record depuis les débuts de ce classement en 1991 (avec 1989 (Taylor's Version), Midnights, Lover et Speak Now (Taylor's Version)). En outre, deux autres de ses albums figurent dans le top 10 (Folklore, no 6) et Fearless (Taylor's Version) (no 10). Elle a pu avoir quatre et même cinq albums classés dans les dix meilleures ventes hebdomadaires aux États-Unis en 2023.
En terme d'équivalents ventes (ventes et streaming), cinq de ses albums figurent dans les dix plus grosses ventes annuelles aux États-Unis : ses albums occupent la 2e place avec Midnights (3,2 millions d'exemplaires) - derrière les 5,3 millions d'exemplaires de l'album One Thing at a Time du chanteur country Morgan Wallen, générés en grande partie par le streaming - , la 4e avec 1989 (Taylor’s Version) (2,872 millions), la 6e avec Lover (1,875 million), la 8e avec Speak Now (Taylor’s Version) (1,775 million) et la 9e avec Folklore (1,612 million), soit plus de 11,3 millions d'équivalents-ventes. C'est un record ; le record précédent était détenu depuis 1993 par le chanteur de country Garth Brooks, avant l'arrivée du streaming et d'internet (3 albums dans les dix meilleures ventes).
Dans un marché en berne en ce qui concerne les ventes physiques et les téléchargements, 1989 (Taylor’s Version) est l'album qui s'est le plus vendu en 2023 en termes de ventes physiques et numériques (sans compter les équivalents-ventes générées par le streaming), avec 1,975 million d'exemplaires. C'est la meilleure vente annuelle depuis 2015 ; la chanteuse britannique Adele vendait alors 7,4 millions d'exemplaires de son album 25. Suivent en 2023 Midnights (973 000 exemplaires) et Speak Now (Taylor’s Version) avec 908 000 copies. Taylor Swift a occupé la première place du classement des ventes réelles six années sur les dix années qui viennent de s'écouler : en 2023, en 2022 avec Midnights, en 2020 avec Folklore, en 2019 avec Lover, en 2017 avec Reputation et en 2014 avec 1989. On peut ajouter l'année 2009 avec Fearless. Elle vend en 2023 près de 3,5 millions d'albums vinyle et domine ce marché en progression : un album sur quinze vendu (cher) en vinyle, soit 7 % du total de ces ventes, est un album de Taylor Swift aux États-Unis, et elle occupe les trois meilleures ventes annuelles, loin devant les autres artistes (Lana Del Rey, avec la 2e plus grosse vente, a écoulé 640 000 copies). 1989 (Taylor’s Version) à lui seul a dépassé le million d'exemplaires. Au total, elle a vendu en 2023 6,172 millions de copies numériques ou physiques, grâce notamment à de multiples éditions et à ses nombreux fans, les « swifties », ce qui représente 6 % du marché américain, loin devant les 1,2 million du groupe sud-coréen de K-pop Stray Kids.
L'artiste gagne une série de prix aux Billboard Awards en 2023 : Top Artist, Top Female Artist, Top Billboard 200 Artist, Top Hot 100 Songwriter, Top Radio Songs Artist, Top Song Sales Artist, Top Billboard Global 200 Artist, Top Billboard Global (Excl. U.S.) Artist, Top Country Female Artist et Top Selling Song. Le magazine américain de l'industrie musicale, Billboard, la présente, fin 2023, comme la « plus grande popstar » de l'année 2023 à la suite de ses nombreux succès et records (en radio, en vente de disques physiques et de téléchargements, en streaming, du fait de sa tournée triomphale, de son écho dans les médias et les réseaux sociaux et du succès du film de sa tournée), estimant ses recettes pour l'année 2023 à au moins 2 milliards de dollars.
En janvier 2024, 1989 (Taylor’s Version) devient aux États-Unis son 9e album qui dépasse les deux millions d'exemplaires de ventes dites « pures », quelques semaines seulement après sa sortie. C'est le seul album sorti en 2023 à atteindre ce seuil. C'est même le seul album qui dépasse le million d'exemplaires depuis octobre 2022. Le dernier album qui a réussi à atteindre ces deux seuils n'est autre que son album de 2022, Midnights. Ses treize albums ont alors tous dépassé le million d'exemplaires. Trois dépassent les 5 millions, cinq les 4 millions. Ses plus grosses ventes sont en janvier 2024 Fearless (presque 7,3 millions), 1989 (6,472 millions), son premier album (5,871 millions), Speak Now (4,817 millions), Red (4,582 millions), Midnights (2,8 millions), Reputation (2.478 millions), Folklore (presque 2,3 millions) et 1989 (Taylor’s Version) (2 millions). Le mois suivant, Lover devient son dixième album qui atteint les deux millions de ventes. Ce qui représente plus de 43 millions d'albums vendus, sans tenir compte des ventes générées par le streaming.
Son succès ne se limite pas aux États-Unis ; il est très marqué dans d'autres pays anglophones. Elle classe ainsi en Australie dans la dernière semaine de l'année 2023 sept albums dans les dix meilleures ventes (tout format confondu) : 1989 (Taylor's Version), Midnights (no 3), Lover, Speak Now (Taylor's Version), Folklore, Evermore et Reputation. Sur l'année, elle obtient la plus grosse vente pour la deuxième année consécutive. 1989 (Taylor’s Version), no 1 durant 9 semaines (un record pour l'année 2023), occupe cette place. Midnights (plus grosse vente en 2022, no 1 durant 7 semaines cette année-là) occupe la deuxième place (l'album a encore été no 1 durant 7 semaines en 2023). Speak Now (Taylor’s Version), no 1 durant deux semaines, occupe la 7e place, Lover la 8e, 1989 dans sa version originale la 9e, Reputation la 11e et Folkore la 12e. Anti-Hero est le 4e plus gros succès dans le classement annuel des singles.
Au Royaume-Uni, la chanteuse termine l'année 2023 avec les deuxième et troisième meilleures ventes annuelles, avec Midnights et 1989 (Taylor's version) tandis que Lover et 1989 occupent respectivement les 11e et 12e places du classement annuel des albums. 1989 (Taylor's version) s'est vendu à près de 300 000 équivalents ventes, dont 185 000 ventes physiques (c'est l'album qui s'est le mieux vendu en termes de ventes physiques, notamment en vinyle). Dans le classement annuel des singles, Anti-Hero termine aussi à la 4e place et Cruel Summer à la onzième. En février 2024, Cruel Summer figure dans le top 10 britannique depuis 25 semaines, ce qui est son record personnel : Anti-Hero, son deuxième titre ayant occupé le plus longtemps le top 10 jusqu'alors, était resté quinze semaines dans ce classement. Seuls huit autres singles, tout artiste confondu, ont alors figuré plus de vingt-cinq semaines dans le top 10 britannique.
Au Canada, trois de ses albums figurent dans les dix meilleures ventes annuelles de l'année 2023 : Midnights à la deuxième place, 1989 (Taylor's Version) à la 6e et Lover à la 7e.
Son succès est aussi manifeste dans d'autres pays non-anglophones mais dans une moindre mesure. En Allemagne, elle obtient pour la première fois deux no 1 avec les albums 1989 (Taylor's Version), 5e meilleure vente annuelle, et Midnights, 9e plus grosse vente de l'année 2023. Aucune chanson n'est présente en revanche dans les dix meilleures ventes annuelles de singles. Elle reçoit cette année-là dans ce pays pour ses albums plusieurs disques d'or pour 100 000 équivalents ventes (Folklore, Lover, Reputation, Speak Now, Midnights) ou de platine (Red) mais aucun n'est certifié multi-platine et 1989 (Taylor's Version) n'est certifié or que début 2024, pour 75 000 équivalent ventes, dans un marché en crise. Anti-Hero est certifié disque d'or en 2023 et deux anciennes chansons sont certifiées platine (Love Story et We Are Never Ever Getting Back Together). Cruel Summer est certifiée or en 2024, pour 300 000 exemplaires,. En Italie, cette même année, Midnights, Lover et Reputation sont certifiés platine et d'autres albums or (1989 (Taylor's Version), Folklore, Evermore, Red (Taylor's Version)). Plusieurs titres sont aussi certifiés or : des hits récents (Cruel Summer, Anti-Hero) et des titres plus anciens (Willow, Cardigan, Wildest Dreams, Love Story, Bad Blood, Style). Mais, comme en France, son plus grand succès reste dans ce marché dominé par les productions locales I Don't Wanna Live Forever, certifié 3 fois platine en 2017. En Espagne, 1989 (Taylor's Version), Cruel Summer et Anti-Hero sont platine en 2024 tandis que d'anciens titres sont certifiés or (August, All Too Well, Delicate, Don't Blame Me, Enchanted, I Knew You Were Trouble, Love Story, Love Story (Taylor's Version), Style, etc.), platine (Blank Space, Cardigan, Look What You Made Me Do, Lover, Wildest Dreams, Willow) ou double-platine (Shake It Off). L'album Midnights est certifié double platine à la fin de cette année. En Belgique, Taylor Swift ne figure pas dans le top 10 annuel en Wallonie mais est présente dans celui de la Flandre.
En France, son succès est plus marqué qu'auparavant mais reste moindre que dans d'autres pays occidentaux. Son album Midnights est certifié platine (100 000 équivalents ventes) en décembre 2023, plus d'un an après sa sortie. C'est dans ce pays son second album de platine avec 1989, datant de 2014 et qui n'a été certifié qu'en 2019. En 2023, elle obtient aussi trois disques d'or pour trois chansons (Anti-Hero, Cruel Summer et Don't Blame Me) et trois autres disques d'or pour ses albums Lover, Fearless (Taylor's Version), plus de deux ans après sa sortie, et 1989 (Taylor's Version), un mois après sa sortie. Un disque d'or pour un album ne représente que 50 000 équivalents-ventes. 1989 (Taylor's Version) est la 3e meilleure vente d'albums vinyle en 2023.
Sur la seule année 2023, Taylor Swift accumule sur Spotify, la plate-forme de streaming qui domine le marché mondial de la musique, 29,1 milliard d'écoutes (un record), ce qui fait d'elle l'artiste la plus écoutée dans le monde, devant Bad Bunny (16,3 milliards) et The Weeknd (14,1 milliards). En 2021 et 2022, Bad Bunny la devançait. Au total, elle a amassé durant sa carrière environ 68 milliards d'écoutes. Midnights a été l'album le plus écouté sur Spotify en 2023 (4,6 milliards d'écoutes). Lover occupe la 6e place (3,6 milliards d'écoutes), Folklore la 11e (2,8 milliards), 1989 la 12e (2,7 milliards) et Reputation la 17e (2,4). En janvier 2024, Taylor Swift devient la première artiste à voir cinq de ses albums dépasser chacun les 7 milliards d'écoutes sur Spotify, ce qui constitue un autre record : Lover (8,9 milliards), Midnights (7,9), 1989 (7,6), Reputation (7,1) et Folklore (7). Lover dépasse les dix milliards d'écoutes cumulées sur Spotify en avril 2024 et entre dès lors dans la liste des quinze albums les plus écoutés de la plateforme. En décembre 2023, le Billboard estime que son catalogue a cumulé plus de 38 milliards d'écoutes sur toutes les plateformes (Spotify, Apple Music, YouTube Music et Amazon Music).
En février 2024, la Fédération internationale de l'industrie phonographique (IFPI) annonce que Taylor Swift est l'artiste qui a le plus vendu tout format confondu et avec l'ensemble de son répertoire en 2023, devant deux groupes de K-pop, Seventeen et Stray Kids. Elle occupe cette place de no 1 pour la quatrième fois, un record, depuis que l'IFPI a publié en 2013 son premier classement annuel des meilleures ventes mondiales : elle l'a été auparavant en 2014, en 2019 et en 2022. Elle a occupé la seconde place en 2021 et a figuré dans le top 3 en 2015, 2017 et 2020,,. Elle est la seule artiste à classer deux chansons dans le top 10 mondial annuel en 2023, Cruel Summer à la 7e place et Anti-Hero à la 9e. 1989 (Taylor's Version), 6e meilleure vente mondiale, s'est vendu à 2,8 millions d'exemplaires (ventes physiques et téléchargements). Taylor Swift domine enfin le classement des ventes mondiales d'albums vinyle : sept de ses albums figurent dans les quinze plus grosses ventes annuelles, totalisant 3,8 millions d'exemplaires environ. Elle occupe notamment les trois meilleures ventes avec 1989 (Taylor's Version), vendu à 1,4 million d'exemplaires, Speak Now (Taylor's Version) et Midnights, vendus chacun à plus de 560 000 exemplaires.
En février 2024, aux États-Unis, elle bat le record de présence dans le top 10 du Billboard 200 détenu jusqu'alors par les Beatles : 384 semaines avec l'ensemble de ses albums contre 382 pour le groupe britannique (avec 32 albums). Midnights est alors classé dans le top 10 depuis 68 semaines (non-consécutives), devançant 1989 (qui cumule 60 semaines), Fearless (58), Lover (54) et Folklore (30).
Sa tournée The Eras Tour booste ses ventes lorsqu'elle donne des concerts dans un pays. Ainsi, en Australie, en février 2024, elle égale deux fois de suite son record personnel en classant 7 albums dans le top 10 hebdomadaire, avec les 5 meilleures puis les 6 meilleures ventes hebdomadaires. Midnights retrouve la première place pour les 15e et 16e fois tandis que Cruel Summer devient son 11e single numéro un, égalant Madonna et juste derrière Elvis Presley (14 no 1) et les Beatles (26 no 1). Anti-Hero revient dans le top 10, où figure aussi Lover, et d'autres titres sont présents dans le top 40,.
Malgré l'énorme succès mondial de ses chansons en streaming, un seul titre apparait en mars 2024 dans le classement des cent chansons les plus écoutées sur Spotify depuis le lancement de cette plate-forme, classement dominé par des chanteurs et des groupes, où ne figurent parmi les artistes féminines que l'Australienne Tones and I avec sa chanson Dance Monkey (3 milliards d'écoutes), Lady Gaga (avec la chanson Shallow, sortie en 2018 et qui cumule 2,3 milliards d'écoutes) et quelques jeunes chanteuses pop (Billie Eilish, Dua Lipa, Ariana Grande, Olivia Rodrigo, Camila Cabello) : Cruel Summer, avec 1,9 milliard d'écoutes. Neuf autres de ses chansons dépassent alors le milliard d'écoutes : Blank Space dans sa version originale (1,7 milliard d'écoutes), qui était jusqu'en février 2024 sa chanson la plus écoutée, Anti-Hero (1,4), Shake It Off (1,3), Lover, 3e single de l'album du même nom (1,3), Style, Cardigan (1,2) , Look What You Made Me Do, Don't Blame Me, issue de l'album Reputation, et august, issue de l'album Folklore. Les deux derniers titres ne sont pas sortis en single. Auxquelles il faut ajouter son duo avec Zayn Malik, I Don't Wanna Live Forever (1,6 milliard), et d'anciens tubes comme Love Story, You Belong with Me, I Knew You Were Trouble, All Too Well et Wildest Dreams si l'on additionne leurs versions originales et réenregistrées. Dépasser le milliard d'écoutes n'est cependant plus aussi significatif qu'auparavant : en effet, 580 titres au total dépassent ce seuil en février 2024. Cruel Summer devient sa première chanson qui atteint le seuil des deux milliards d'écoutes sur Spotify, à la veille de la sortie de l'album The Tortured Poets Department en avril 2024.

### 11ème album studio: The Tortured Poets Department(2024)

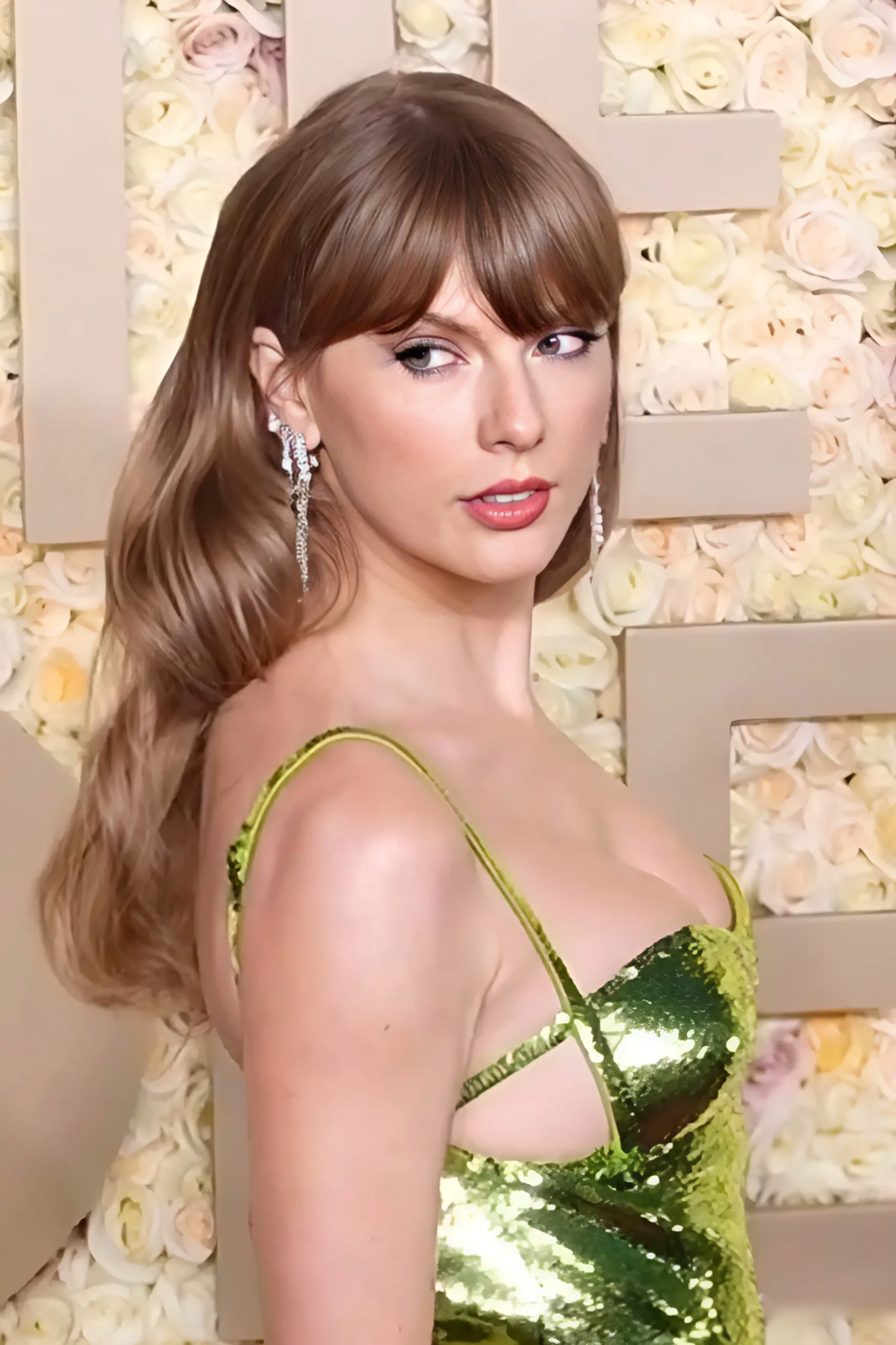
Taylor Swift lors de la 81e cérémonie des Golden Globes.

En février 2024, lors des Grammy Awards, Taylor Swift reçoit le prix du meilleur album pop pour Midnights et annonce que son prochain album intitulé The Tortured Poets Department est prévu pour le 19 avril 2024. L'album contiendra 16 morceaux. Il sort à la date annoncée mais avec deux éditions et au total 31 chansons ; c'est son 11e album solo (rééditions exclues). Elle écrit et dirige la vidéo du premier single, un duo avec Post Malone, Fortnight.
Après avoir détenu le record de l'album le plus écouté sur une journée sur Spotify, avec Midnights et 1989 (Taylor's Version), elle bat son propre record avec cet album le premier jour de sa sortie et The Tortured Poets Department devient même le premier album à dépasser les 300 millions d'écoutes en moins d'un seul jour. Aux États-Unis, selon le magazine Billboard, elle totalise pour son premier jour 1,6 million d'équivalents-ventes, générées par 243,4 millions d'écoutes - soit plus du double des écoutes de 1989 (Taylor's Version) lors de son premier jour - et 1,4 million de ventes réelles (numériques et physiques), dépassant grâce aux précommandes et à de nombreuses éditions les 1,359 million d'exemplaires de 1989 (Taylor's Version) vendus en une semaine. En trois jours, elle vend dans son pays 1,9 million d'équivalents ventes générées par plus de 490 millions d'écoutes et par 1,5 million de ventes « pures », dont 700 000 vinyles environ. De même, au Royaume-Uni, l'album dépasse les 
220 000 équivalent-ventes en trois jours, battant facilement les 204 000 exemplaires de Midnights vendus en une semaine en 2022. En Allemagne, elle bat deux records d'écoutes lors du premier jour : la plus forte écoute pour un album en un jour (11,5 millions) et l'artiste la plus écoutée pour l'ensemble de son répertoire en une journée (14,4 millions). À l'échelle mondiale, l'album bat un record sur Spotify en dépassant le milliard d'écoutes au bout de 5 jours seulement.
L'album égale ou bat d'autres records une semaine après sa sortie. À l'échelle mondiale, l'album de Taylor Swift a bénéficié d'1,76 milliard d'écoutes lors de sa première semaine, dépassant le record précédent qu'elle avait elle-même obtenu : 1,16 milliard d'écoutes pour Midnights. Soit une hausse de 52 %. Cela s'explique en partie par le nombre plus élevé de chansons (31). 869,6 millions d'écoutes ne viennent pas des États-Unis (soit un peu moins de la moitié) et c'est plus que le record précédent détenu par l'album Un verano sin ti de Bad Bunny (704,2 millions en mai 2022). Taylor Swift et Bad Bunny se partagent d'ailleurs les six plus gros scores en première semaine pour les écoutes d'albums hors États-Unis.
Aux États-Unis, elle obtient son 14e album no 1. Elle égale ainsi le rappeur Jay-Z et n'est distancée que par les Beatles (19 no 1). Avec 2,61 millions d'équivalents-ventes, c'est, de loin, la meilleure vente de sa carrière et la plus forte vente depuis l'album 25 d'Adele (3,4 millions) en 2015. C'est son septième album qui dépasse le million d'exemplaires en une semaine : elle bat son propre record. Les 31 chansons ont généré plus de 891 millions d'écoutes en une semaine. C'est un autre record. Le précédent était détenu par le rappeur canadien Drake en 2018 avec près de 743 millions. Midnights avait obtenu 549 millions d'écoutes en 2022. Les ventes physiques et numériques s'élèvent à 1,9 million, ce qui représente la troisième plus forte vente d'albums (streaming exclu) depuis 1991, derrière 25 d'Adele (3,3 millions d'exemplaires) et No Strings Attached du boys band américain *NSYNC (2,4 millions, en 2000). 859 000 vinyles ont été vendus (un autre record). En ce qui concerne le Billboard Hot 100, pour la troisième fois de sa carrière depuis 2022, trois de ses titres occupent les trois premières places du Hot 100. Un record qu'elle partage avec Drake. Elle bat en outre son propre record établi en 2022 avec Midnights : elle occupe les 14 premières places du classement des titres avec ses nouvelles chansons. 32 de ses titres figurent dans le classement hebdomadaire (ses 31 nouvelles chansons et Cruel Summer) : c'est un autre record pour une chanteuse. Fortnight devient son 12e no 1.
En Australie, c'est également la plus forte vente depuis l'album 25 d'Adele, l'album le plus écouté en une semaine et la plus forte vente de vinyles. Taylor Swift obtient son 13e album no 1 dans ce pays, dépassant Madonna pour devenir l'artiste féminine ayant le plus d'albums ayant atteint cette place et la 3e artiste à détenir le plus d'albums no 1 derrière les Beatles (14) et l'Australien Jimmy Barnes (15). Son nouvel album remplace Lover à la première place. Elle est la seule artiste à voir un de ses albums remplacer un autre de ses albums au sommet du classement. Elle l'avait déjà fait à deux reprises, en 2023 (Speak Now (Taylor’s Version) avait remplacé Midnights) et en mars 2024 (Lover remplaçant Midnights). Fortnight est son 12e single no 1. Seuls Elvis Presley (14) et les Beatles (26) ont fait mieux. Taylor Swift occupe les dix premières places du classement des singles ; c'est un autre record. Toutes les chansons de l'album sont en outre classées dans le top 100 et avec trois autres chansons, elle occupe avec 34 titres plus d'un tiers du classement. Elle détenait avec Michael Jackson le record précédent (32 chansons classées). Et enfin, trois de ses albums figurent encore dans le top 10 (1989 (Taylor's Version), Lover et Midnights), contre un seul aux États-Unis (Lover), trois autres dans le top 20 (Folklore, Reputation et Evermore) et deux autres dans le top 30 (Red (Taylor's Version) et Speak Now (Taylor's Version)). Au Canada, The Tortured Poets Department devient son 14e no 1, avec des ventes massives (le plus gros démarrage de l'ère du streaming, la plus forte vente de vinyles, les plus fortes ventes physiques depuis 2015, avec plus de 150 000 exemplaires). Comme aux États-Unis, Fortnight est son 12e no 1, ce qui lui permet de devenir la chanteuse ayant accumulé le plus de no 1. Au Royaume-Uni, Fortnight est son quatrième no 1, avec 93 451 équivalent-ventes, soit la plus grosse vente en une semaine de sa carrière. Deux autres titres figurent dans le top 10, portant à 29 le nombre de ses chansons classées dans le top 10. Seules Madonna, Kylie Minogue et Rihanna en ont plus en ce qui concerne les chanteuses. The Tortured Poets Department devient son 12e no 1. Elle égale désormais Madonna - qui détenait jusqu'alors le record pour une chanteuse - et Bruce Springsteen. Seuls Elvis Presley (13), Robbie Williams (14), les Rolling Stones (14) et les Beatles (16) en ont davantage. Avec 270 091 équivalents-ventes, Taylor Swift dépasse les 261 000 ventes d'Adele avec l'album 30 en 2021. C'est même la plus grosse vente depuis la sortie de l'album ÷ d'Ed Sheeran en 2017. En Irlande, c'est son 11e album no 1, ce qui est un autre record. Elle est aussi no 1 en Nouvelle-Zélande.
En Allemagne, le single n'entre qu'à la deuxième place mais l'album, son troisième no 1, est la meilleure vente en première semaine depuis deux ans, la plus forte vente pour une artiste internationale depuis plus de deux ans et la plus forte vente pour une artiste solo depuis sept ans. En Espagne, c'est son 5e no 1 ; l'album est certifié platine dès sa première semaine. L'album occupe aussi la première place dans d'autres pays européens (Pays-Bas, Italie, Pologne, Belgique, Suisse, Norvège, Danemark, Autriche, etc.). Au Japon, l'album n'entre en revanche qu'à la quatrième place du classement Oricon.
En France, Taylor Swift obtient son 3e no 1 avec la plus grosse vente de sa carrière : 46 160 équivalent-ventes, dont 34 200 ventes réelles. C'est la meilleure vente pour une chanteuse internationale depuis 2016 (l'album en français de Céline Dion Encore un soir, vendu à 218 000 exemplaires). Quant au single, il n'entre qu'à la 19e place.
En deux semaines, l'album devient aux États-Unis son 11e album qui atteint les deux millions de ventes physiques et numériques. Il devient son premier album à atteindre sept semaines consécutives à la première place. En juillet 2024, elle bat son record personnel et d'autres records lorsque The Tortured Poets Department  devient le premier album d'une chanteuse à passer ses douze premières semaines en tête du Billboard 200, dépassant le record établi précédemment par Whitney Houston et l'album d'une chanteuse avec le plus de semaines consécutives en tête du Billboard 200. De plus, cette semaine-là, TTPD devient l'album de Taylor Swift ayant été no 1 le plus de semaines, consécutives ou non, devant Fearless (2008) et 1989 (2014), avec 11 semaines non consécutives chacun.
En juillet 2024, Taylor Swift devient au Royaume-Uni l'artiste qui a le plus vendu en termes de ventes physiques, avec tous ses albums depuis 2020 : plus d'1,5 million d'exemplaires, loin devant les 626 445 ventes d'Ed Sheeran.

#### Poursuite de la tournéeThe Eras Tour (2024)

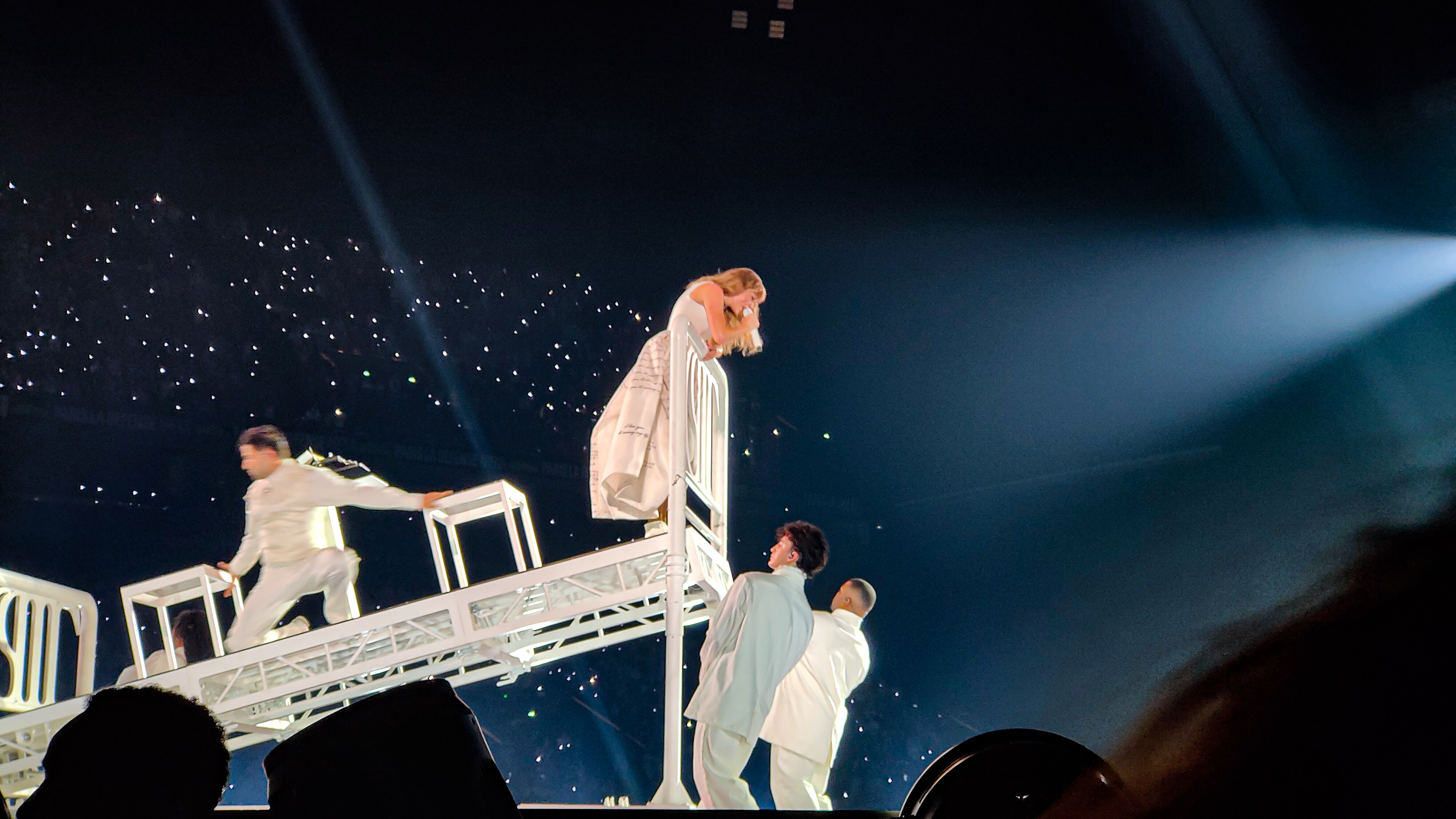
Taylor Swift durant l'acte "The Tortured Poets Department" durant le Eras Tour.

La tournée The Eras Tour se poursuit en 2024, en Australie et en Asie (Japon et Singapour) d'abord, en Europe ensuite, pour revenir aux États-Unis et se terminer au Canada en décembre. Lors du lancement du leg européen de sa tournée démarrant à Paris, la chanteuse remanie la setlist de son concert pour y ajouter un tout nouveau tableau incorporant les chansons de son dernier album "The Tortured Poets Department" sorti quelques semaines plus tôt. 
Taylor Swift donne quatre concerts en mai 2024 à Paris à la Défense Arena. Deux autres ont lieu à Lyon au Groupama stadium, en juin. Ces six concerts rassemblent environ 250 000 spectateurs, dont un tiers sont des étrangers venus exprès. C'est moins que le groupe britannique Coldplay, qui a rassemblé 300 000 personnes en quatre soirs au Stade de France en 2022,. Par comparaison, quinze concerts sont donnés au Royaume-Uni, dont huit à Londres au Stade de Wembley, un autre record pour une chanteuse.
Début août 2024, la police autrichienne annonce l'arrestation de deux personnes, dont un jeune homme de 19 ans qui projetaient des attentats islamistes, en lien notamment avec les concerts de la star américaine. L'un des deux suspects a « prêté allégeance » au groupe djihadiste État islamique (EI). Finalement, ses trois concerts à Vienne sont annulés après ce projet d’attentat déjoué.
Début décembre, le livre de photos de sa tournée se vend aux États-Unis, en deux jours, à 814 000 exemplaires, un record pour un ouvrage de non-fiction depuis la sortie des mémoires de l'ancien président Barack Obama qui s'étaient vendues à 816 000 exemplaires en une semaine en 2020. Le montant des recettes globales de sa tournée (149 dates) est alors annoncé : 2,070 milliards de dollars, sans tenir compte du merchandising, pour 10 168 008 billets vendus, avec un prix moyen, élevé, de 204 dollars par billet. C'est de loin un record de recettes, devant la tournée Music of the Spheres World Tour du groupe Coldplay qui a cependant attiré plus de spectateurs.

#### Un succès qui perdure (2024-2025)
Début décembre 2024, quelques jours avant la fin de The Eras Tour, Spotify annonce que Taylor Swift est l'artiste la plus écoutée dans le monde pour la deuxième année consécutive, avec 26,6 milliards d'écoutes pour l'ensemble de son répertoire. The Tortured Poets Department a été l'album le plus écouté dans le monde sur cette plateforme tandis que deux autres albums figurent dans le top 10 annuel (1989 (Taylor’s Version), no 6, et Lover, no 8). Taylor Swift est l'artiste la plus écoutée en Amérique du Nord (États-Unis, Canada), dans de nombreux pays européens (Royaume-Uni, Allemagne, Autriche, Belgique, Norvège, Pays-Bas, Portugal, Suisse, Suède), en Afrique du Sud, dans plusieurs pays d'Asie (Indonésie, Arabie saoudite, Malaisie, Philippines), en Océanie (Australie, Nouvelle-Zélande). Cruel Summer dépasse les 2,68 milliards d'écoutes sur Spotify, Fortnight frôle les 790 millions à la fin de l'année 2024. Taylor Swift est aussi l'artiste la plus écoutée sur Apple Music en 2024.
Aux États-Unis (qui restent le premier marché mondial en termes de revenus pour les musiques enregistrées, avec 40 % du total), pour la quatrième fois de sa carrière — un record —, Taylor Swift obtient avec son album la première place du classement annuel du magazine Billboard (qui court du 28 octobre 2023 au 19 octobre 2024), après Reputation en 2018, 1989 en 2015 et Fearless en 2009. Elle occupe aussi la deuxième place avec 1989 (Taylor’s Version). C'est la première fois qu'un artiste occupe les deux premières places depuis 1967. Deux autres de ses albums figurent dans le top 10 annuel : Lover (no 9) et Midnights (no 10). C'est un autre record. Taylor Swift devient également la première artiste à être consacrée pour la quatrième fois « top artist » de l'année par ce magazine, la bible de l'industrie musicale aux États-Unis, après 2023, 2015 et 2009. Sur l'année 2024 dans son intégralité, l'album est la meilleure vente, avec presque 7 millions d'équivalents ventes, loin devant les 3,1 millions d'équivalents ventes pour l'album One Thing at a Time de Morgan Wallen, deuxième meilleure vente annuelle et meilleure vente annuelle en 2023, devant Midnights. Aucun artiste ou groupe n'a vendu autant depuis 2015 et l'album 25 d'Adele, vendu à 8 millions d'exemplaires cette année-là. L'album a été le plus écouté sur les plateformes, avec 4,490 milliards d'écoutes au total. La moitié de ses ventes (3 491 000) sont des ventes réelles, physiques ou numériques, très loin devant les 570 000 exemplaires de l'album Hit Me Hard and Soft de Billie Eilish. Un album de Taylor Swift a été le plus vendu en 2024, 2023, 2022, 2019, 2017, 2014 et 2009. Aucun autre artiste ou groupe n'a réussi à avoir huit fois l'album le plus vendu depuis 1991, soit depuis que la société Luminate collecte les ventes aux États-Unis pour le compte de l'industrie musicale. Avec l'ensemble de son répertoire, Taylor Swift a vendu en 2024, en termes de ventes réelles, 6 millions de copies, comme en 2023. C'est 6 fois plus que le groupe de K-pop Stray Kids, deuxième plus gros vendeur (notamment en CD), comme aussi en 2023. The Tortured Poets Department est le seul album à dépasser le million d'exemplaires en vinyle (1 489 000 copies). Quatre autres de ses albums figurent dans le top 10 annuel pour les ventes de vinyle (1989 (Taylor's Version), Folklore, Midnights et Lover). Les ventes de ses albums en vinyle s'élèvent à 2,935 millions d'exemplaires, très loin devant les 520 000 copies de Billie Eilish,.
L'album The Tortured Poets Department est également la plus grosse vente annuelle au Royaume-Uni, avec plus de 783 000 équivalents ventes en moins d'un an (un record depuis 2017), dont plus de 111 000 vinyles. Trois autres de ses albums figurent dans le top 20 annuel : 1989 (Taylor’s Version) (15e, Lover (17e) et Folklore (19e),. En Allemagne, The Tortured Poets Department domine aussi le classement annuel des albums (avec notamment plus de 300 millions de streams). Un classement où figurent deux autres de ses albums dans le top 10 (1989 (Taylor's Version), no 8 et Lover, no 10), ce qui n'était plus arrivé dans ce pays depuis 1978. Avec l'ensemble de son répertoire, elle est l'artiste la plus écoutée sur les plateformes, avec 1,24 milliard de streams. Son dernier album n'obtient cependant qu'une certification platine, reçue en août pour 150 000 exemplaires. L'album est ensuite certifié trois fois or pour 225 000 équivalents ventes en juin 2025, plus d'un an après sa sortie. Lover n'est quant à lui certifié platine qu'en mai 2025. L'album trône aussi à la première place au Canada en 2024 (8e marché mondial) et plusieurs de ses anciens albums figurent dans le top 10 : 1989 (Taylor’s Version) à la 4e place, Lover (no 9) et Midnights (no 10). Taylor Swift fait encore mieux en Australie (11e marché mondial) où, après avoir dominé le classement des albums durant 17 semaines en 2023 (avec deux albums, Midnights et 1989 (Taylor’s Version)), elle cumule 18 semaines à la première place en 2024, avec Midnights (2 semaines), Lover (2 semaines) et The Tortured Poets Department (8 semaines). The Tortured Poets Department domine le classement annuel et trois autres de ses albums figurent dans le top 10 : 1989 (Taylor’s Version) (4e), Lover (7e) et Midnights (10e) tandis que Folklore occupe la 11e place et Reputation la 15e. Cruel Summer est la 9e plus grosse vente annuelle en Australie.
En France (3e plus gros marché en Europe, derrière le Royaume-Uni et l'Allemagne), l'album The Tortured Poets Department cumule 152 000 équivalents ventes à la fin de l'année 2024, ce qui représente la neuvième meilleure vente annuelle et la deuxième meilleure vente pour un artiste international, derrière le troisième album d'une autre chanteuse américaine, Hit Me Hard and Soft de Billie Eilish (173 000 ventes, 4e place). C'est aussi la deuxième meilleure vente de la carrière de Taylor Swift, derrière l'album 1989 vendu à 160 000 équivalents ventes environ, sur une période de dix ans. Avec six autres albums, Taylor Swift a vendu plus de 400 000 équivalents ventes en 2024. Il s'agit de 1989 (Taylor's Version), deuxième disque de la chanteuse le plus vendu en France cette année (69 000 équivalents ventes, pour un total de 137 000 exemplaires), Lover (48 000 ventes pour un total de 130 000 copies), Midnights (41 000 ventes pour un total de 144 000 ventes), Reputation (33 000 ventes pour un total de 120 000 ventes), Folklore (33 000 ventes également, pour 100 000 équivalents ventes) et Red (Taylor's Version) (25 000 exemplaires pour un total supérieur à 75 000 ventes). Ses autres albums se sont vendus à moins de 20 000 copies chacun en 2024,. Taylor Swift a donc vendu au minimum plus d'un million d'équivalents ventes en plus de dix ans de carrière, dans un contexte difficile pour l'industrie musicale, du fait de l'effondrement des ventes physiques, malgré la hausse récente des ventes de vinyles. Aucun de ses albums n'est à cette date certifié double platine. Les chansons de Taylor Swift ne sont par ailleurs pas très diffusées à la radio française. En 2022, un seul de ses titres a été classé dans les cent chansons les plus diffusées - son duo avec Ed Sheeran, The Joker and The Queen (à la 29e place) -, aucun de ses titres n'apparait dans ce classement en 2023 et seul Cruel Summer se classe en 2024, à la 40e place.
En France, en 2024, neuf singles de Taylor Swift, anciens et nouveaux, sont certifiés or, un single est certifié platine pour 30 millions d'écoutes (Anti-Hero) et un autre certifié diamant (Cruel Summer, en novembre). Taylor Swift obtient 4 disques d'or pour ses albums et 5 albums sont certifiés platine (Lover en avril, 1989 (Taylor's Version) et Reputation en mai, The Tortured Poets Department en juillet et Folklore en décembre). Le titre Don’t Blame Me, de l'album Reputation, est platine en février 2025. Un mois plus tard, Look What You Made Me Do, du même album, est aussi certifié platine tandis qu'August, de Folklore, est certifié or.
En Wallonie, l'album a été la huitième meilleure vente annuelle en 2024. Le classement est dominé par l'album de Billie Eilish.
En janvier 2025, la ressortie de son album Lover (Live from Paris) ne lui permet pas d'accéder à la première place dans son pays ; l'album est no 2. En revanche, le mois suivant, elle lui permet d'avoir son 13e album no 1 au Royaume-Uni. Elle dépasse alors Madonna et devient la chanteuse avec le plus d'albums no 1. Elle égale Elvis Presley en tant qu'artiste international avec le plus d'albums no 1. Seuls les Beatles et le chanteur britannique Robbie Williams font mieux (15 chacun). Taylor Swift a alors vendu presque 11 millions d'albums (équivalents ventes) à cette date dans ce pays. 1989 reste de loin sa meilleure vente (1 873 366 équivalents ventes), devant quatre albums vendus chacun  à plus de 900 000 exemplaires (ce qui correspond à la certification triple platine) : Midnights (985 195), Reputation (970 744), Lover (901 951) et Red (901 445).
En février 2025, la Fédération internationale de l'industrie phonographique annonce que Taylor Swift est, pour la 5e fois et la 3e année consécutive, la « Global Recording Artist », c'est-à-dire l'artiste qui a le plus vendu en 2024 à l'échelle mondiale, devant le Canadien Drake et le groupe sud-coréen de k-pop Seventeen. The Tortured Poets Department domine le classement des ventes d'albums, celui des albums vinyles (2,2 millions de copies, loin devant les autres artistes), celui du streaming (« Global Streaming Album Chart ») et celui des ventes physiques et numériques, avec 5,6 millions d'exemplaires vendus (mais le groupe Seventeen a vendu 6,5 millions d'exemplaires avec deux albums en 2024). Quatre de ses anciens albums figurent aussi dans le top 20 du classement des albums : Lover (11e), 1989 (Taylor’s Version) (14e), Midnights (15e) et Folklore (17e). Ces quatre albums figurent dans le top 10 du classement des meilleures ventes de vinyles, cumulant presque 1,3 million de copies. Un autre album, Evermore, est 11e. Au total, avec 6 albums, Taylor Swift a vendu 3,7 millions de vinyles,,. Le même mois, Taylor Swift est la première chanteuse à dépasser le seuil des cent milliards d'écoutes cumulées sur Spotify.
Début avril 2025, Taylor Swift cumule 15 titres dépassant chacun le milliard d'écoutes sur Spotify. Début juillet 2025, Apple Music révèle les 500 titres les plus écoutés depuis le lancement dix ans plus tôt de cette plateforme : Taylor Swift est, avec 14 titres,  la chanteuse classant le plus de chansons et la deuxième artiste avec le plus de titres, derrière Drake (27 titres). Cruel Summer est sa chanson la plus écoutée, à la 57e place. Ce titre atteint la barre des 3 milliards d'écoutes sur Spotify à la fin du mois de juillet 2025 et entre dans le top 30 des titres les plus écoutés depuis la naissance de cette plateforme.
À la fin du mois d'avril, alors que son album The Tortured Poets Department retrouve au Royaume-Uni la première place pour la 11e semaine non-consécutive à la faveur de la sortie d'une nouvelle édition en CD, les ventes (ou plutôt équivalents ventes) de ses albums dans ce pays s'élèvent  à 11 208 298 exemplaires. Dans la première moitié des années 2020, elle a obtenu 9 albums no 1, est restée 28 semaines à la première place et a accumulé 7 630 971 équivalents ventes, ce qui représente de loin le plus gros total, loin devant le no 2, Ed Sheeran, qui a accumulé 3 922 261 équivalents ventes durant cette période. The Tortured Poets Department puis Folklore sont certifiés à leur tour triple platine en mai 2025. Sept albums de Taylor Swift atteignent dès lors ce seuil.

### Rachat de son catalogue musical (2025)
Le 30 mai 2025, Taylor Swift annonce sur ses plateformes qu'elle a eu l'occasion de racheter les droits de ses six premiers albums, Taylor Swift, Fearless, Speak Now, Red, 1989 ainsi que reputation.
À la suite de la perte des droits de ces albums après le rachat de Big Machine Records, son ancien label, par Scooter Braun, qui a ensuite revendu ce catalogue à Shamrock Holdings, un fonds d’investissement, Taylor Swift s'était lancée dans le réenregistrement de ces albums. À ce jour, elle a sorti quatre réenregistrements de ses six albums (appelés « Taylor's Version »), Fearless (Taylor's Version) et Red (Taylor's Version) en 2021 ainsi que Speak Now (Taylor's Version) et 1989 (Taylor's Version) en 2023. Elle indique, dans la lettre adressée à ses fans, que Taylor Swift (Taylor's Version) est bien terminé, mais qu'elle n'a néanmoins « pas réenregistré le quart de reputation », mettant fin aux théories sur la sortie de Reputation (Taylor's Version), car elle a la sensation qu'il est impossible de l'améliorer. Elle déclare qu'elle a terminé l'enregistrement des « vault tracks », les titres bonus qui n'avaient pas été inclus lors des sorties originelles. Elle propose aux fans de sortir ces titres de reputation ainsi que Taylor Swift (Taylor's Version), dans l'optique de rendre hommage à ce projet et d'avoir réussi à récupérer l'entièreté de ses droits,.
Le rachat du catalogue de Taylor Swift était « son plus grand rêve », et la chanteuse affirme : « tout ce que j’ai toujours voulu était d’avoir l’opportunité de travailler assez fort pour un jour être en mesure de racheter les droits de ma musique et ce, sans contrainte, sans partenariat, en toute autonomie ». Désormais, la chanteuse possède tout son catalogue musical, « tous mes vidéoclips, tous les films de mes concerts, le design et les photos des albums, les chansons non publiées, la mémoire, la magie, la folie. Chaque ère. L’ensemble du travail de ma vie ».
« En se victimisant, Taylor Swift capitalise sur le soutien de ses fans » selon un article du Monde. Le réenregistrement de ses quatre premiers albums lui a permis « à la fois de faire baisser la valeur des originaux et de générer des recettes ». La sortie de ces albums réenregistrés a en effet généré de fortes ventes, surtout pour Red (Taylor's Version) en 2021 et plus encore 1989 (Taylor's Version) en 2023. Le montant de la transaction n’a pas été divulgué. Elle lui confère les droits d’exploitation de ses six premiers albums, que ce soit pour la distribution de disques, le streaming ou l’octroi de licence à un film ou à une publicité. Taylor Swift contrôle désormais l’ensemble de son œuvre car son contrat signé en 2018 avec Republic Records lui donne la propriété des masters de ses albums enregistrés et sortis à partir de cette date.
Ces annonces ont pour effet de propulser à nouveau l'album Reputation dans le top 10 de plusieurs pays anglophones, comme en Australie (no 2, + 32 places), aux États-Unis (no 5, + 73 places), au Canada (no 7, + 53 places) ou au Royaume-Uni (no 7, + 63 places), ou dans le top 15 comme en Allemagne (no 11, + 53 places).

### 12ème album studio:The Life of a Showgirl(2025)
A partir du mois de juillet 2025, le compte instagram de taylornation (groupe officiel gérant toutes les activités médias de Taylor Swift) commence à publier une série de posts en rapport avec ses six premiers albums studios afin de fêter le rachat de ses masters. Le 11 aout 2025, à 12h précise (heure de New York), une nouvelle publication de taylornation montrant des extraits du Eras Tour est publiée. Cette publication représente précisément 12 photos de Taylor dans des vêtements de teintes orangées avec en légende "thinking about when she said "see you next era"", pouvant se traduire par "en repensant au moment où elle a dit  "on se voit lors de la prochaine ère"", laissant peu de doutes sur l'annonce prochaine de la sortie de son 12ème album . Le même jour, la page instagram du podcast "New Heights" de Jason et Travis Kelce (compagnon de Taylor Swift) publia également une photo annonçant leur prochain épisode pour le mercredi 13 août avec en son centre la silhouette masquée de leur prochain invité "très spécial" (silhouette pouvant faire penser à Taylor), le tout à nouveau sur un fond de teinte orangée. Sur cette même photo, on peut également remarquer que Travis Kelce porte un sweatshirt à l'effigie de "Midnights", le 10ème album studio de Taylor Swift.
Peu après ces événements, un compte à rebours fut mis en ligne sur le site web de Taylor Swift donnant rendez-vous à ses fans le 12 août à 12h12. La fin du compte à rebours confirma les précédents indices : une vidéo de Taylor Swift, extraite du podcast New Heights, fut publiée, dans laquelle Taylor Swift annonce la sortie de son 12ème album studio "The Life of a Showgirl" tout en gardant secret la date de sortie ainsi que la pochette de l'album. L'album est alors en pré-commande sur le site web de la chanteuse bien qu'aucune tracklist ni date de sortie ne soient disponibles. Des rumeurs insistantes évoquent cependant un possible duo avec la chanteuse Sabrina Carpenter sur l'une des pistes (la dernière photo du post teasant l'arrivée du nouveau album et publié la veille par la page Instagram de taylornation montrant une photo de Taylor Swift et Sabrina Carpenter prise lors du Eras Tour). 

## Carrière d'actrice

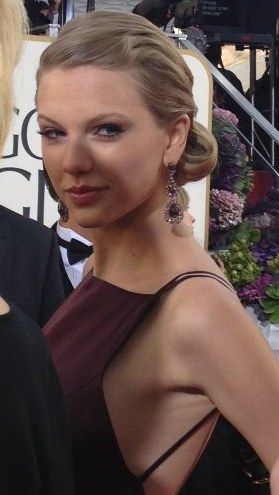
Taylor Swift lors des Golden Globes en 2013.

Swift fait ses débuts d'actrice en 2009, en jouant dans un épisode de la série télévisée de criminalistique Les Experts, dans laquelle elle interprète une adolescente rebelle. The New York Times note que ce rôle lui a permis d'être « un peu méchante et crédible. ». Le magazine Rolling Stone déclare qu'elle « a fait son propre truc » et qu'elle « a fait du bon boulot avec le scénario. », puis le Chicago Tribune explique qu'elle « s'acquitte bien. ». Plus tard dans l'année, elle présente et joue dans l'émission Saturday Night Live. Entertainment Weekly la décrit comme étant « la meilleure présentatrice de la saison de SNL » en précisant qu'elle « était toujours prête à relever le défi, elle semblait s'amuser et aidait le reste du casting à faire les punchlines. » Tout en se montrant « admirablement souple dans une grande variété de rôles de sketchs. ».
En 2010, elle débute au cinéma en jouant dans la comédie romantique, Valentine's Day, où elle interprète la petite amie déjantée du garçon le plus populaire de l'école secondaire. Le Los Angeles Times déclare que « sa prestation était d'un potentiel sérieux et à la fois comique. », puis le San Francisco Chronicle la trouve « très drôle. ». Time remarque que Swift jouait son rôle « d'une façon très charmante » ; The Boston Globe la décrit comme étant « adorablement maladroite. ». Salon.com affirme qu'elle était « l'une parmi les autres acteurs qui n'était pas perdue dans le film. Son look et son regard faisaient un peu penser à Marilyn Monroe et Lucille Ball. ». Cependant, Todd McCarthy, pourVariety, la trouve « non dirigée… Elle a besoin de trouver un réalisateur expérimenté afin de la contenir et canaliser son énergie abondante. ».
En 2012, elle prête sa voix au personnage d'Audrey dans le film d'animation Le Lorax. En 2013, elle participe à la série New Girl dans le rôle d'Elaine. En 2014, Taylor Swift incarne le rôle de Rosemary dans le film The Giver de Phillip Noyce. Elle a joué le rôle de Bombalurina dans l'adaptation au cinéma de la comédie musicale Cats d'Andrew Lloyd Webber par Tom Hooper, sortie fin 2019 et a également interprété une des chansons de la bande originale, intitulée Beautiful Ghosts. Le film est un échec commercial.
En 2021, Swift est annoncée dans le casting du film Amsterdam réalisé par David O. Russell. Le film sort le 7 octobre 2022 aux États-Unis.

## Carrière musicale

### Influences
Un de ses premiers souvenirs musicaux est lorsqu'elle écoutait sa grand-mère maternelle, Marjorie Finlay (née Moehlenkamp), chanter. Dans sa jeunesse, Marjorie Finlay était une vedette du disque à Porto Rico et a chanté dans des opéras à Singapour : « Elle a joué dans La Fiancée vendue, Le Barbier de Séville et des comédies musicales comme West Side Story. ». Enfant, Swift aimait beaucoup les chansons des films Disney : « Mes parents ont remarqué que, une fois que j'étais à court de mots, je compensais avec mes propres mots. »,. Plus tard, ses parents lui font écouter des artistes tels que James Vernon Swift, Simon and Garfunkel, Def Leppard et Smokey Robinson,,. Swift déclare qu'elle doit sa confiance à sa mère qui, lorsqu'elle était enfant, l'aidait à préparer ses exposés en classe : « La veille, on restait debout toute la nuit, on essayait de nouvelles choses. ». Elle attribue aussi sa « fascination pour l'écriture et la narration » à sa mère : « Quand j'étais petite, elle se livrait à mon imagination et me racontait des histoires. ». Swift aimait lire et écrire des poèmes et elle était attirée par le travail de Shel Silverstein et Theodor Seuss Geisel. Elle s'intéressait à « toute écriture du point de vue d'un enfant » et elle cite Ne tirez pas sur l'oiseau moqueur d'Harper Lee comme l'un de ses livres préférés.
Swift commence à s'intéresser à la musique country grâce à Shania Twain, Faith Hill et Dixie Chicks. Ces trois artistes lui permettent vraiment de « décider de ce qu'elle voulait » et elle s'est « éprise du son et de la narration » de la country,. Elle cite Shania Twain comme étant sa plus grande influence : « Elle était si forte, si indépendante et elle écrivait toutes ses chansons seule! ». Comme artiste, Swift déclare seulement pouvoir « ambitionner de devenir comme elle » et en 2009, elle cite l'album Come on Over comme son préféré,. Elle peut rencontrer Shania Twain et, plus tard, Shania Twain déclare vouloir écrire une chanson avec Swift. Faith Hill était le modèle de Swift et cette dernière essayait de la copier « dans ce qu'elle disait, faisait et portait. ». Elle admirait Faith pour « apporter à la musique country un public plus large, et sa grâce sous les projecteurs. » Depuis ses débuts, Faith est devenue une « présence accueillante et chaleureuse » dans la vie de Swift. Une fois, Faith et son époux Tim McGraw lui ont prêté leur maison à Los Angeles le temps de son passage là-bas. Elle commence ensuite à s'intéresser aux célèbres artistes de country comme Patsy Cline, Loretta Lynn, Tammy Wynette et Dolly Parton. Swift déclare que Dolly Parton est « un très bon exemple pour toutes les artistes féminines… Il y a tant de choses sur Dolly Parton dont les autres artistes féminines devraient s'inspirer. ». Elle admire également Miranda Lambert, Dwight Yoakam, George Strait, Garth Brooks, Kenny Chesney, Reba McEntire, Alan Jackson, Martina McBride, LeAnn Rimes, Tim McGraw et Brad Paisley, Ryan Adams, Patty Griffin, Lori McKenna, et Bon Iver.
En dehors de la musique country, Swift a aussi été influencée par des artistes pop comme Hanson, Madonna ou encore Britney Spears ; elle a d'ailleurs toujours une « dévotion indéfectible » pour Britney. Pendant ses années d'école secondaire, Swift écoutait Dashboard Confessional, Fall Out Boy, Pink, Alanis Morissette, Ashlee Simpson, et Kelly Clarkson, Avril Lavigne. Elle était également fan de hip-hop et écoutait beaucoup Eminem. Elle décrit Stevie Nicks comme son influence principale : « elle m'a inspirée de toutes les façons possibles. »,. Elle adorait The Shirelles, Doris Troy et The Beach Boys. Elle écoutait de la musique pop-rock comme Pat Benatar, Melissa Etheridge, Sarah McLachlan, Sheryl Crow, Shawn Colvin et Linda Ronstadt,. Elle cite Paul McCartney, Bruce Springsteen, Emmylou Harris et Kris Kristofferson comme ses modèles de carrière : « Ils ont pris des risques, mais ils sont restés les mêmes tout le long de leur carrière. »,,.
Neil Young décrit Swift comme « une parolière incroyable » : « J'aime l'écouter. J'aime bien la regarder répondre à toutes ces attaques. J'aime la façon dont elle se définit. Alors je garde un œil sur elle. »,. Kris Kristofferson déclare : « Elle m'épate. Selon moi, c'est incroyable qu'une personne aussi jeune puisse écrire d'aussi belles chansons. Une grande carrière l'attend. »,. Dolly Parton est « impressionnée par elle, surtout par son écriture… Je suis vraiment impressionnée par sa profondeur. Elle a les qualités pour durer un long moment. ». Swift reçoit beaucoup de compliments et de félicitations de la part de Alicia Keys, Kelly Clarkson, Lady Gaga et Christopher Owens.

### Style musical et thèmes abordés

Exposition de la guitare électrique et du micro de Taylor Swift.

Taylor Swift est considérée comme une des meilleures parolières de sa génération par plusieurs publications,. Elle se considère elle-même d'abord comme une parolière et que sa « voix n'est qu'une façon de faire passer ces paroles ». Elle catégorise ses textes en trois catégories : « paroles à la plume » en référence aux textes enracinés dans un poétisme archaïque ; « paroles au stylo-plume » basé sur des intrigues modernes et vives et « paroles au stylo à gel scintillant » pour les textes vifs et frivoles.
The Guardian note que Swift était « incroyablement douée pour regarder la vie des adolescents avec une sorte d'énergie mélancolique et une tonalité sépia pour son premier et deuxième album ». New York Magazine fait la remarque que quelques auteurs-interprètes écrivent « sur leur adolescence… Son antécédent le plus proche est probablement Brian Wilson, le vrai auteur des adolescents avant qu'elle ne vienne. ». Ils la comparent également à Janis Ian. Une imagerie féérique est présentée sur l'album Fearless. Pour cet album, elle explore l'écart entre « les contes de fées et la réalité de l'amour » : « Enfant, on grandit en pensant que nous sommes des princesses et qu'un prince charmant nous attend. »,. Son troisième et son quatrième album évoquent des relations plus adultes. En plus d'évoquer les relations amoureuses, les chansons de Swift parlent aussi des relations parents-enfants (The Best Day, ever Grow Up ou encore Ronan), l'amitié (Fifteen, Breathe ou encore 22), le détachement (The Outside, A Place In This World, Tied Together with a Smile ou encore Mean) puis les ambitions professionnelles (Change, Long Live ou encore The Lucky One),. La qualité qui définit son talent d'auteur a été décrite comme « une détermination d'enregistrer et de s'accrocher à des sentiments et des impressions fugaces, une nostalgie de préemption pour un présent (parfois même un avenir) dont elle sait qu'il fera, un jour, parti du passé. ». Swift intègre très souvent « une phrase jetée en l'air qui suggère des choses sérieuses et larges et qui est mal intégrée dans la chanson, des choses qui renforcent ou contournent la narration. ». The New Yorker déclare que ses chansons « bien qu'elles ne soient pas subversives, ont une certaine élégance… Les chansons sentimentales sont parsemées d'allusions à de futures désillusions. ».
Structurellement, Slate perçoit chez Swift « une facilité, une maîtrise surnaturelle des conventions pop : très peu d'artistes peuvent faire des ponts comme elle fait. ». Pour écrire ses chansons, Swift utilise des détails autobiographiques. Enfant, elle écoutait beaucoup la musique et elle se sentait confuse « lorsque je savais que quelque chose n'allait pas dans la vie personnelle d'un artiste et qu'il ne l'abordait pas dans sa musique. ». The New York Times pensait que « réparer les injustices est la raison d'être de Mlle Swift. ». Dans ses chansons, Swift s'adresse souvent à « ses coups de cœur lorsqu'elle était à l'école secondaire » et, plus récemment, ses anciens petits amis réputés. Entertainment Weekly remarque que son album Speak Now était parfois « un peu comme le Jeu de la taupe. ». John Mayer, qui a inspiré Swift pour la chanson Dear John, déclare que la chanson est une humiliation pour lui : Je pense que c'est une sorte de chanson bon marché. Je sais que c’est une méga star internationale, et je n’essaye pas de torpiller qui que ce soit, mais je pense que c’est indigne de son talent de se réjouir en se disant : « Attends un peu qu’il se prenne ça ! » New York Magazine estime que l'habitude des médias de garder un œil sur son utilisation de détails personnels « est sexiste, dans la mesure où cela n'a pas été demandé par ses partenaires masculins. ». L'interprète, elle-même, déclare que ses chansons ne sont pas basées sur les faits et sont souvent basées sur des observations. En dehors des paroles qui sont considérées comme des indices, Swift n'essaie pas de parler précisément des sujets abordés dans ses chansons « parce que ce sont de vraies personnes. Vous essayez de donner un aperçu de l'endroit d'où vous venez, en tant qu'auteur, mais sans pour autant jeter quelqu'un sous un bus. ».

### Étude de l'influence de Taylor Swift
Taylor Swift devient un sujet d'études dans plusieurs universités telles celle de Gand,, aux Pays-Bas, où, entre autres, la littérature anglaise est étudiée « à travers le prisme de Taylor Swift », en Australie, celle de Melbourne, en France à l'EHESS, et aux États-Unis, celles de New York, Standford ou encore l'université d'État de l'Arizona.

## Revenus
Selon le magazine américain Forbes, Taylor Swift engrange 18 millions de dollars en 2009, 45 millions de dollars en 2010, 45 millions de dollars en 2011, 64 millions de dollars en 2012, 55 millions de dollars en 2013, et 64 millions de dollars en 2014. Entre juin 2014 et mai 2015, ses revenus atteignent les 80 millions de dollars. Taylor Swift double ses revenus entre juin 2015 et mai 2016, avec 170 millions de dollars engrangés. Entre juin 2016 et mai 2017, elle gagne 44 millions de dollars. Entre juin 2017 et mai 2018, ses revenus s'élèvent à 80 millions de dollars, notamment grâce à la sortie de son album Reputation, vendu à 4,5 millions d'exemplaires, dont 2 millions aux États-Unis. Elle gagne 185 millions de dollars entre juin 2018 et mai 2019, revenus qui proviennent essentiellement de sa tournée Reputation Stadium Tour, la deuxième tournée féminine la plus lucrative de tous les temps. Elle devient alors la personnalité la mieux payée selon le classement Forbes, devant Kylie Jenner. Elle affiche une fortune personnelle évaluée à 400 millions de dollars en 2019 par Forbes[réf. nécessaire]. Pour la décennie 2010, Forbes estime qu'elle a été la chanteuse ayant accumulé le plus de revenus (825 millions de dollars), devant Beyonce (685 millions de dollars). Elle figure à la seconde place des musiciens (vivants) ayant le plus gagné d'argent, derrière le producteur Dr. Dre, qui a accumulé 950 millions de dollars, en grande partie grâce à la vente de ses parts dans Beats Electronics.
En décembre 2023, le site du Billboard estime les gains de Taylor Swift grâce au streaming sur Spotify à plus de cent millions de dollars pour l'année 2023, ce qui établit un record. Une somme portée à plus de 130 millions si l'on ajoute les droits d'édition. Et à près de 200 millions de dollars si l'on prend en compte les écoutes sur les autres plateformes et leurs droits d'édition.
En mars 2024, à 34 ans, Taylor Swift figure pour la première fois dans le classement annuel des milliardaires dans le monde publié par le magazine américain Forbes. Son patrimoine est estimé à 1,1 milliard de dollars. Le magazine observe qu'elle est la première artiste à y figurer en majeure partie grâce à ses revenus et son patrimoine issus de sa carrière musicale (droits sur ses chansons, ventes d'albums, tournées), et non grâce à une activité annexe comme Rihanna par exemple. En moins d'un an, sa fortune a augmenté de 360 millions de dollars, en grande partie grâce à sa tournée des stades à succès The Eras Tour et du film du même nom. La valeur de son catalogue musical est estimée à environ 500 millions de dollars.
En octobre 2024, Forbes réévalue sa fortune, et l'estime désormais à 1,6 milliard de dollars, faisant d'elle la musicienne la plus riche du monde, devant Rihanna. Une hausse largement due au succès de sa tournée colossale (dont 18 dates sont encore à venir en Amérique du Nord), et à la valeur de son catalogue de titres et d'albums.

## Vie privée

### Parents
En 2015 et 2019, un cancer du sein est diagnostiqué chez Andrea Swift, la mère de la chanteuse. Puis en janvier 2020, Taylor Swift révèle qu'une tumeur au cerveau lui a été diagnostiquée alors qu'elle suivait un traitement de la récidive de cancer du sein. Pour son album Lover, Taylor Swift écrit la chanson Soon You'll Get Better dans laquelle elle évoque les problèmes de santé que ses deux parents ont rencontrés ces dernières années.

### Vie sentimentale
De juillet à octobre 2008, Taylor Swift est en couple avec Joe Jonas, membre des Jonas Brothers. À cette époque, leur rupture fait couler beaucoup d'encre car la jeune chanteuse de 18 ans révèle sur le plateau de l'émission d'Ellen DeGeneres que Joe Jonas l'a quittée par téléphone en 27 secondes. Au fil des années, Taylor Swift écrit de nombreuses chansons, inspirées de leur histoire passée : Forever and Always (2008), Last Kiss (2010), Better Than Revenge (2010), You All Over Me (2021) et Mr. Perfectly Fine (2021).
Durant l'été 2009, Taylor Swift rencontre Taylor Lautner sur le tournage du film Valentine's Day ; ils se fréquentent de septembre 2009 à décembre 2009,. En 2010, elle lui dédie la chanson Back to December puis, en 2023, I Can See You.
En décembre 2009, elle entame une relation avec John Mayer, de douze ans son aîné, rencontré un an plus tôt lors du Met Gala alors qu'elle n'avait que dix-neuf ans. Ils se séparent en mars 2010,. Elle écrit de nombreuses chansons afin d'évoquer leur séparation : Dear John (2010), The Story of Us (2010), Ours (2010), Superman (2010), Sad Beautiful Tragic (2012),I Knew You Were Trouble (2012) et Would've, Could've, Should've (2022).
En octobre 2010, elle fréquente l'acteur Jake Gyllenhaal, de neuf ans son aîné. Jusqu'en mars 2011, ils se séparent et se réconcilient à plusieurs reprises,. Cette rupture marque la jeune chanteuse âgée de 21 ans ; elle écrit donc la chanson All Too Well qui connaît un véritable succès auprès de ses fans,. Elle s'inspire également de leur histoire pour écrire les chansons : We Are Never Ever Getting Back Together (2012), The Moment I Knew (2012), State of Grace (2012), Holy Ground (2012), I Almost Do (2012) et I Bet You Think About Me (2021).
Au printemps 2012, elle vit une brève relation avec Harry Styles, membre des One Direction. De juillet 2012 à septembre 2012, elle fréquente Conor Kennedy, membre de la famille Kennedy,. En septembre 2012, elle se remet en couple avec Harry Styles jusqu'en janvier 2013,. Elle écrit de nombreuses chansons, s'inspirant de leur rupture : Style (2014), I Wish You Would (2014), Is It Over Now (2023), Out of the Woods (2014), So It Goes (2017), Gold Rush (2020), Peter (2024).
Un dialogue musical s'installe entre les deux chanteurs-auteurs, voire la discographie de Harry Styles, dont son album Fine Line, publié le jour de l'anniversaire de Taylor Swift.
Dans Cardigan (2020), elle reprend des éléments du clip vidéo de Harry Styles, Falling (2019), un pianoforte avec de l'eau qui en déborde et, à son tour, le clip a les visuels des paroles de Clean (2014) de Taylor Swift.
Cette chanson inspire Harry Styles dans plusieurs chansons, évoquant souvent « la tache de vin sur la robe » dans Olivia (2015), le nom du chat que Taylor Swift a adopté, Grapejuice (2021). Il répond également à Style (2014) dans Perfect (2015) et Two Ghost (2017). Pour cette dernière Taylor répond avec …Ready for It? (2017) où elle évoque « son plus jeune ex » qui est « un fantôme ».
Aux Grammy Awards 2021, les artistes se retrouvent et Taylor Swift porte une robe fleuries avec 6 tournesols, en référence à Sunflower vol.6 (2019) de Fine Line (2019) nommé comme meilleur Album de l'année. Dans cette chanson, Harry Styles reprend des éléments de Out Of The Woods (2014), parlant d’un amour de jeunesse, un jeune couple qui déplace les meubles de la cuisine pour danser.
De même, Taylor écrit Maroon (2022) qui évoque autant la tache de vin rouge que le fait d'être abandonnée sur une île, en référence à leur première rupture sur un yacht en janvier 2013, où le meme de Taylor est viral. Dans le clip musical Satellite (2023) de Harry Styles, on voit au début le tableau de Maroon (2022) de Taylor, avec une voix évoquant « une mission qui dure depuis dix ans » et Harry Styles portant un ensemble bleu nuit avec des étoiles, en référence à l'album Midnights (2022) de Taylor Swift.
Durant les Grammy Awards 2023, les deux ex montrent à nouveau une bonne entente et Taylor Swift soutient publiquement Harry Styles, étant l'une des seules personnes à se lever, et danser autant durant sa performance de As It Was (2022) que lorsque Harry's House (2022) gagne le ''Grammy Award'' de l'album de l'année, le reste du public étant occupé à huer Harry Styles « en soutien » à Beyoncé.
Le 25 février 2015, Taylor Swift rencontre le DJ britannique Calvin Harris lors des Elle Style Awards — qu'elle commence à fréquenter le 6 mars 2015. Ensemble, ils composent la célèbre chanson This Is What You Came For qu'ils donnent ensuite à Rihanna. Le couple se sépare en mai 2016 en mauvais termes. En juin 2015, ils avaient été en tête du classement du couple de célébrités le mieux payé avec des revenus estimés à environ 146 millions de dollars selon le magazine Forbes.
Le 2 mai 2016, Taylor Swift rencontre l'acteur britannique Tom Hiddleston lors du Met Gala avec qui elle se met en couple un mois plus tard, peu après sa rupture avec Calvin Harris. La surmédiatisation ayant finalement raison de leur couple, ils se séparent à l'amiable début septembre 2016. Elle écrit pour Tom Hiddleston Getaway Car (2017), une de ses chansons les plus aimées par ses fans, tandis que pour Calvin Harris, elle écrit I Forgot That You Existed (2019) et High Infidelity (2022).
À partir du 28 septembre 2016, Taylor Swift partage la vie de l'acteur britannique Joe Alwyn,. Le couple se sépare début avril 2023 après plus de six ans de relation.
En mai 2023, la presse révèle que Taylor Swift « fréquenterait » Matty Healy, membre du groupe de rock britannique The 1975,,. Cependant, le 5 juin 2023, TMZ annonce que le couple est séparé, même si leur idylle n'a jamais été confirmée.
En septembre 2023, la presse dévoile que Taylor Swift est en couple avec le footballeur américain Travis Kelce. En novembre 2023, Travis Kelce officialise leur relation, puis le mois suivant, la chanteuse révèle qu'ils se fréquentent depuis fin juillet 2023. La présence de Taylor Swift lors du Super Bowl LVIII (février 2024), remporté par l'équipe de Travis Kelce, est très médiatisée. Le couple très médiatique qu'elle forme avec son compagnon est l'objet de théories du complot.

### Amitiés
Depuis 2008, Taylor Swift est la meilleure amie de Selena Gomez. Elle est également la meilleure amie de Blake Lively depuis 2015. Elle est une amie proche d'Emma Stone depuis 2008, Cara Delevingne depuis 2012, Jack Antonoff depuis 2012, Ed Sheeran depuis 2012, Lily Aldridge depuis 2012, Lena Dunham depuis 2012, Lorde depuis 2013, Gigi Hadid depuis 2014, Jaime King depuis 2014, Camila Cabello depuis 2014, Suki Waterhouse depuis 2016, Sophie Turner depuis 2019,, Sabrina Carpenter depuis 2022 et Ice Spice depuis 2023.
En 2012, Taylor Swift rencontre le mannequin Karlie Kloss qui devient rapidement l'une de ses meilleures amies. En 2018, la presse dévoile que les deux amies seraient en froid, mais les intéressées ne s'exprimeront jamais réellement sur les rumeurs. En 2021, les fans de Taylor Swift soupçonnent la chanteuse d'avoir écrit la chanson It's Time to Go (qui figure sur l'album Evermore) en s'inspirant de son amitié passée avec Karlie Kloss.

### Santé
En 2020, Taylor Swift révèle dans son documentaire Miss Americana se battre contre des troubles alimentaires depuis de nombreuses années, notamment d'anorexie mentale liée à son image d'elle-même et à sa préoccupation pour son apparence physique, sa masse corporelle.

## Image publique

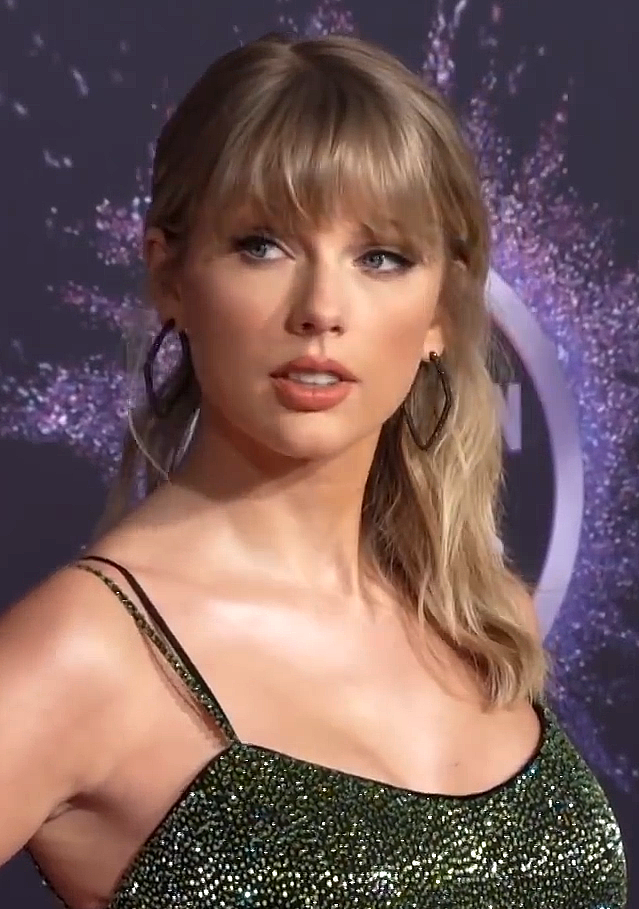
Taylor Swift lors des American Music Awards en novembre 2019.

Swift est décrite comme la « petite fille chérie de l'Amérique » ainsi qu'un « modèle à suivre. ». Elle remporte un Q Score (en) (une mesure de connaissance et d'attirance envers une célébrité) élevé ainsi que de bonnes appréciations du David-Brown Index, ce qui reflète un taux élevé de sensibilisation de la part du public (90 %) et de popularité (80 %) rien qu'aux États-Unis. Swift prend cette « responsabilité » très au sérieux et elle est consciente de l'influence qu'elle a sur ses plus jeunes fans. Un journaliste du magazine Rolling Stone qui faisait le profil de Swift remarque ses bonnes manières : « Si c'est une fausse image que Taylor donne, alors elle doit être tatouée sur son visage car elle ne tombe jamais. ». En 2012, Rolling Stone remarque que Swift présente « une facilité avec les remises… ce n'est pas compliqué de l'imaginer se présenter aux élections, un jour », tandis que The Hollywood Reporter parlait d'elle comme « La meilleure personne depuis Bill Clinton. ». Il est dit qu'elle est « le genre de personne passionnée et intensément ambitieuse qui s'épanouit indépendamment de sa profession. ». En 2012, le magazine Vogue décrit Swift comme « intelligente, drôle et parfois carrément paillarde. ». Grantland.com la décrit « ringarde » et « ouvertement névrosée d'une manière que vous ne verriez jamais une princesse blonde de la country comme Faith Hill ou encore Carrie Underwood. Elle est plus comme Diane Keaton de Annie Hall ; trop gracieuse et désire plaire mais pleine d'énergie nerveuse et flottante qui ne s'arrête jamais. ».
Dans les premières années de sa carrière, le style vestimentaire personnel de Swift était des robes d'été avec une paire de Santiag,. Ce style vestimentaire est toujours adopté par ses jeunes fans qui assistent à ses concerts,. Lors des événements officiels, Swift est connue pour ses robes « brillantes et perlées. ». Ses cheveux naturellement bouclés sont souvent reproduits par ses fans et Swift remarque : « Je me souviens que lorsque j'étais ado, je me lissais les cheveux parce que je voulais être comme les autres, et maintenant, le fait que tout le monde se frise les cheveux comme moi… C'est juste trop marrant. ». Swift adore le style rétro et il est dit qu'elle a « le style des années 30 ; rouge à lèvres rouge, mascara épais. »,. En 2011, elle est nommée « Icône de la mode américaine » par Vogue. Elle cite Françoise Hardy, Jane Birkin, Brigitte Bardot et Audrey Hepburn comme ses inspirations en matière de mode.
Plusieurs commentaires sont faits de la part des médias concernant les réactions de Swift lors des remises de prix. En 2011, The Hollywood Reporter remarque que Swift « semblait constamment choquée et émerveillée à chaque fois qu'elle remporte une récompense. ». Kristen Wiig parodie les expressions faciales de Swift lors d'un sketch sur Saturday Night Live en 2012. Plus tard, Swift déclare avoir vu le sketch : « J'ai ri tout le long du sketch et puis j'ai réalisé, qu'au fur et à mesure que je regardais l'épisode, je faisais les mêmes expressions qu'elle. ». Cette même année, le présentateur des Academy of Country Music Awards, Blake Shelton, plaisante sur le fait que Swift devrait sortir un parfum baptisé « I can't believe I smell this good » (« Je n'arrive pas à croire que je sens aussi bon », en français). Lors d'une interview avec Nightline en octobre 2012, Swift déclare en riant que « les gens se moquent beaucoup de moi. » Bien que, parfois, elle essaie de paraître blasée : « C'est dur quand vous devenez excité à propos de quelque chose. C'est comme lorsque vous gagnez une récompense ; n'est-ce pas quelque chose de dingue ? […] Comment pouvez-vous rester là et dire : Oh ! Un autre Grammy. Je suppose que je dois me lever pour aller le chercher maintenant. ».
En août 2022, elle est classée comme célébrité la plus polluante du fait de l'utilisation excessive de son jet privé et reçoit de nombreuses critiques sur les réseaux sociaux.
En août 2024, trois de ses concerts en Autriche sont annulés à cause d'une menace d'attentat par un homme se réclamant de l'« État islamique ».

## Affaires judiciaires

### Victime d'agression sexuelle
En août 2017, un procès est en cours contre un ex-DJ qu'elle accuse d'agression sexuelle. Elle obtient gain de cause le 14 août, et reçoit en dédommagement un dollar symbolique.

## Philanthropie, engagements sociaux et politiques
Les efforts philanthropes de Swift sont reconnus par les Do Something Awards (en), The Giving Back Fund et Tennessee Disaster Services. En 2012, Michelle Obama lui attribue le prix de la « Meilleure aide » pour son « dévouement aux autres » et pour « inspirer les autres à travers ses actions. ».

### Enseignement des arts
Taylor Swift encourage l'enseignement des arts. En 2010, elle fait don de 75 000 dollars à l'école secondaire Hendersonville High School de Nashville, afin d'aider à remettre en état le son et le système d'éclairage de l'auditorium de l'école. En 2012, elle s'engage à donner au Country Music Hall of Fame, 4 millions de dollars afin d'assurer le financement de la construction d'un nouveau centre d'éducation à Nashville. L'ouverture de ce nouveau centre d'éducation est prévue en 2014, et facilitera de nouveaux programmes et des ateliers pour les adolescents ainsi que les personnes âgées. Le bâtiment comptera aussi trois salles de classe, un espace d'exposition et accueillera des activités interactives ; une pièce musicale et un espace pour faire des affiches de concerts et autres projets artistiques. Les représentants du Musée décident de baptiser le centre The Taylor Swift Education Center et la chanteuse participera à titre consultatif. Cette même année, Swift s'est associée avec la compagnie de location des manuels scolaires, Chegg, afin de faire un don de 60 000 dollars aux départements de musique de six collèges américains,.

### Alphabétisation des enfants
Taylor Swift favorise l'alphabétisation des enfants. En 2009, elle fait un don de 250 000 dollars à plusieurs écoles à travers le pays ; certaines qu'elle a déjà visitées ou d'autres avec qui elle s'était associée auparavant. L'argent a été utilisé pour acheter des livres, financer les programmes d'enseignement et aider à payer les salaires des enseignants. En 2010, elle participe au webcast, Read Now! with Taylor Swift, exclusivement diffusé dans les écoles américaines afin de fêter la campagne de Scholastic Corporation, Read Every Day. En 2011, Swift fait don de 6 000 livres Scholastic à la Reading Public Library (Pennsylvanie), et, en 2012, elle fait don de 14 000 livres à la Nashville Public Library (Tennessee). La plupart des livres ont été mis en circulation et le reste a été donné à des enfants venant de familles à faibles revenus, des écoles maternelles et des garderies. En 2012, elle copréside la campagne Read Across America, organisé par le National Education Association, et enregistre un PSA (Public Service Announcement) afin d'encourager les enfants à lire,. Cette même année, elle favorise le « pouvoir de la lecture » lors d'un deuxième webcast. En 2013, à travers l'initiative Reach Out and Read, elle fait don de 2 000 livres au Scholastic au Reading Hospital Child Health Center.

### Catastrophes naturelles
Tout au long de sa carrière, Taylor Swift aide à plusieurs reprises les victimes de catastrophes naturelles. En 2008, elle fait don des recettes, qu'elle récolte grâce aux ventes de ses produits au Country Music Festival, pour les fonds de secours des catastrophes. Plus tard, la même année, elle fait don de 100 000 dollars à la Croix-Rouge américaine afin d'aider les victimes des inondations dans l'Iowa en 2008. En 2009, elle soutient les incendies de végétation du Victoria de 2009 en se joignant à la gamme du concert Sound Relief à Sydney et en faisant la plus grande contribution. En janvier 2010, elle participe au Téléthon organisé par George Clooney pour le séisme de 2010 en Haïti ; elle joue et répond aux appels de tous ceux qui voulaient faire don d'argent. Elle enregistre également une chanson pour l'album Hope for Haiti Now. À la suite des inondations de Nashville en mai 2010, Taylor Swift fait don de 500 000 dollars lors d'un téléthon. Plus tard dans l'année, elle fait don de 100 000 dollars afin d'aider à financer la reconstruction d'une cour de récréation à Hendersonville.
En 2011, elle utilise la dernière répétition générale d'un concert en Amérique du Nord, pour sa tournée Speak Now World Tour, comme d'un concert de charité pour les victimes de l'éruption de tornades du 25 au 28 avril 2011 aux États-Unis. Elle verse également 250 000 dollars à l'association Nick's Kids de Nick Saban, l'entraîneur de l'équipe de football du ''Crimson Tide'' de l'Alabama. En 2012, Taylor Swift soutient Architecture for Humanity - qui aidait à restaurer la salle où les téléthons sont organisés - pour les dégâts causés par l'ouragan Sandy.

### Engagement contre l'homophobie
Taylor Swift s'oppose à la discrimination contre la communauté LGBT. À la suite du meurtre de Larry King en février 2008, Swift rejoint l'organisation Gay, Lesbian and Straight Education Network qui lutte contre les crimes de haine. Un an après le meurtre de Larry King, Swift déclare dans le magazine Seventeen que ses parents lui ont appris « à ne jamais juger quelqu'un selon la personne qu'il aime, sa couleur de peau ou sa religion. ». En 2011, le clip du single Mean dénonce également l'homophobie au sein des écoles secondaires ; plus tard, le clip est nommé pour un MTV VMA dans la catégorie « Engagement social »,,. The New York Times pense alors qu'elle fait partie de « la nouvelle vague de jeunes femmes qui offrent des chansons pour une génération de fans gays pour renouer avec leur identité en période de turbulences et de messages culturels confus. » Elle défend aussi les droits de la communauté LGBTQ+ dans son single You Need to Calm Down[réf. souhaitée].

### Organismes de bienfaisance
Taylor Swift s'engage dans de nombreux organismes de bienfaisance pour les enfants malades. En 2008, elle fait don d'une camionnette Chevrolet rose au Victory Junction Gang Camp ; la camionnette sert de moyen de transport pour les enfants malades de l'aéroport jusqu'au camp. En 2009, après avoir chanté lors du Téléthon Children in Need, elle fait don de 20 000 dollars. En 2011, en tant qu'artiste de l'année de l'Academy of Country Music, elle fait don de 25 000 dollars à St. Jude Children's Research Hospital, dans le Tennessee. En 2012, elle participe au téléthon organisé par le programme de bienfaisance Stand Up to Cancer en y jouant Ronan, une chanson qu'elle a écrite en mémoire d'un petit garçon de 4 ans, décédé de neuroblastome. La chanson est alors disponible en téléchargement numérique payant ; les recettes sont reversées aux œuvres caritatives luttant contre le neuroblastome. En parallèle, elle fait la rencontre de nombreux enfants malades grâce à l'association ''Make-A-Wish'',. Elle rend aussi des visites dans des hôpitaux tels que St. Jude Children's Research Hospital, ''Walter Reed Army Medical Center'' et Ronald McDonald House,,.

### Autres activités de bienfaisance
Taylor Swift encourage les jeunes à faire du bénévolat dans leur communauté locale et fait partie du Global Youth Service Day. Elle fait également la promotion du @15 Fund, une plate-forme du changement social, qui donne aux jeunes l'occasion de diriger la compagnie philanthropique. En 2007, elle lance une campagne afin de protéger les enfants des « prédateurs » sexuels, en partenariat avec le Tennessee Association of Chiefs of Police. Cette même année, elle encourage une campagne de Allstate qui assure la conduite sécurisée des adolescents. En 2010, elle pose pour la campagne ''Got Milk?''. Elle chante également dans de nombreux concerts de charité,,. En 2023, lors de sa tournée The Eras Tour, la chanteuse accorde 55 millions de dollars de primes à toute l'équipe travaillant sur le spectacle

### Engagement politique
Lors des élections des midterm de 2018, elle appelle les jeunes à s'inscrire sur les listes électorales et à voter pour les démocrates. Elle soutient en particulier le démocrate Phil Bredesen qui briguait le poste de gouverneur du Tennessee contre la républicaine Marsha Blackburn. La presse se réjouit de la forte augmentation d'inscrits sur les listes électorales (plus de 13 000 entre le 7 et le 10 juin pour le seul Tennessee et 166 000 pour l'ensemble du pays). Néanmoins, alors que jusqu'à septembre Phil Bredesen dominait dans les sondages, Marsha Blackburn remporte les élections en novembre avec près de onze points de plus que son adversaire,.
Dans la perspective de l'élection présidentielle de novembre 2024, des infox (soulignant sa forte exposition médiatique et celle de son compagnon Travis Kelce) la présentent soit comme soutenant Donald Trump avec ses fans, ce que prétend ce dernier en utilisant l'IA, soit comme ayant été recrutée par le Pentagone pour promouvoir la réélection du démocrate Joe Biden, qu'elle avait soutenu en 2020, au détriment de Donald Trump. Dans la foulée du premier débat entre Donald Trump et Kamala Harris, le 10 septembre 2024 à Philadelphie, Taylor Swift annonce sur un réseau social soutenir la candidate démocrate. Son annonce est répercutée par les médias,,. Comme le soulignent les chercheuses Marie Assaf et Marie Melody Vidal, l'impact de cette annonce sur l'électorat jeune et démocrate est difficile à estimer, dans la mesure où la chanteuse n'a par ailleurs pas pris position sur des thématiques essentielles aux yeux de cette population (par exemple la dette universitaire, le chômage et le conflit israélo-palestinien).
Elon Musk suscite alors la controverse en répondant au message officialisant le soutien de la chanteuse à Kamala Harris avec une photo de Swift tenant son chat Benjamin Button et reprenant en signature l'expression de femme à chats sans enfants utilisée par le colistier de Donald Trump pour cette élection, J. D. Vance, contre la candidate démocrate. Elon Musk lui réplique qu'elle a gagné, qu'il lui fera un enfant et gardera ses chats au péril de sa propre vie. Ces propos sont jugés par des critiques surtout misogynes, virilistes, natalistes, et interprétés comme hostiles aux droits reproductifs tels ceux à l'IVG et à la non-maternité, que défend la chanteuse.

## Hommages, récompenses et nominations
L'espèce de mille-pattes Nannaria swiftae a été nommée en son honneur.
En mai 2022, elle reçoit un doctorat honoris causa en beaux-arts de l'université de New York et prononce un discours encourageant les nouveaux diplômés.
Elle est nommée personnalité de l'année par le magazine Time en 2023.

## Discographie

### Musiques écrites pour d'autres artistes

#### 2008
- Best Days of Your Life (pour Kellie Pickler)

#### 2009
- You'll Always Find Your Way Back Home (pour Miley Cyrus)
- Bein' With My Baby (pour Shea Fisher (en))

#### 2016
- This Is What You Came For (pour Calvin Harris et Rihanna)
- Better Man (pour Little Big Town)

## Tournées
- 2009-2010 : Fearless Tour
- 2011-2012 : Speak Now World Tour
- 2013-2014 : Red Tour
- 2015 : The 1989 World Tour
- 2018 : Reputation Stadium Tour
- 2023-2024 : The Eras Tour

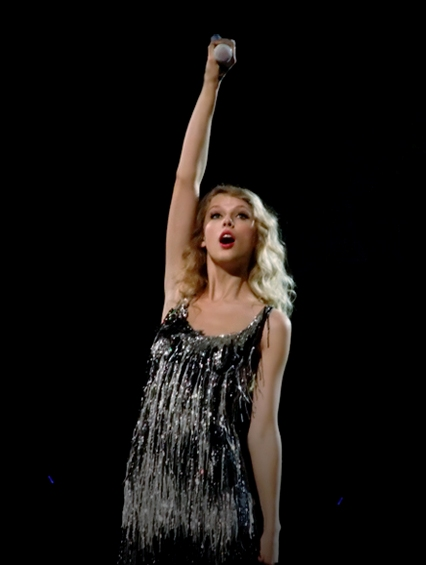
Fearless Tour (2010).
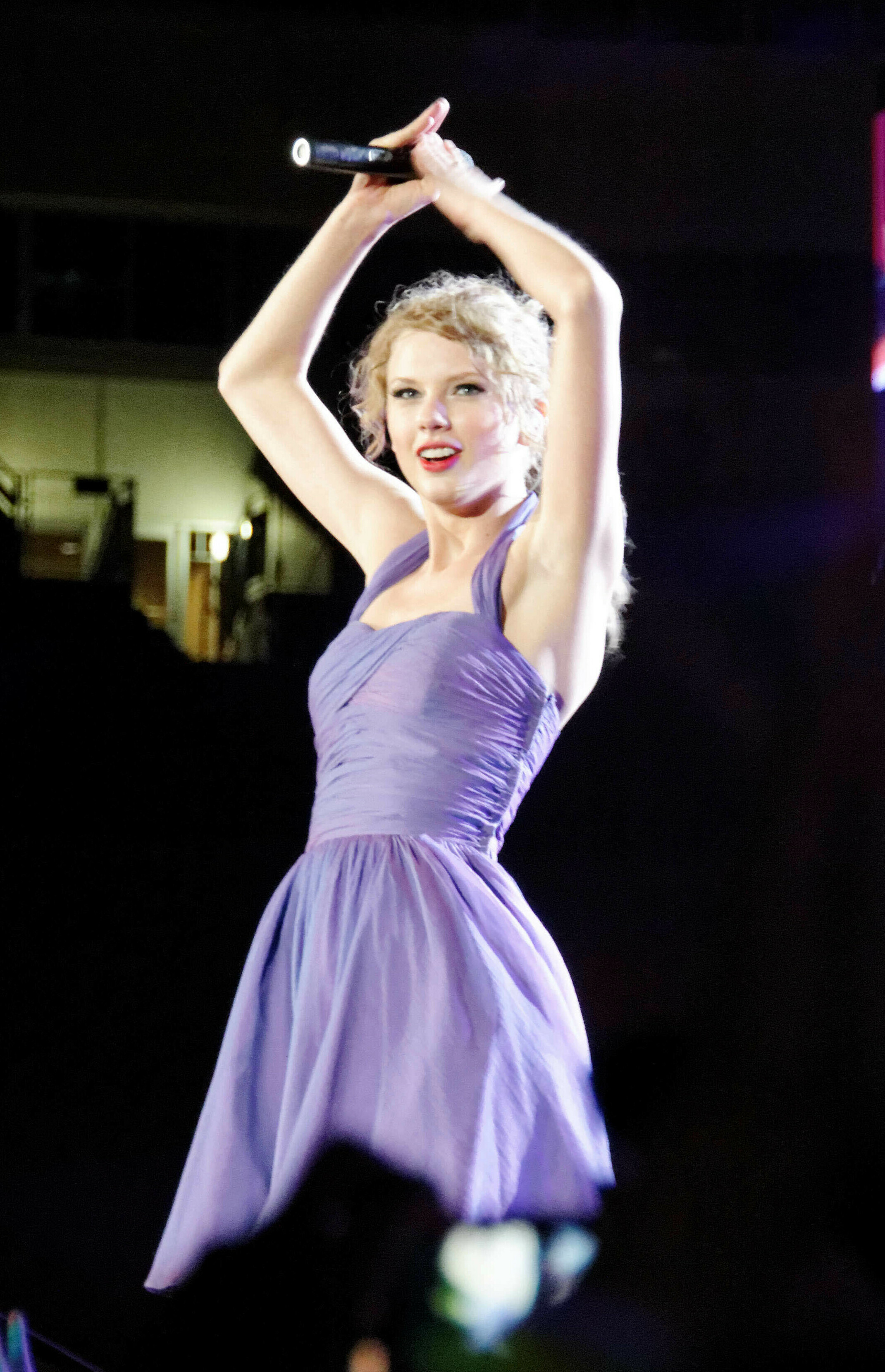
Speak Now World Tour (2011).
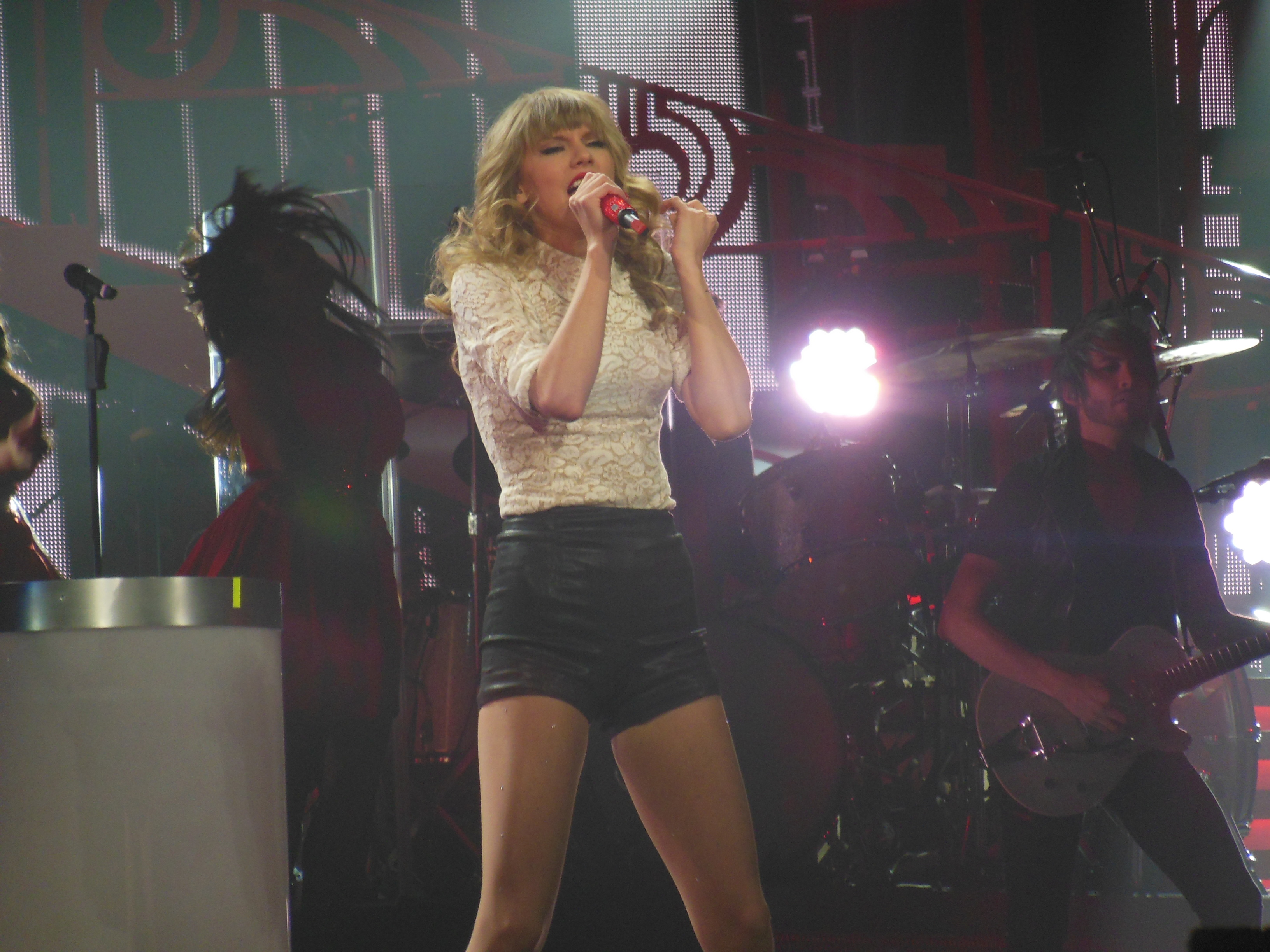
Red Tour (2014).
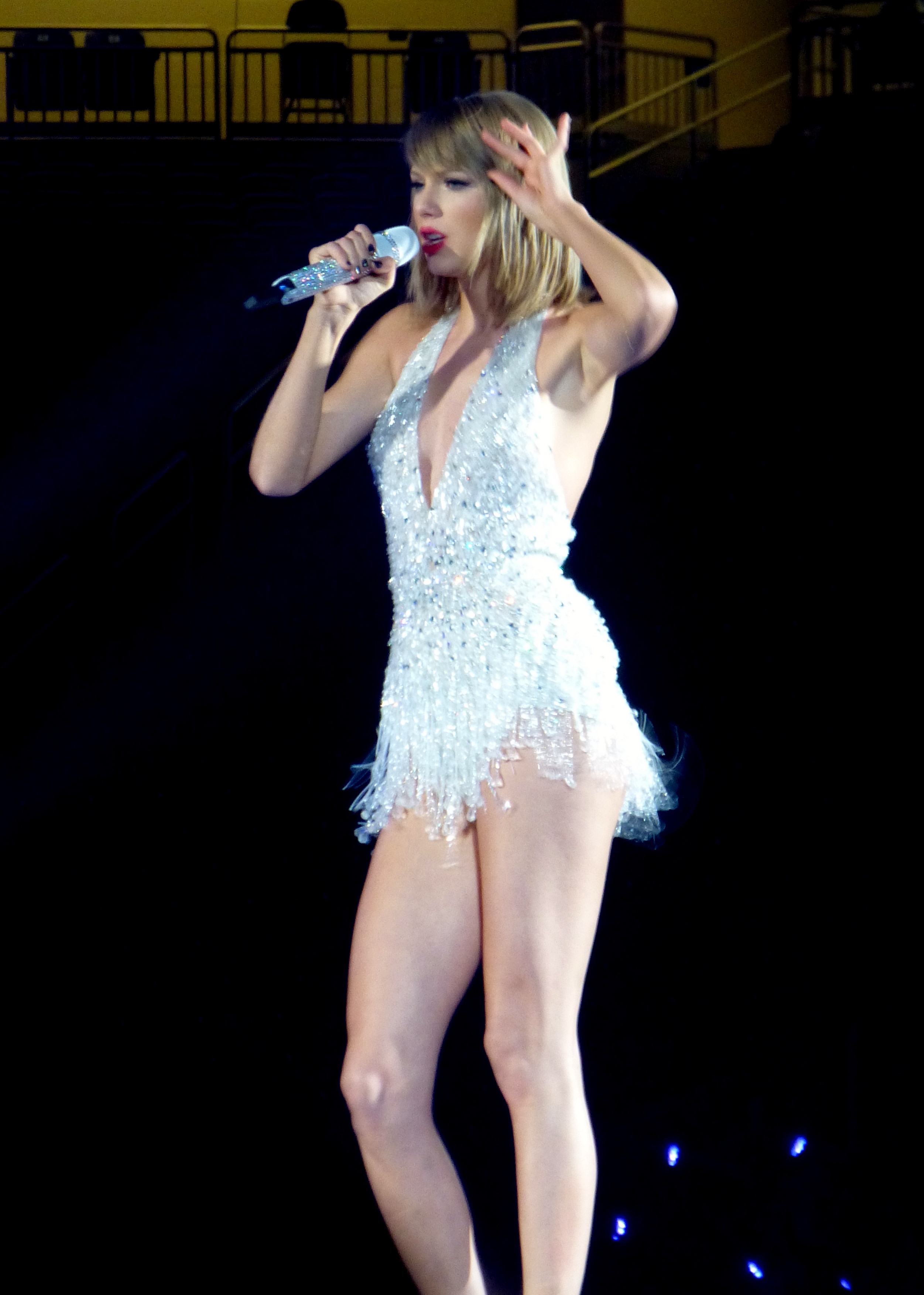
The 1989 World Tour (2015).
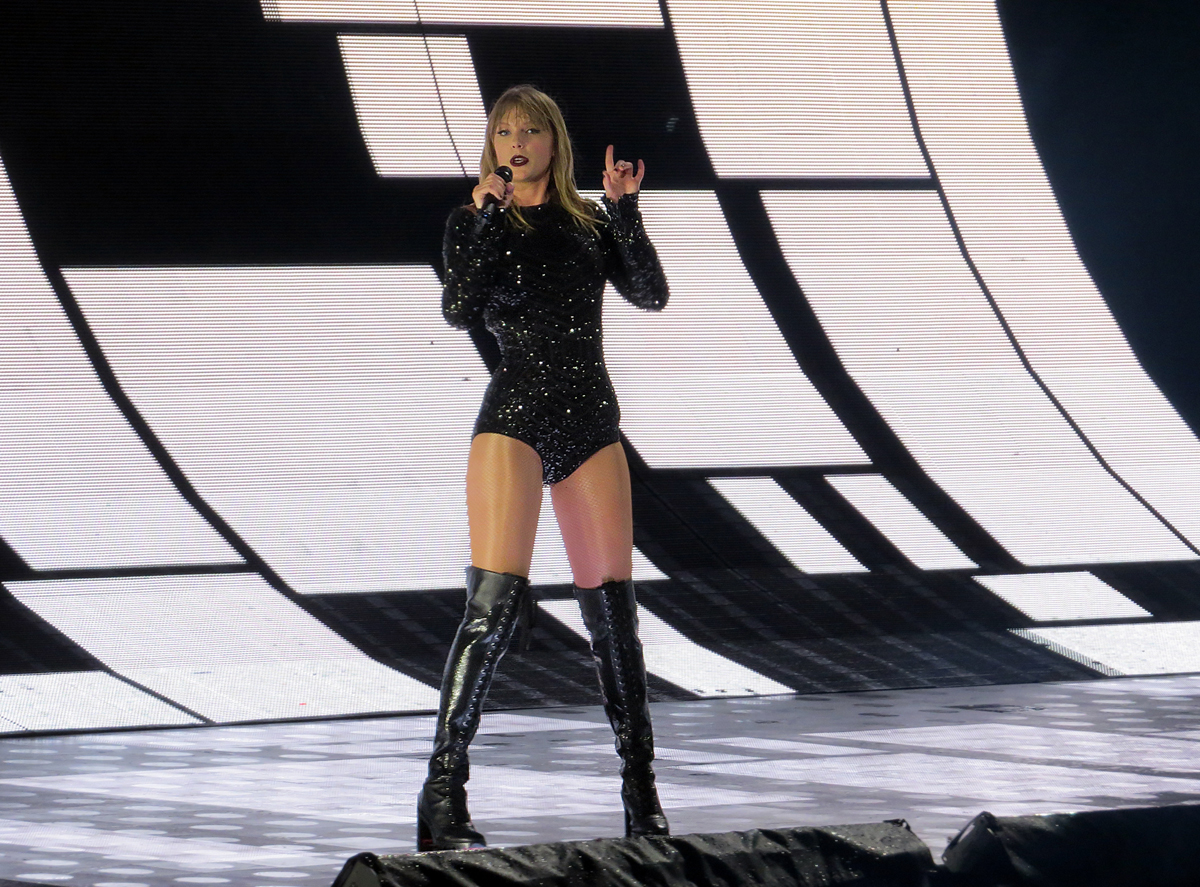
Reputation Stadium Tour (2018).
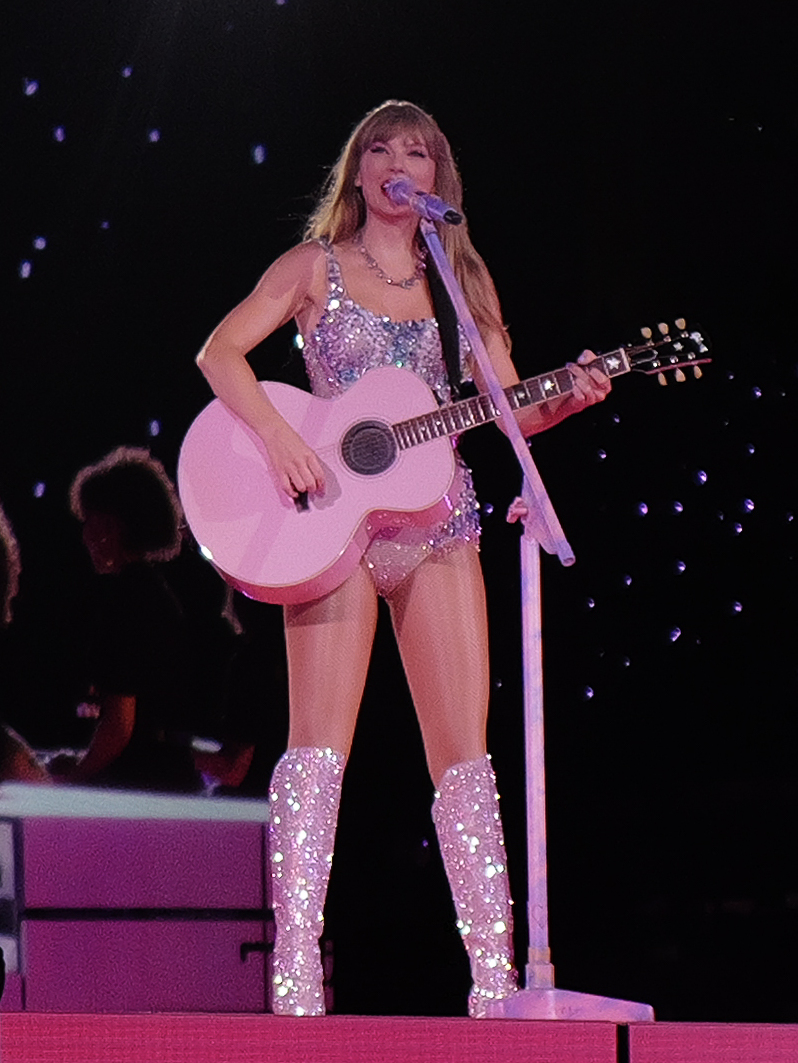
The Eras Tour (2023).

## Filmographie

### Télévision
- 2009 : Les Experts : Haley Jones
- 2009 : Saturday Night Live : Propre rôle (présentatrice)
- 2013 : New Girl : Elaine
- 2019 : The Voice : La Plus Belle Voix : Elle-même (quarts de Finale : chante avec les talents)

### Cinéma
- 2008 : Jonas Brothers : Le Concert événement de Bruce Hendricks : Elle-même (caméo)
- 2009 : Hannah Montana, le film de Peter Chelsom : Elle-même (caméo)
- 2010 : Valentine's Day de Garry Marshall : Felicia
- 2012 : Le Lorax de Chris Renaud : Audrey (voix)
- 2014 : The Giver de Phillip Noyce : Rosemary
- 2019 : Reputation Stadium Tour : Elle-même
- 2019 : Cats de Tom Hooper : Bombalurina
- 2020 : Miss Americana de Lana Wilson : Elle-même
- 2022 : Amsterdam de David O. Russell : Liz Meekins
- 2023 : Taylor Swift: The Eras Tour : Elle-même